# Échinodermes de Méditerranée

Image satellite du bassin méditerranéen.

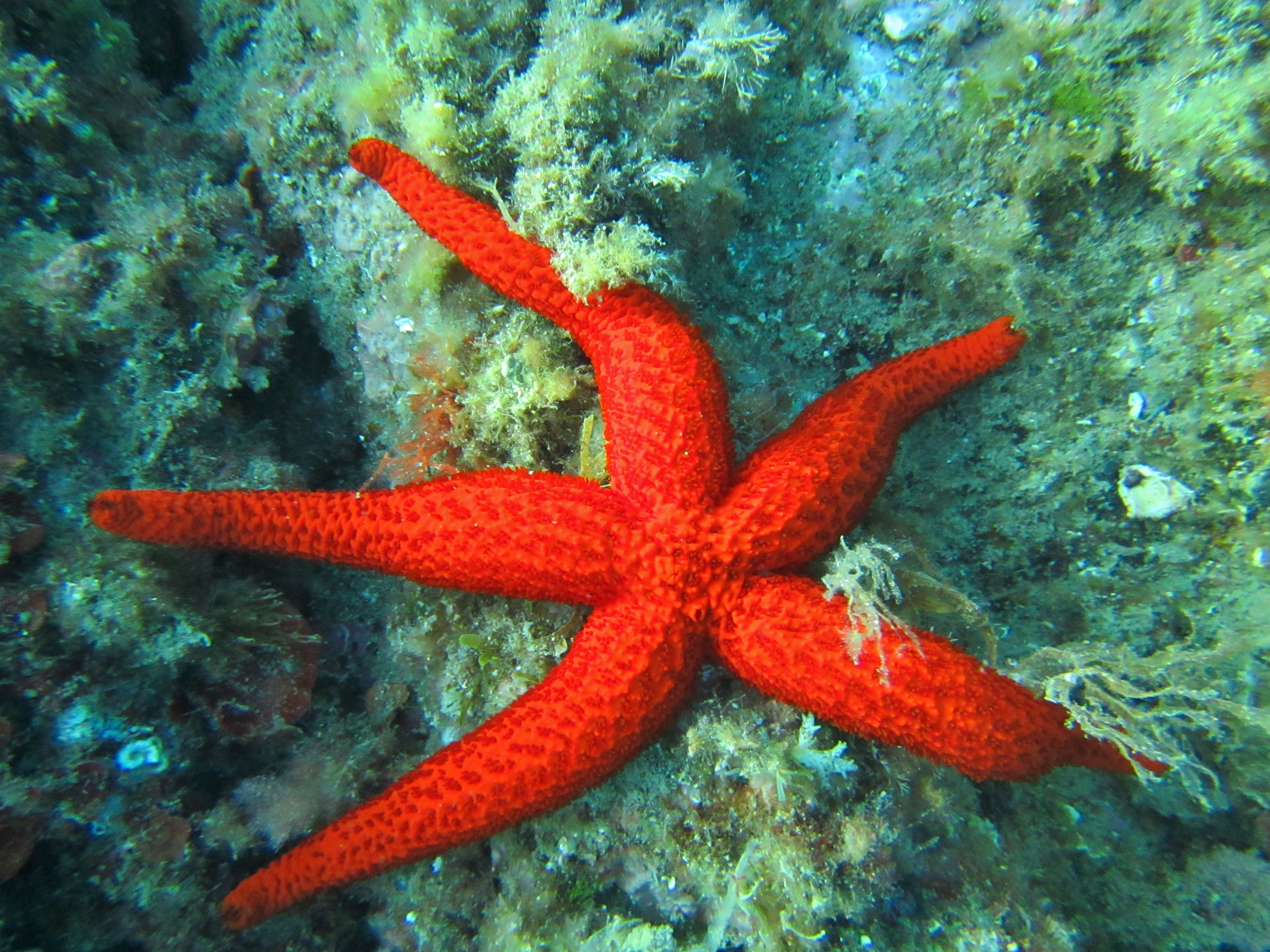
L'étoile de mer rouge Echinaster sepositus est l'espèce la plus commune en Méditerranée.

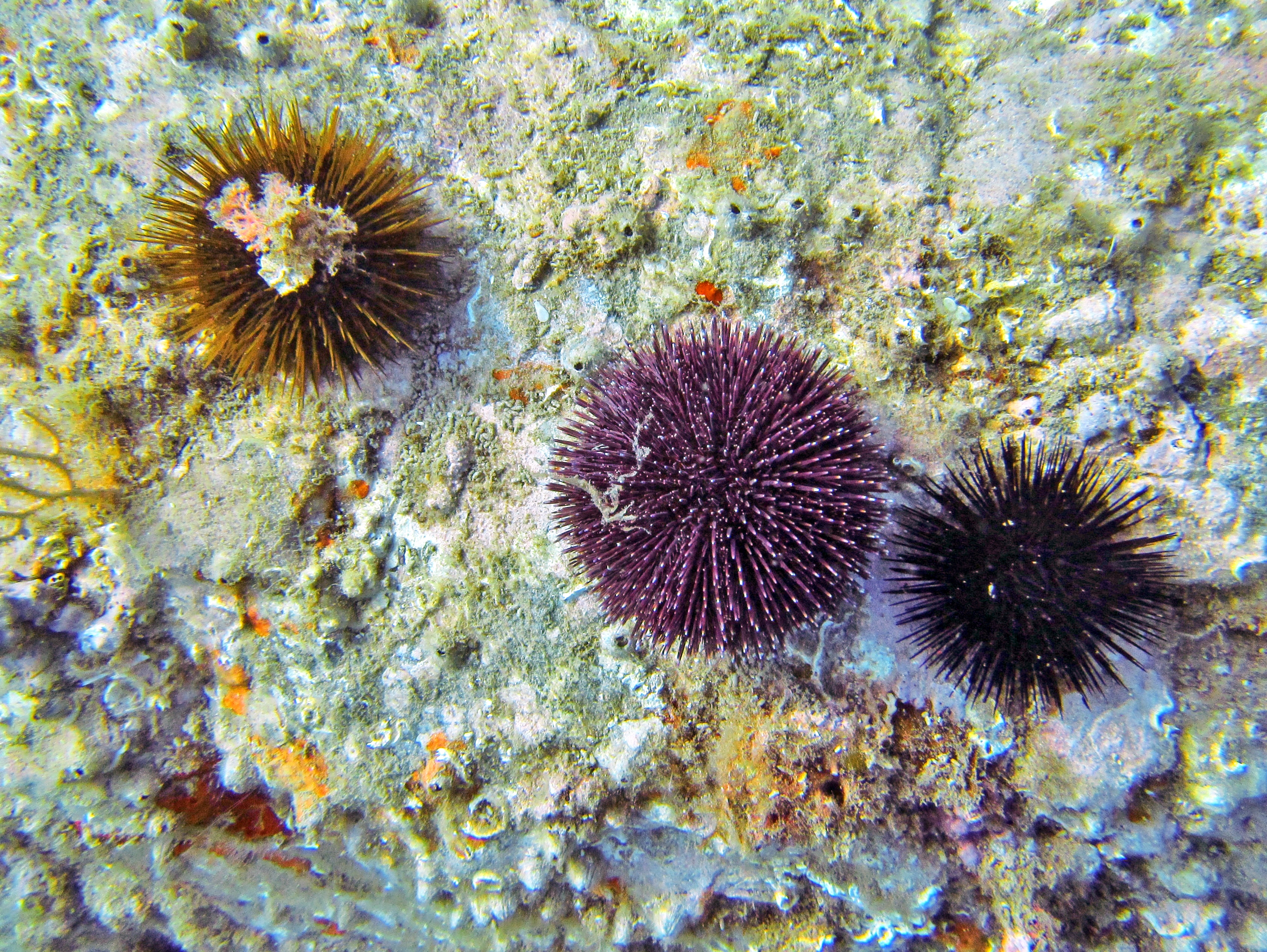
Les trois principaux oursins de Méditerranée : le « comestible », le « granuleux » et le « noir ».

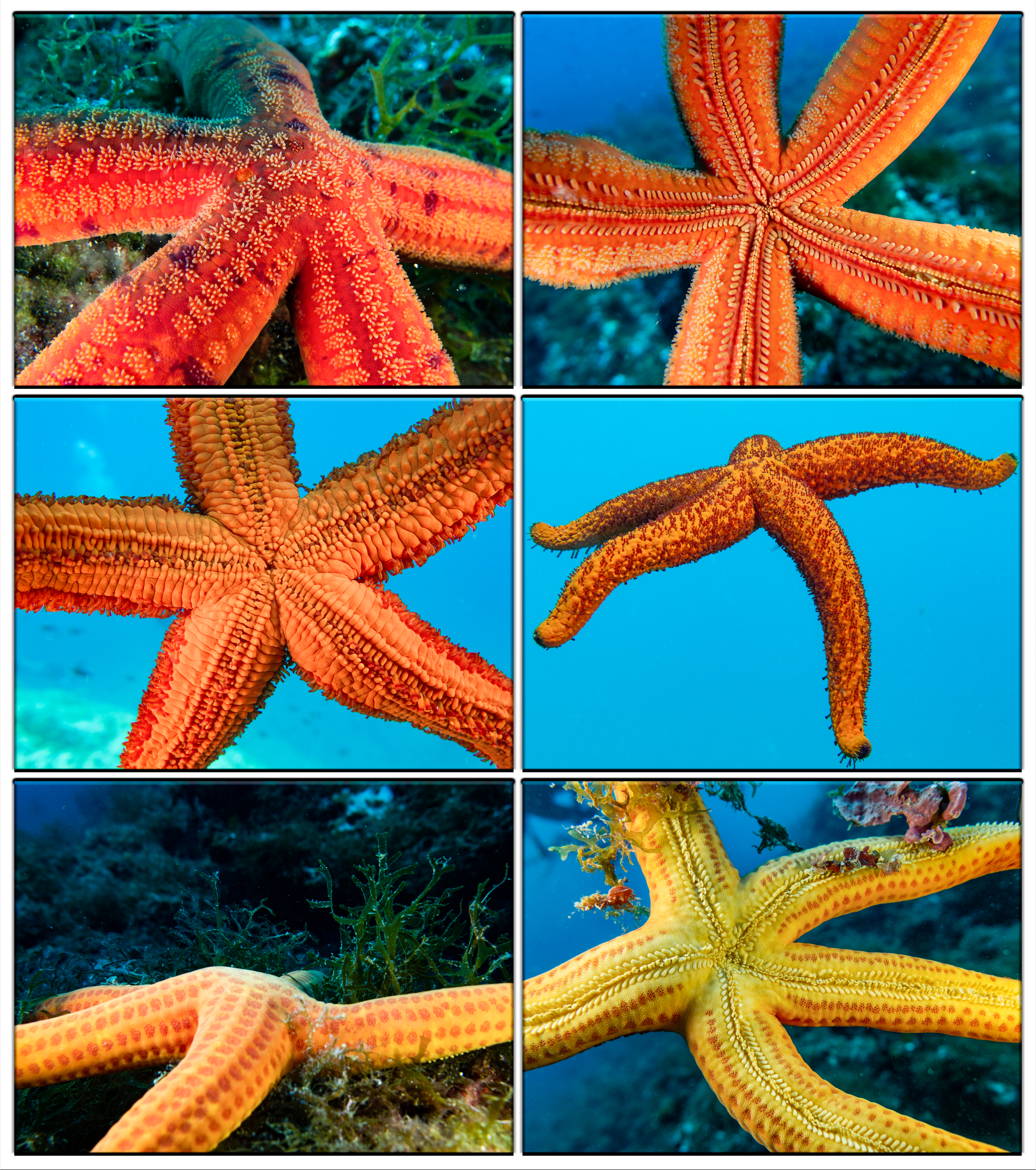
Les trois étoiles rouges de Méditerranée.

Les échinodermes forment un embranchement d'animaux marins benthiques présents à toutes les profondeurs océaniques, et dont les premières traces fossiles remontent au Cambrien.
Ils comprennent actuellement 5 classes : les étoiles de mer, holothuries, oursins, ophiures et crinoïdes. Ces animaux sont généralement caractérisés par le fait que leur corps est structuré en une symétrie centrale (au lieu de bilatérale chez la plupart des animaux), généralement d'ordre 5 (« pentaradiale »), visible chez les étoiles de mer, les oursins et les ophiures, et plus discrète chez les holothuries et les crinoïdes.
On en compte actuellement 7 000 espèces vivantes à l'échelle de la planète, dont plus de 2000 ophiures, 1900 étoiles de mer, 1250 holothuries, 950 oursins et 650 crinoïdes.
Très originaux, les représentants de ce groupe possèdent un certain nombre de caractéristiques uniques dans le monde animal. Les principales sont une symétrie générale pentaradiée (bien qu'ils restent fondamentalement bilatériens), l'existence d'un squelette constitué de plaques de calcite arrangées en stéréome, et la présence d'un système aquifère. Ils constituent un groupe proche des chordés au sein des deutérostomiens.
Les échinodermes sont des animaux lents et non agressifs, mais les oursins sont cependant équipés de piquants pouvant infliger des blessures douloureuses (même si aucun n'est venimeux en Méditerranée). Les holothuries peuvent quant à elles se protéger en éjectant des tubes de Cuvier, pour les espèces qui en sont pourvues.
Les cinq classes d'échinodermes sont représentées en mer Méditerranée. Une méta-étude de 1998 menée sur la Mer Tyrrhénienne a recensé 100 espèces d'échinodermes, toutes profondeurs confondues : 22 étoiles de mer, 23 ophiures, 2 crinoïdes, 22 oursins et 31 holothuries ; une autre étude menée autour de Malte a trouvé une diversité similaire. Les estimations font état d'entre 140 et 150 espèces au total pour le bassin méditerranéen, sans compter les espèces inféodées aux abysses, qui font l'objet d'inventaires particuliers. L'INPN recense, pour toute la France métropolitaine (Atlantique compris) et à toutes profondeurs, 378 espèces : 93 étoiles, 26 crinoïdes, 52 oursins, 111 holothuries et 96 ophiures. Cet article est donc non exhaustif, mais présente les espèces les plus communes aux profondeurs de baignade ou de plongée récréative.

## Étoiles de mer
La classe des Asteroidea (les étoiles de mer) comprend environ 1 900 espèces réparties dans tous les océans. On peut en trouver à toutes les profondeurs, de la zone de balancement des marées à −6 000 mètres de fond. 
Elles peuvent avoir cinq bras ou davantage. Toutes ont un disque central portant en partie supérieure (face « aborale ») l’anus et le madréporite, et sur la face inférieure (face « orale ») une bouche dépourvue de dents mais par laquelle certaines astérides peuvent « dévaginer » leur estomac pour le projeter sur la proie et commencer ainsi à la digérer de façon externe.
Les étoiles de l'ordre des Paxillosida sont appelées « étoiles de sable » ou « étoiles-peignes » : elles vivent enterrées dans le sable où elles chassent d'autres organismes fouisseurs (vers, bivalves, oursins irréguliers...), et leurs bras sont entourés d'épines dont elles se servent pour se déplacer dans le sédiment.
L'étoile la plus fréquente des fonds rocheux de Méditerranée est l'étoile rouge Echinaster sepositus. 
Une population introduite de l'espèce exotique Protoreaster nodosus a été observée dans les années 1980 aux Baléares, mais elle ne semble pas avoir survécu ; cette espèce demeure très vendue sur les marchés aux souvenirs, mais ce sont des spécimens importés du Pacifique.

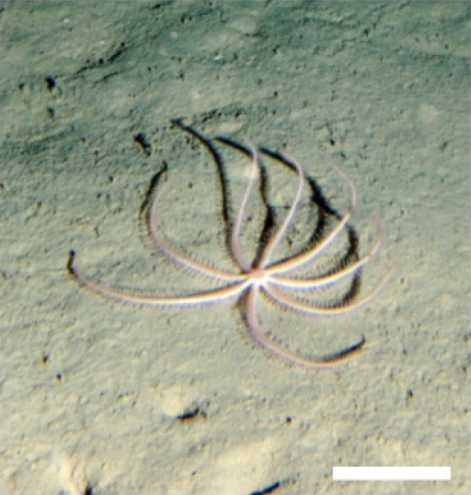
Hymenodiscus coronata (profonde)
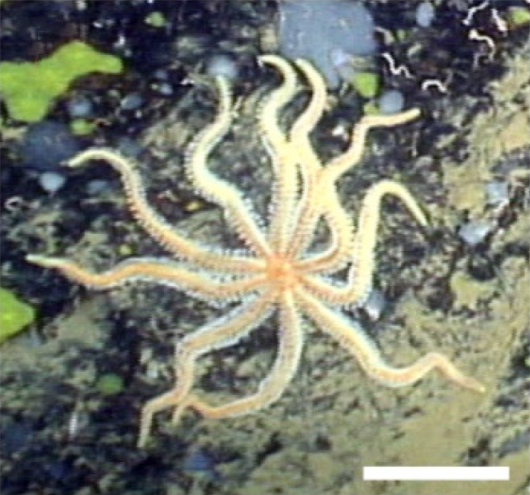
Coronaster briareus (profonde)
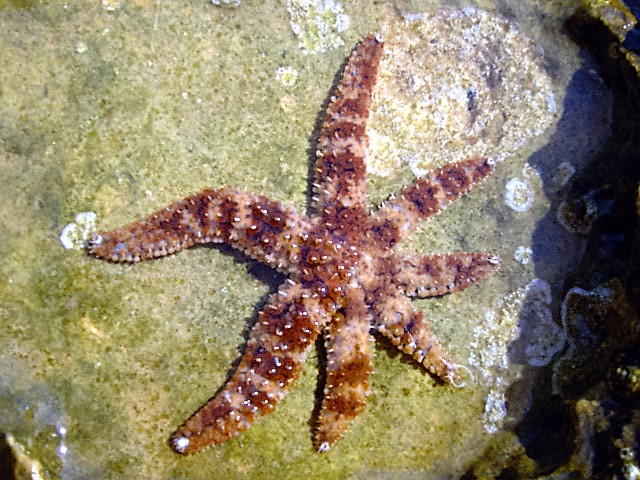
Étoile de mer épineuse (Coscinasterias tenuispina)
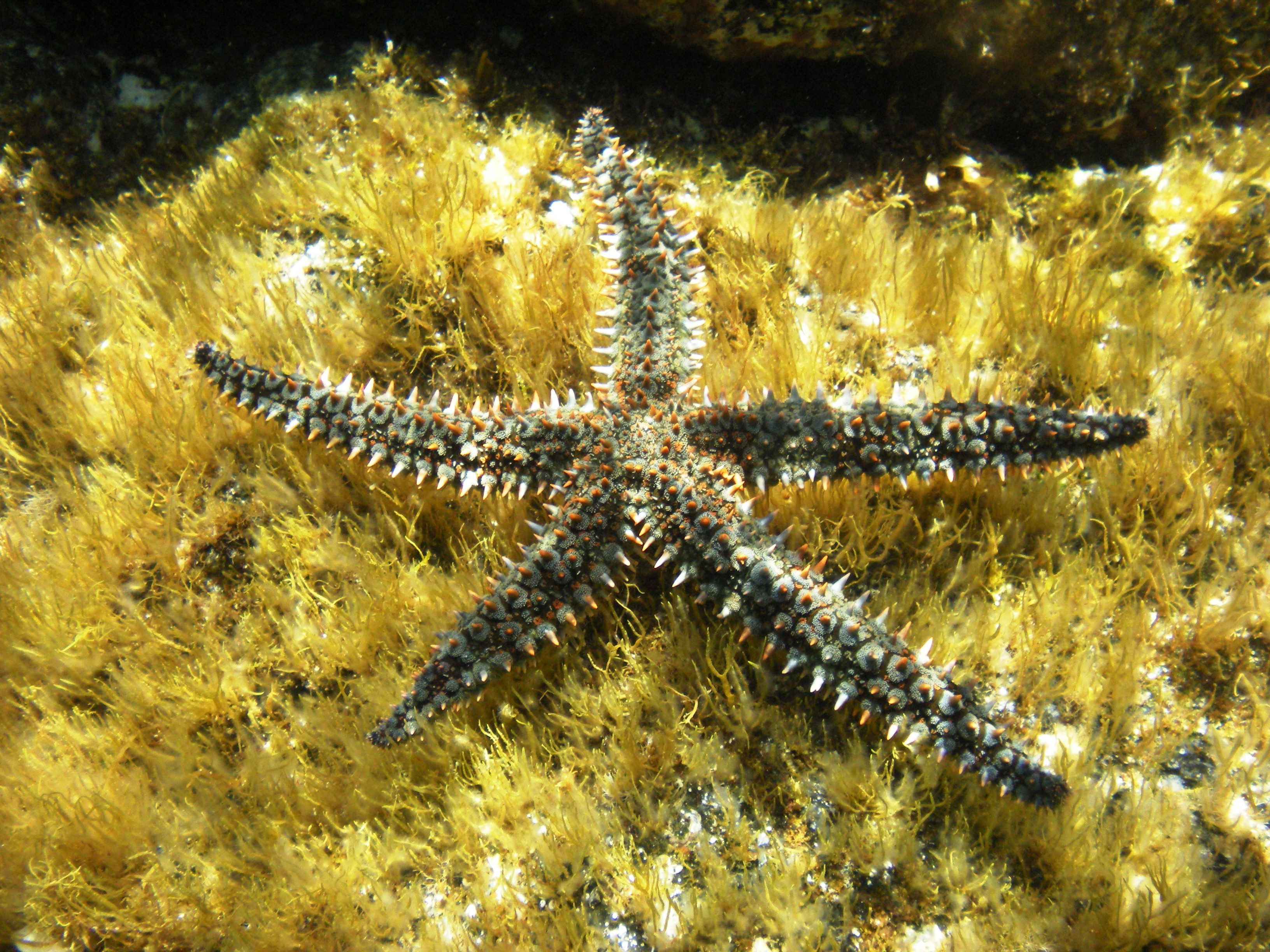
Étoile de mer glaciaire (Marthasterias glacialis)
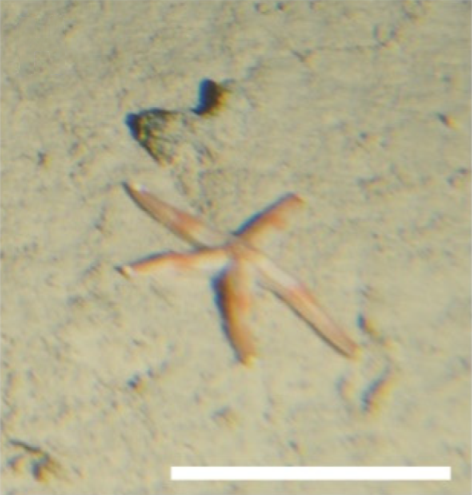
Sclerasterias neglecta (profonde)
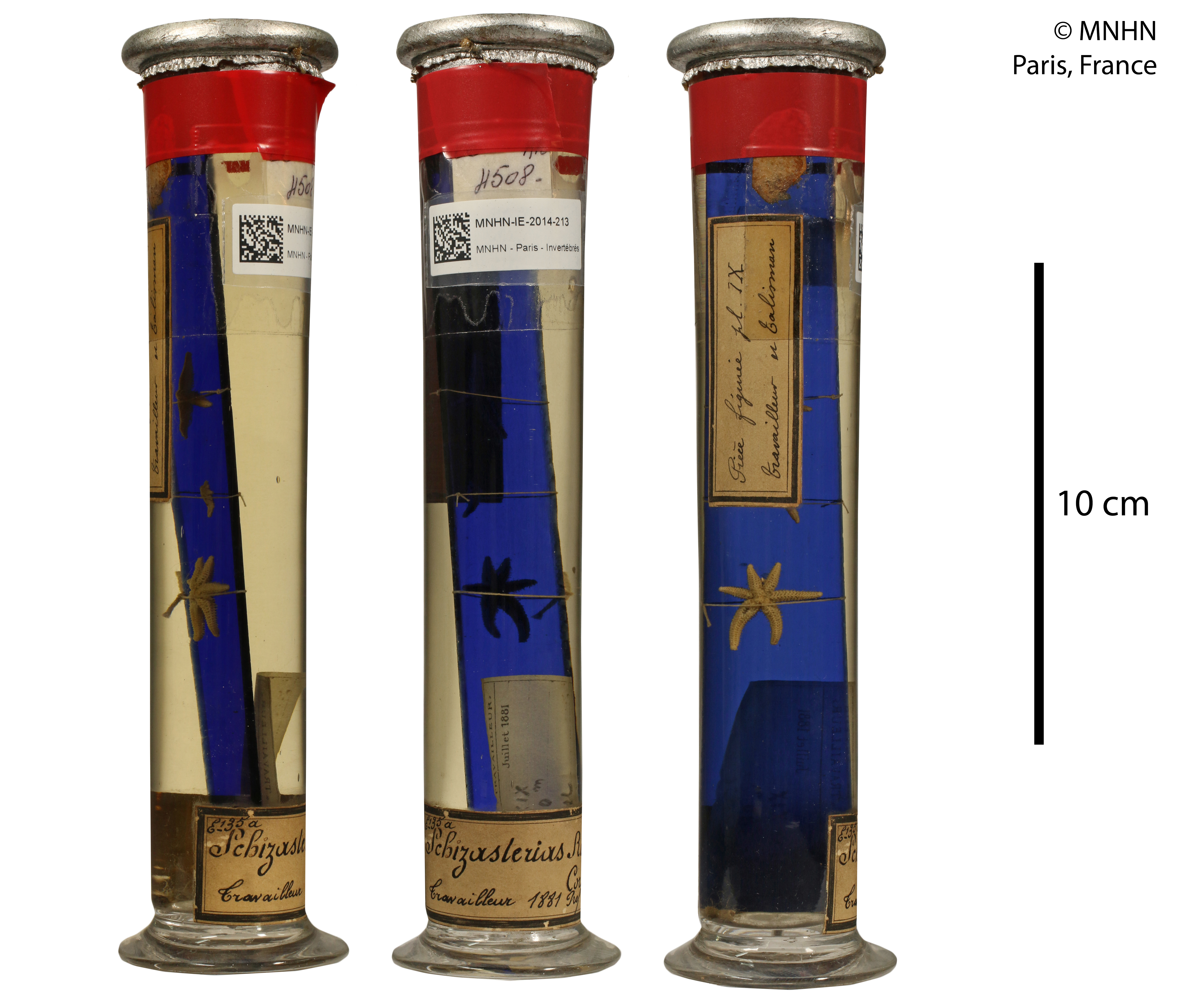
Sclerasterias richardi (profonde)
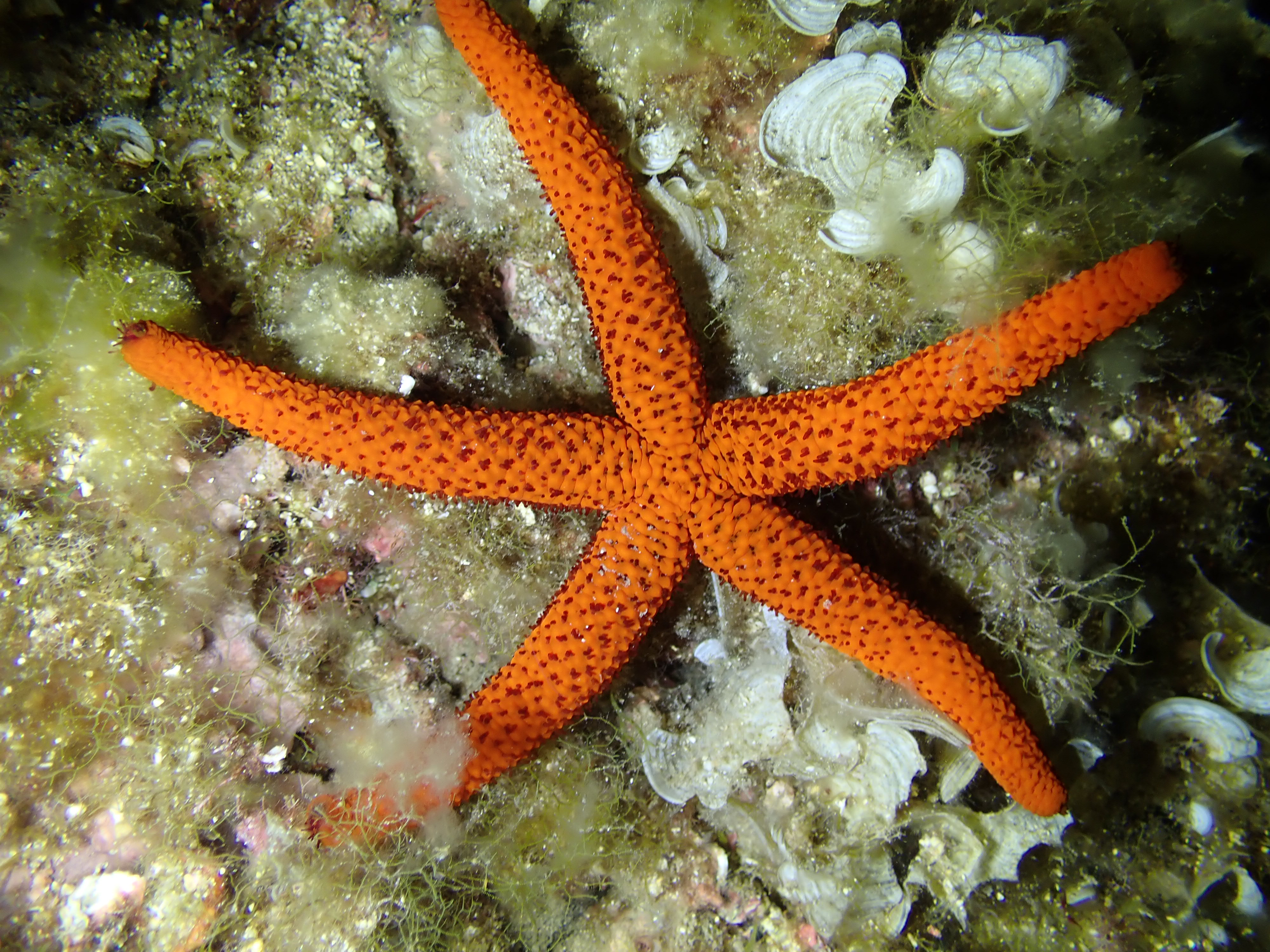
Étoile de mer rouge (Echinaster sepositus)
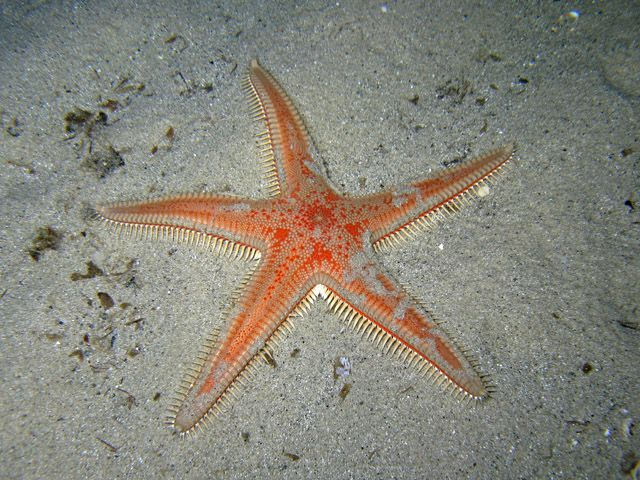
Grande étoile-peigne (Astropecten aranciacus)
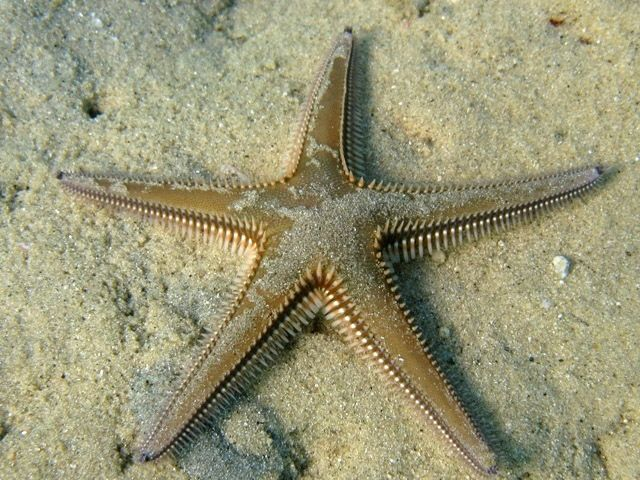
Étoile-peigne hérissée (Astropecten bispinosus)
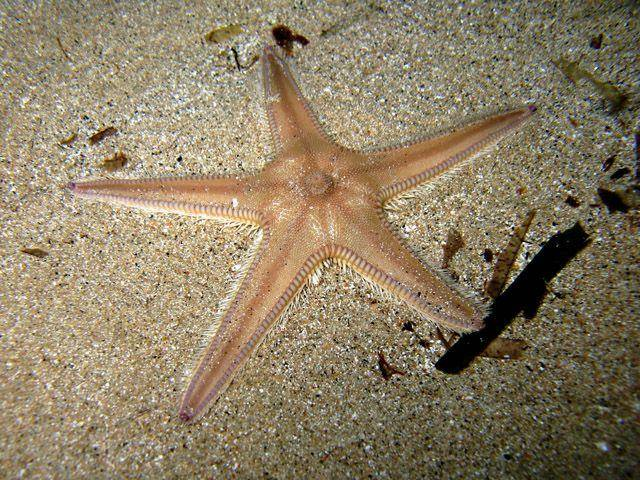
Étoile-peigne commune (Astropecten irregularis)
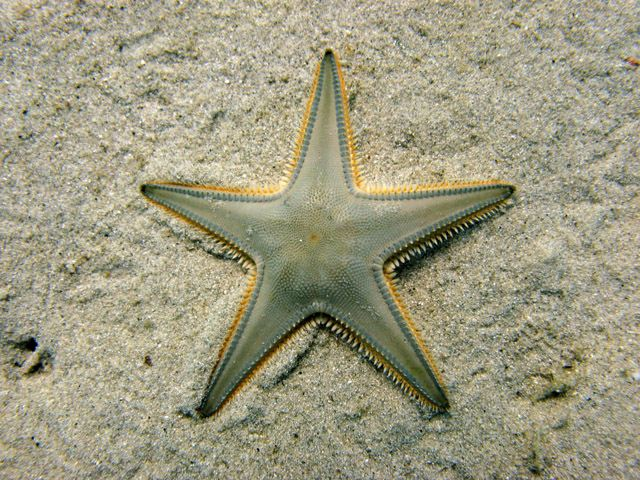
Étoile-peigne de Johnston (Astropecten jonstoni)
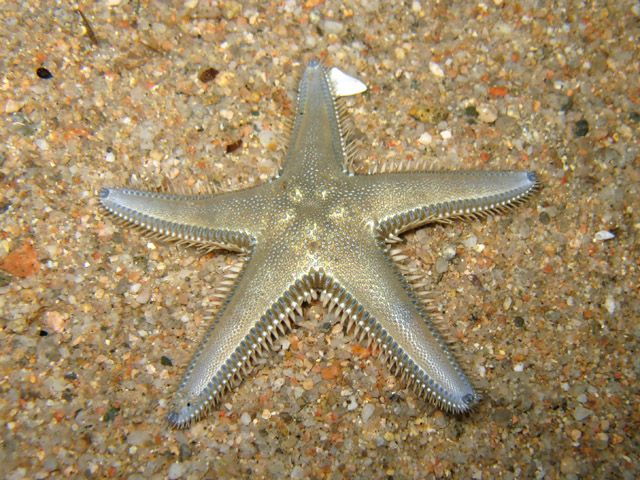
Étoile-peigne à piquants plats (Astropecten platyacanthus)
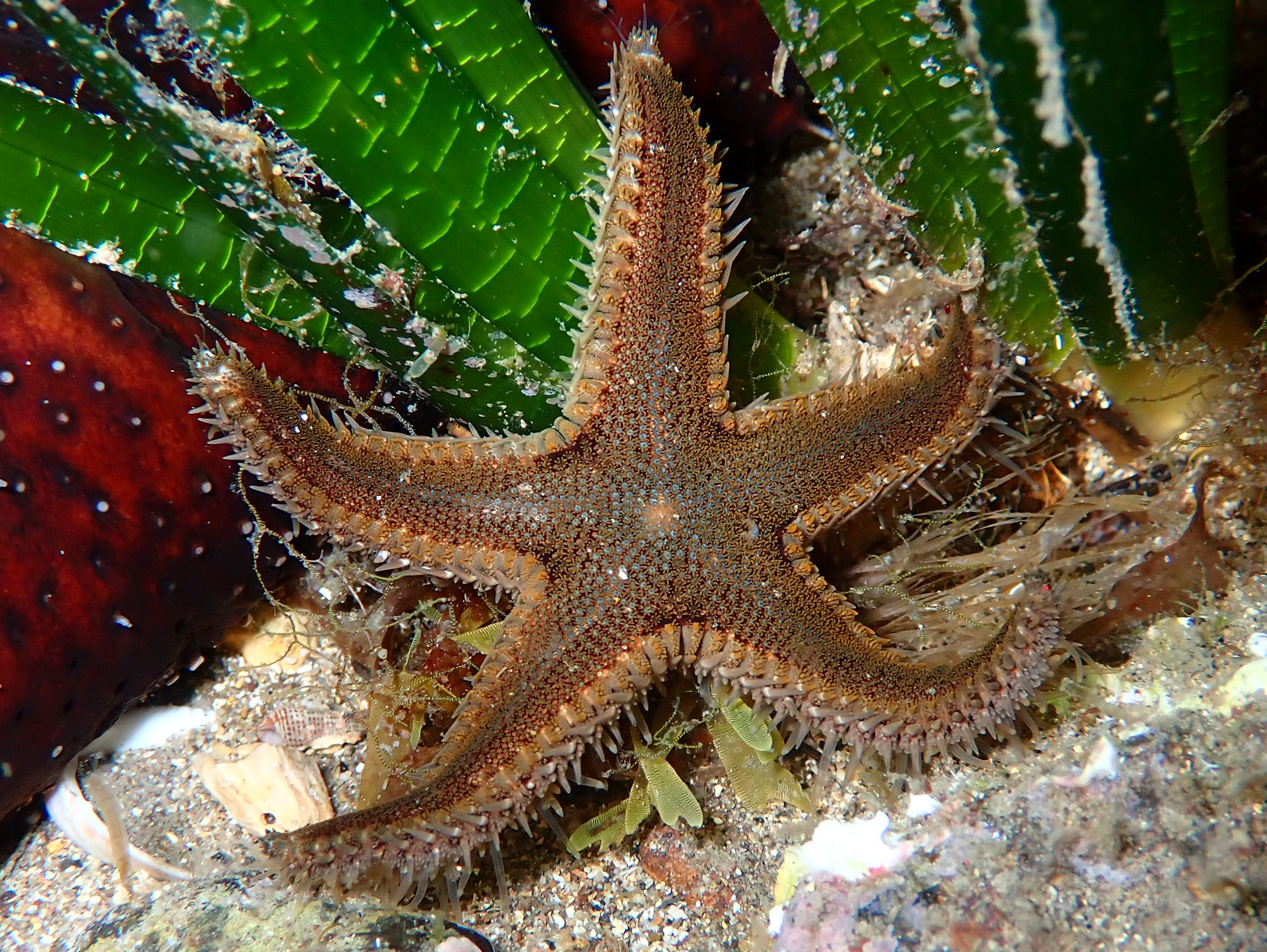
Petite étoile-peigne (Astropecten spinulosus)
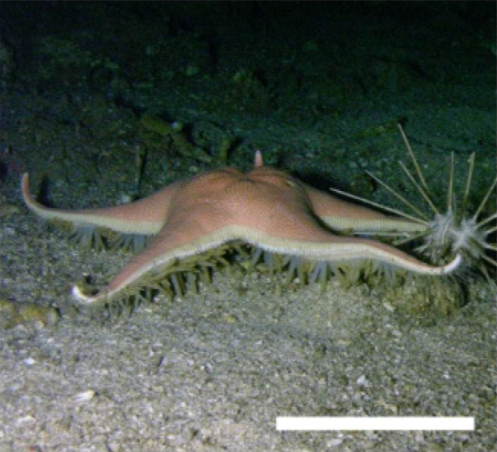
Tethyaster subinermis
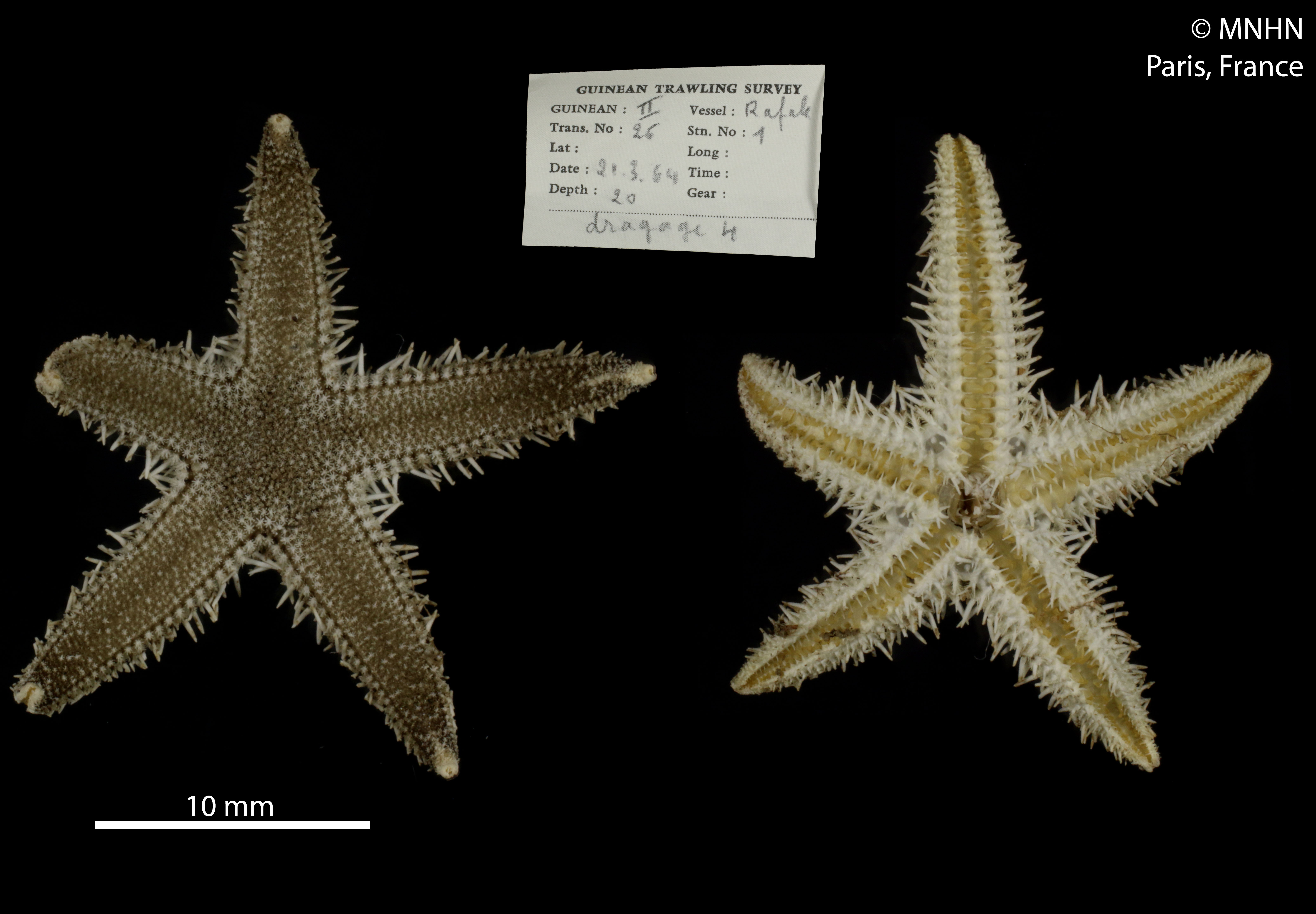
Luidia atlantidea
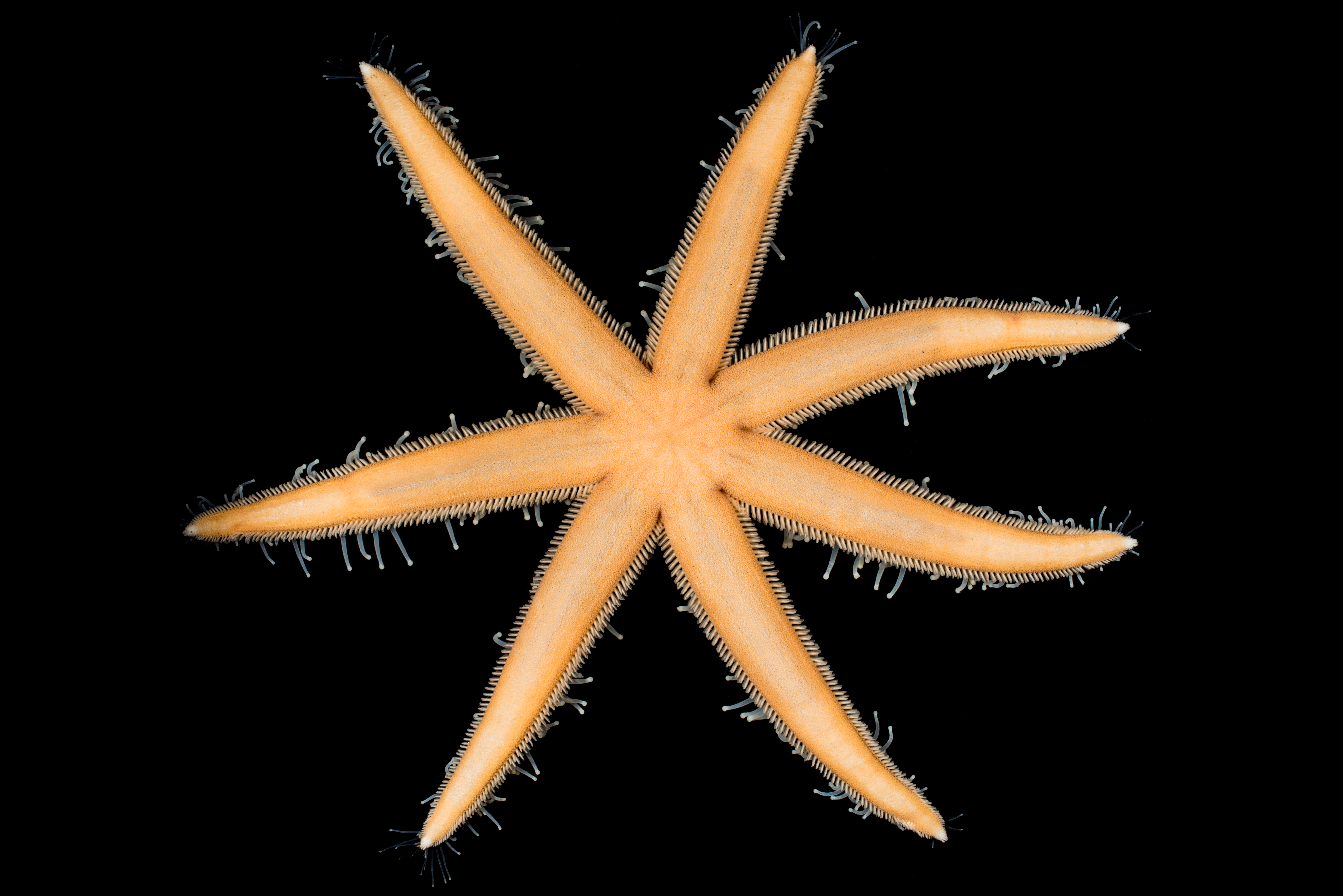
Étoile à sept bras (Luidia ciliaris)
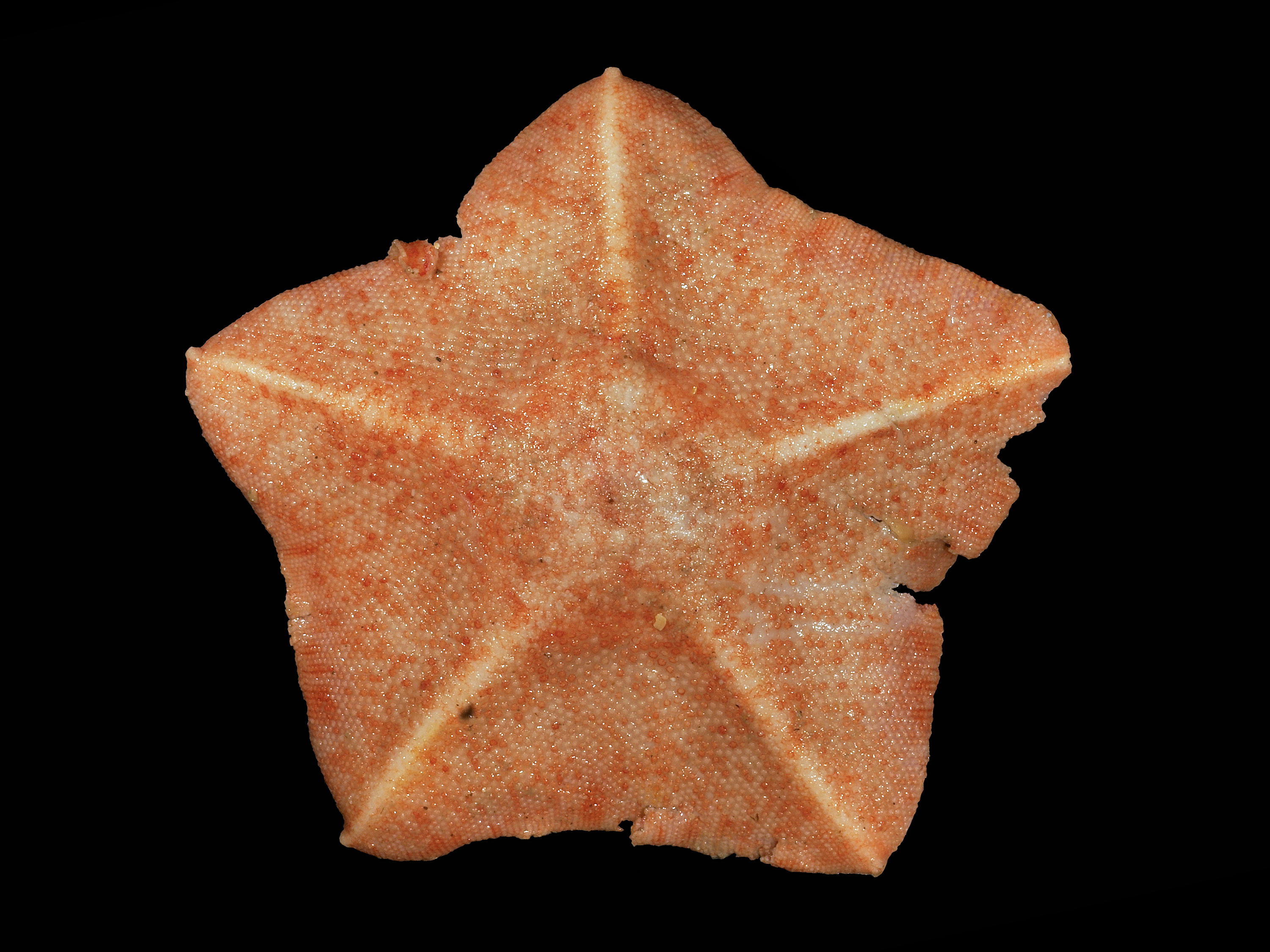
Étoile patte d'oie (Anseropoda placenta)
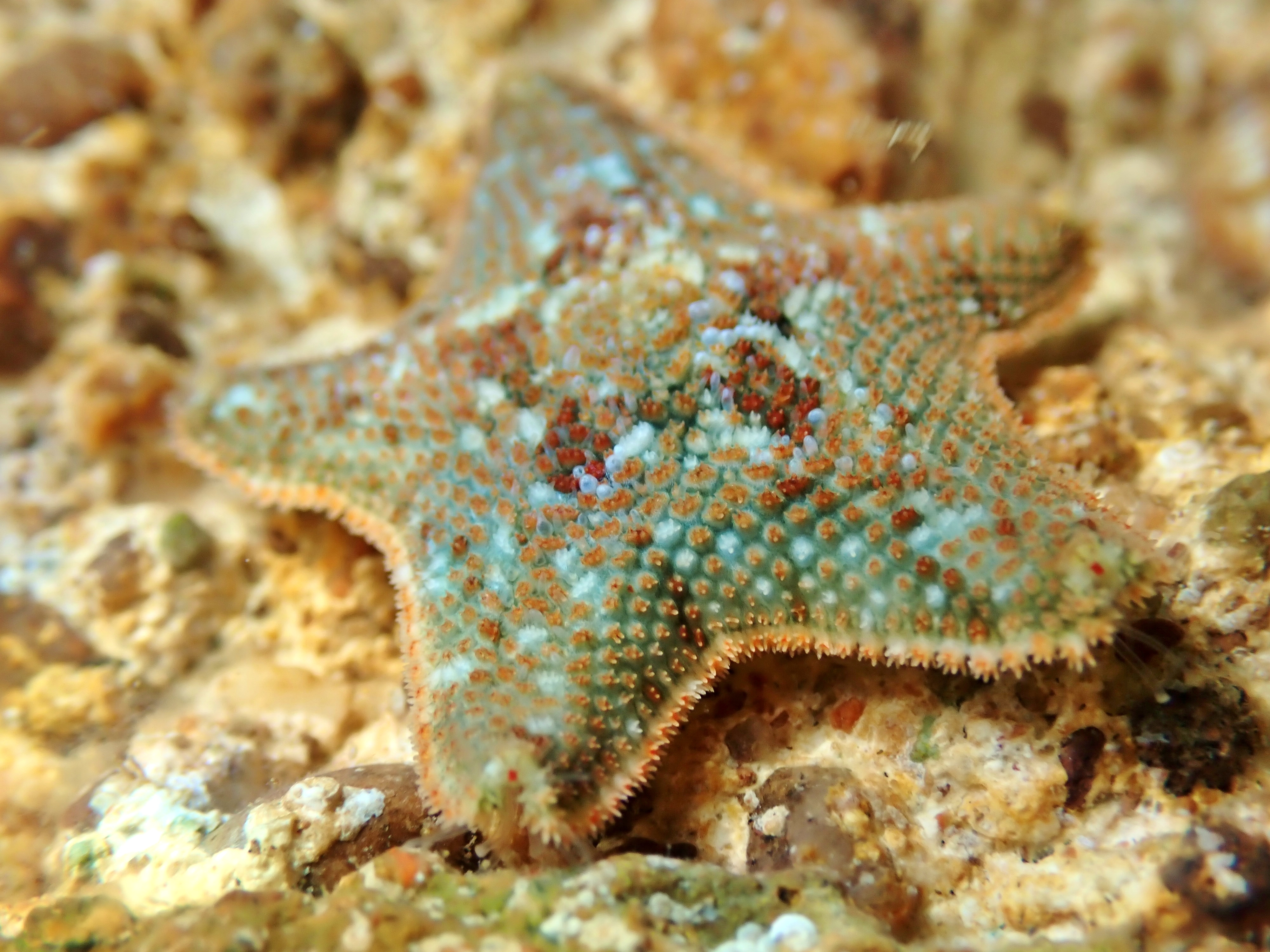
Astérie bossue (Asterina gibbosa)
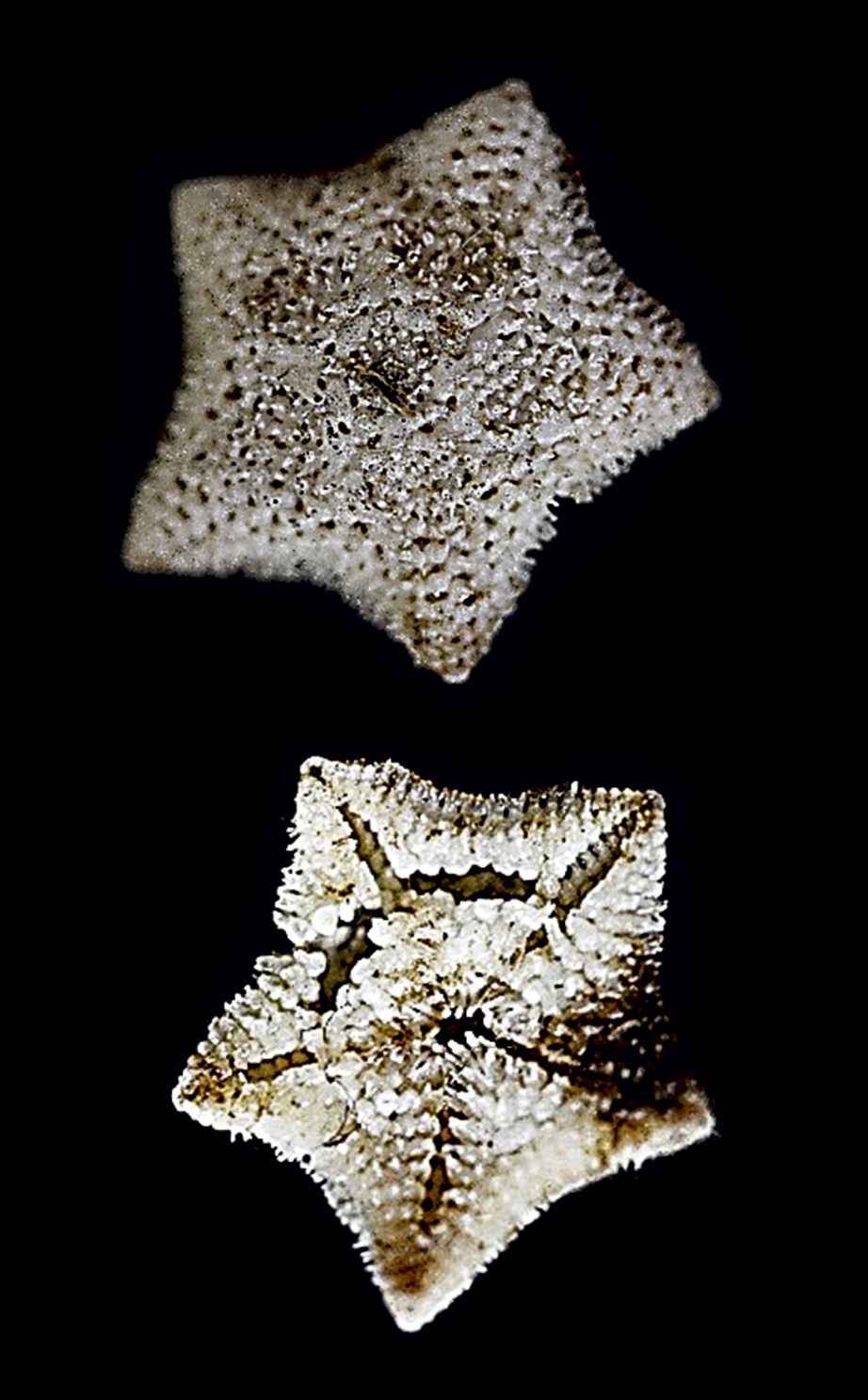
Asterina pancerii
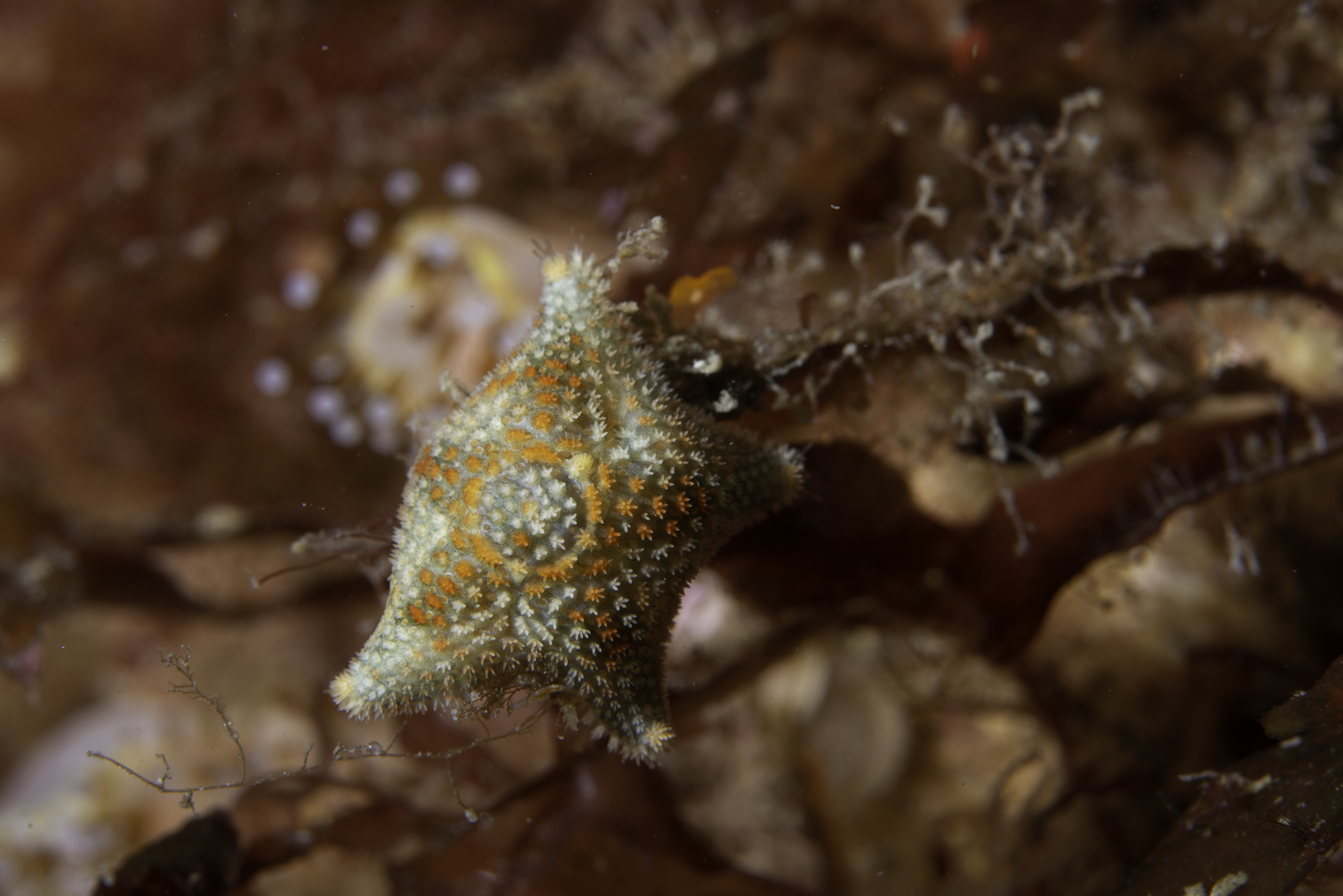
Astérie naine (Asterina phylactica)
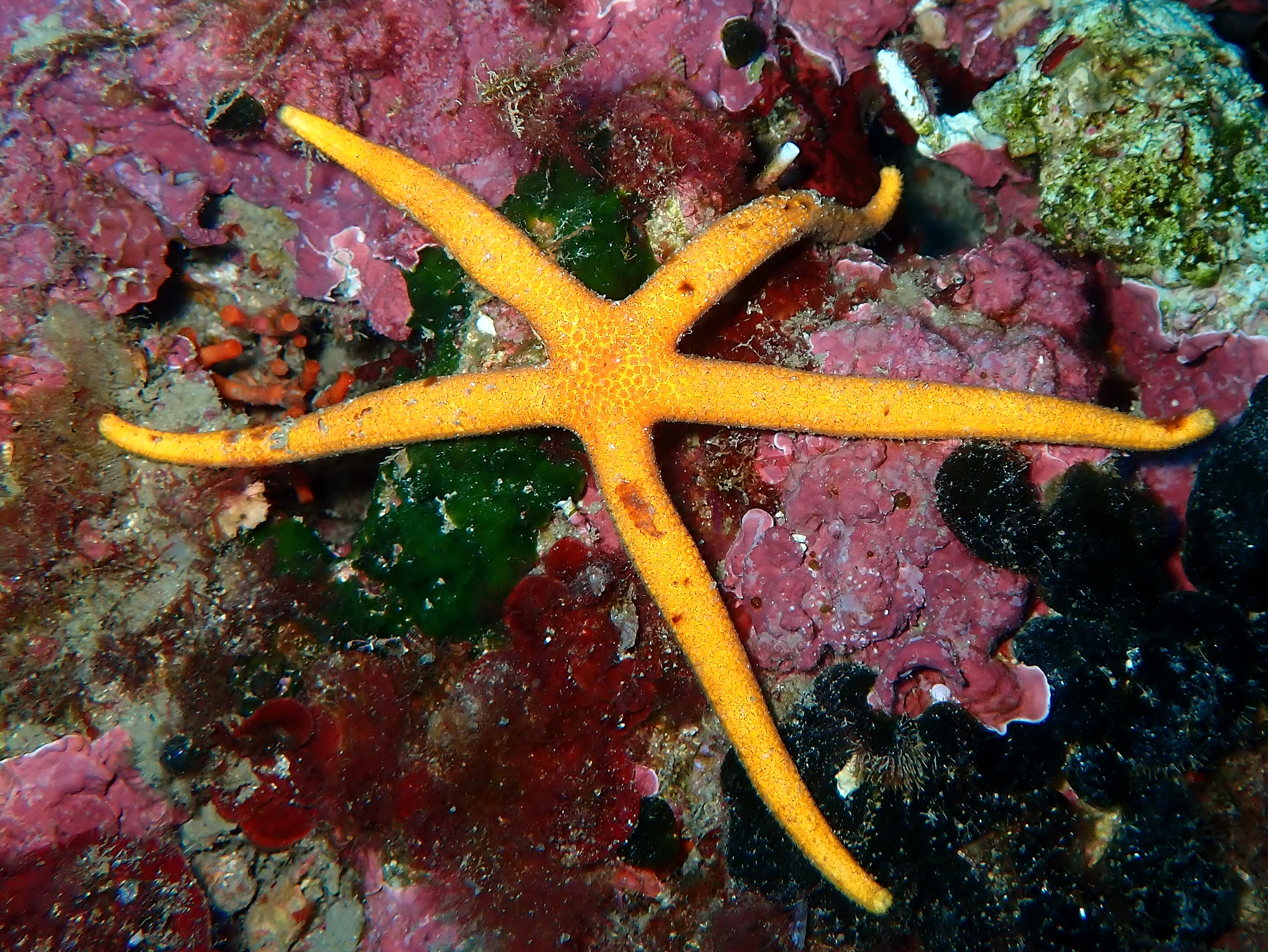
Étoile aux longs bras (Chaetaster longipes)
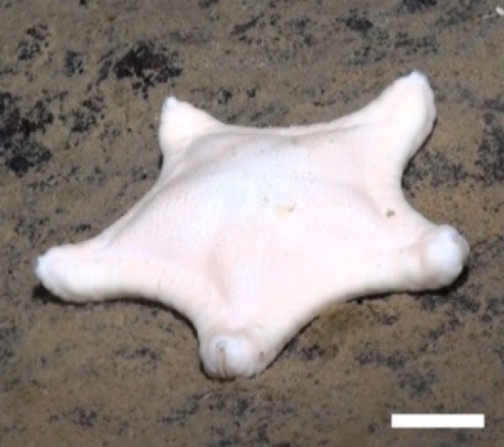
Ceramaster cf. grenadensis (profonde)
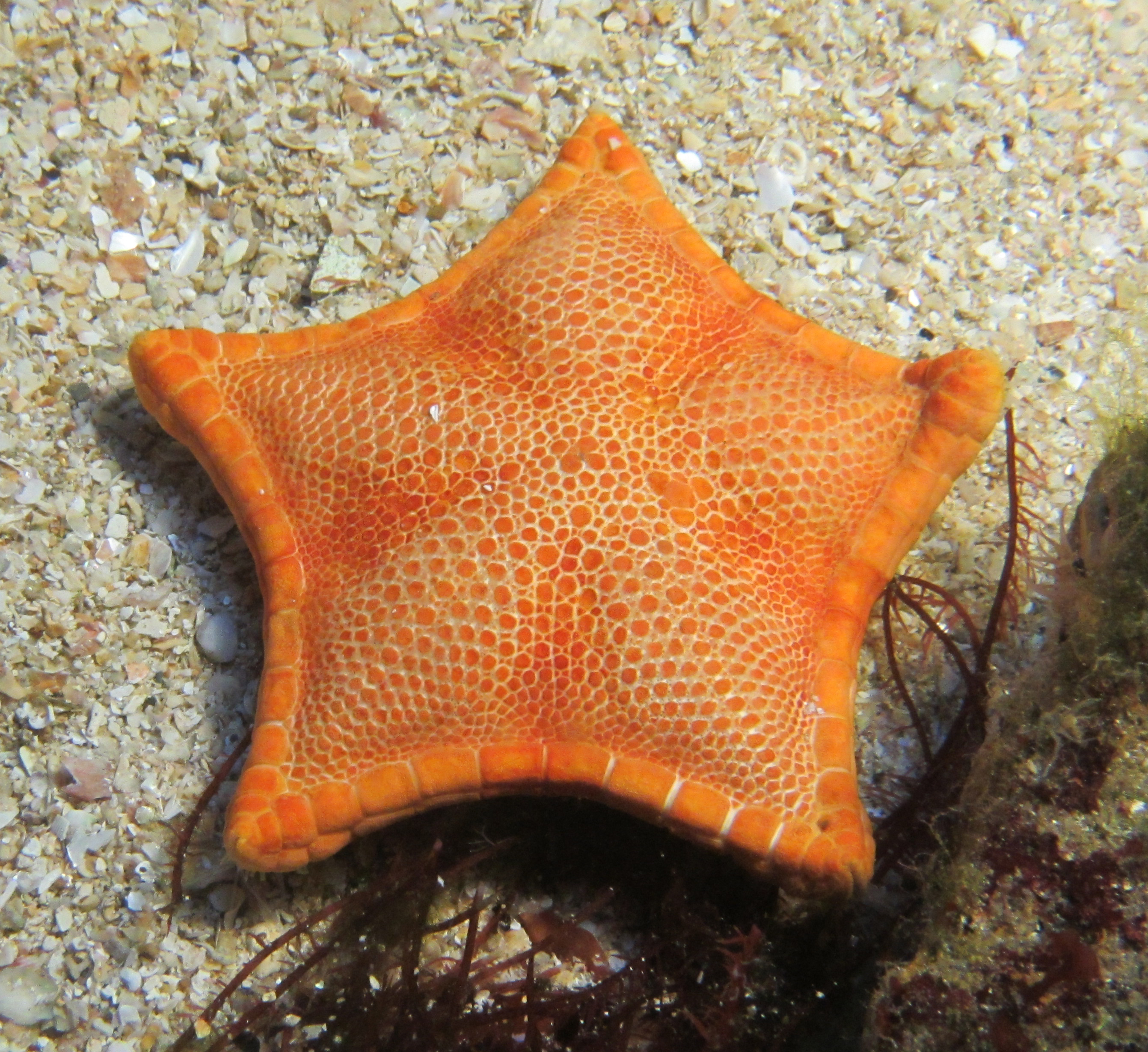
Étoile-biscuit (Peltaster placenta)
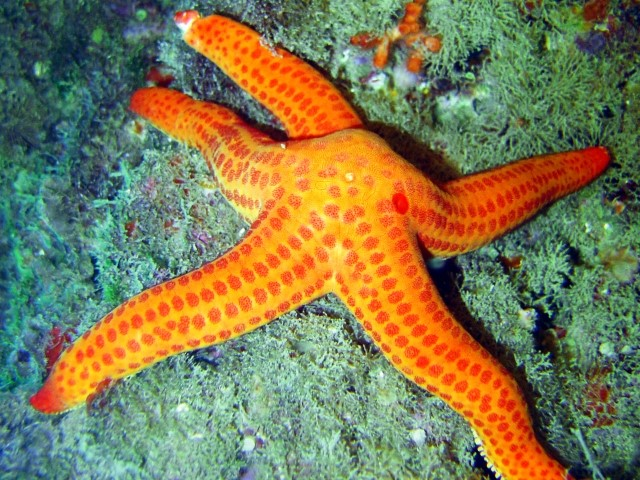
Étoile de mer lisse (Hacelia attenuata)
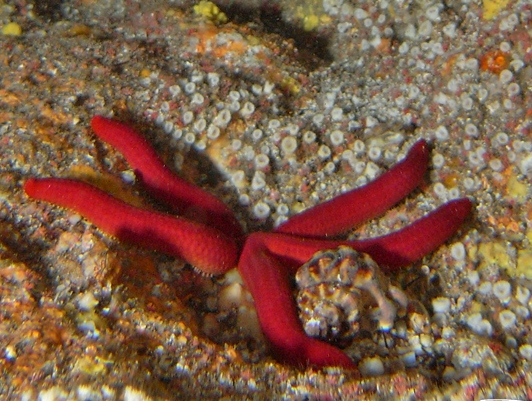
Étoile de mer violette (Ophidiaster ophidianus)

## Ophiures
Les ophiures (du grec ophis, « serpent », et oura, « queue ») ne sont pas des étoiles de mer, mais un groupe proche (toutes deux font partie de la sous-classe des Asterozoa). Parmi les différences on trouve des bras très fins et très souples, indépendants du corps, qui ne se touchent pas à leur base, et l’absence d’anus (les rejets se font par la bouche). Elles sont de surcroît beaucoup plus rapides, et se déplacent en se portant sur leurs longs bras. Le corps discoïdal est aplati sur la face inférieure, et généralement bombé en face supérieure.
Les ophiures sont des charognards et détritivores rapides et abondants, qui passent la journée dissimulés dans des trous ou sous des roches et sortent la nuit pour se nourrir sur le fond. Quand elles sont manipulées, la plupart des espèces peuvent sectionner leurs bras pour échapper à leur prédateur : celui-ci repoussera en quelques semaines ou mois.
Il existe un ordre d’ophiures dont la morphologie est totalement différente, les Euryalida ou « gorgonocéphales », dont les nombreux et longs bras très ramifiés se déploient la nuit pour capturer le plancton.

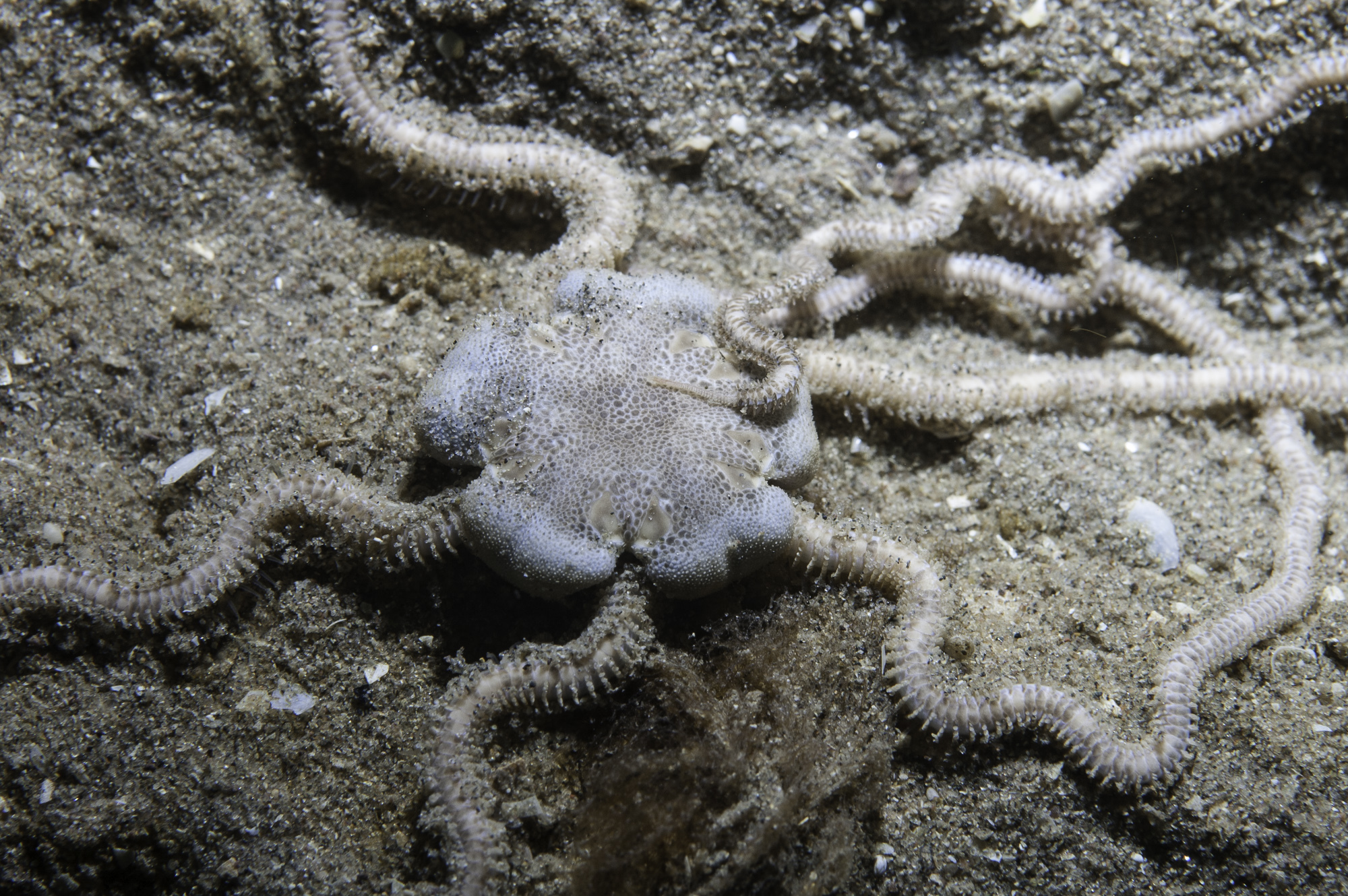
Acrocnida brachiata
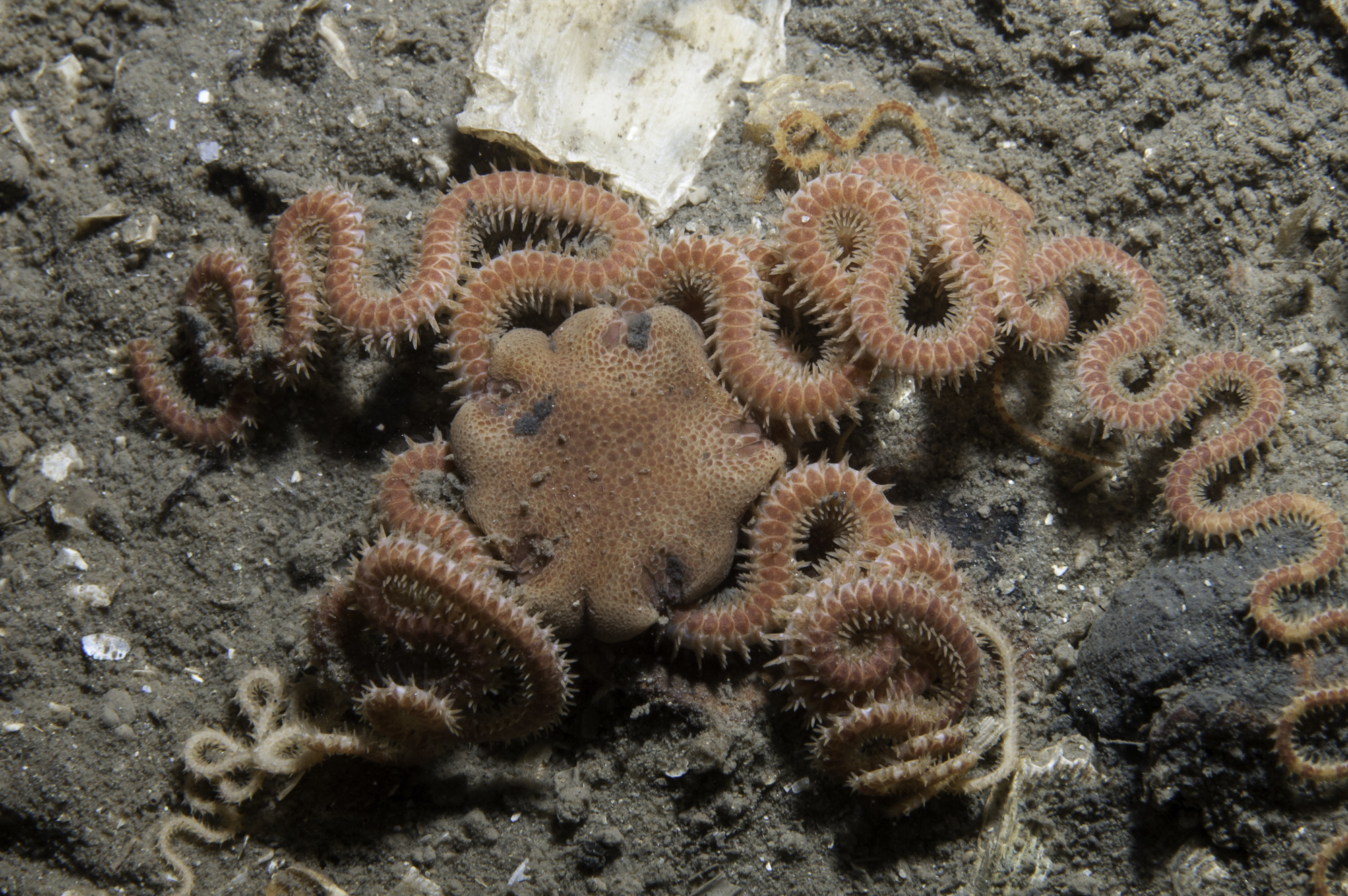
Amphiura chiajei
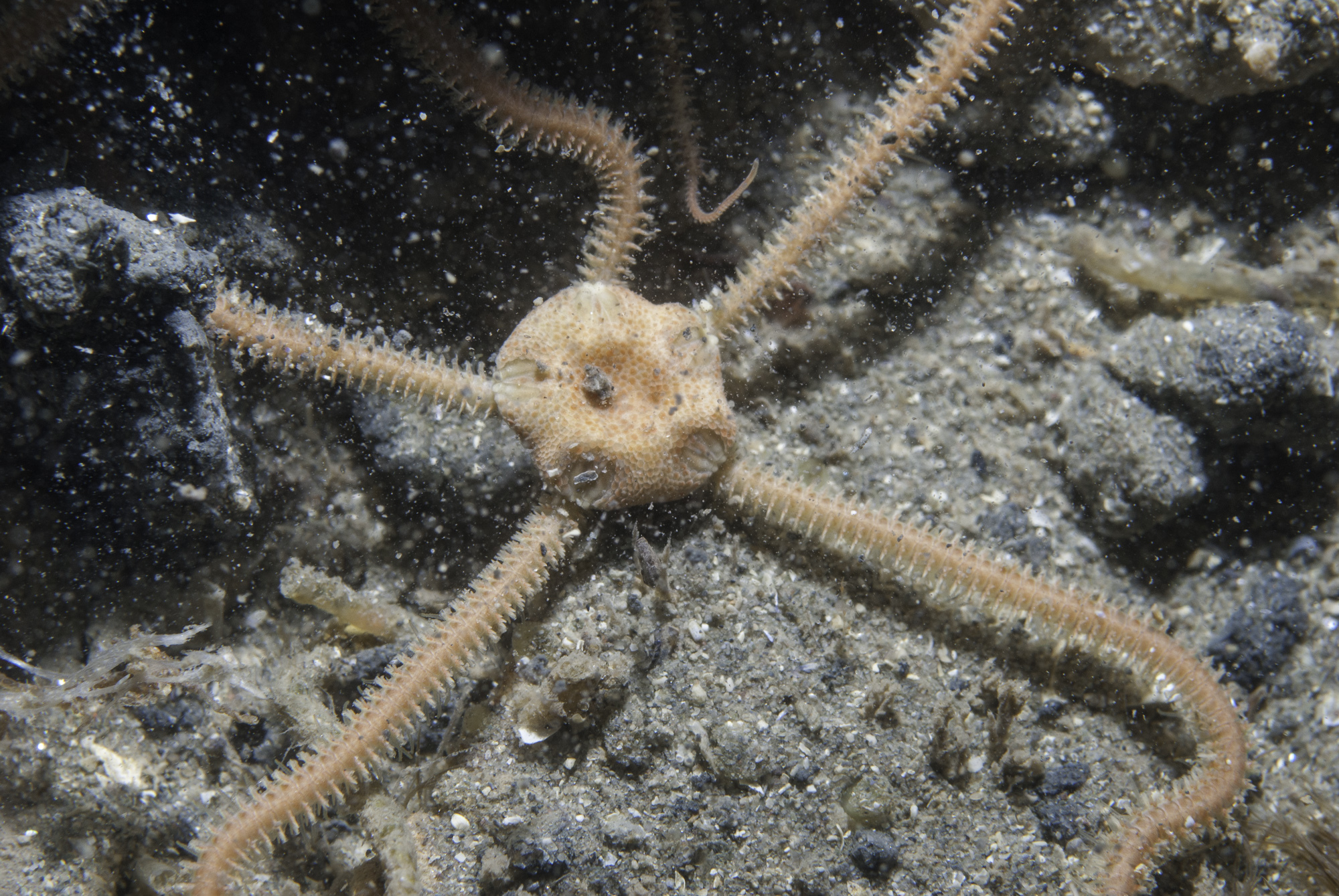
Amphiura filiformis
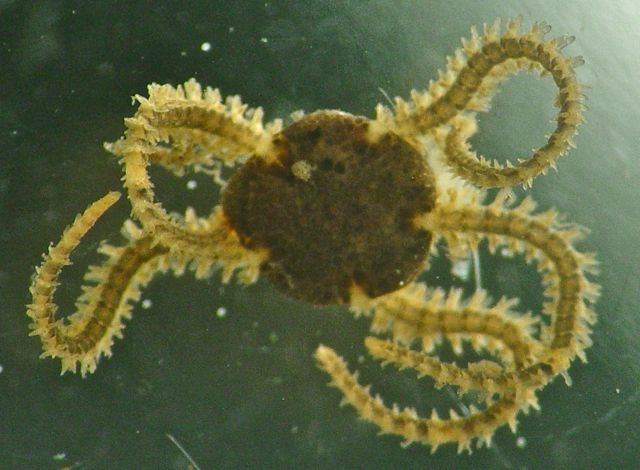
Ophiure écailleuse (Amphipholis squamata)
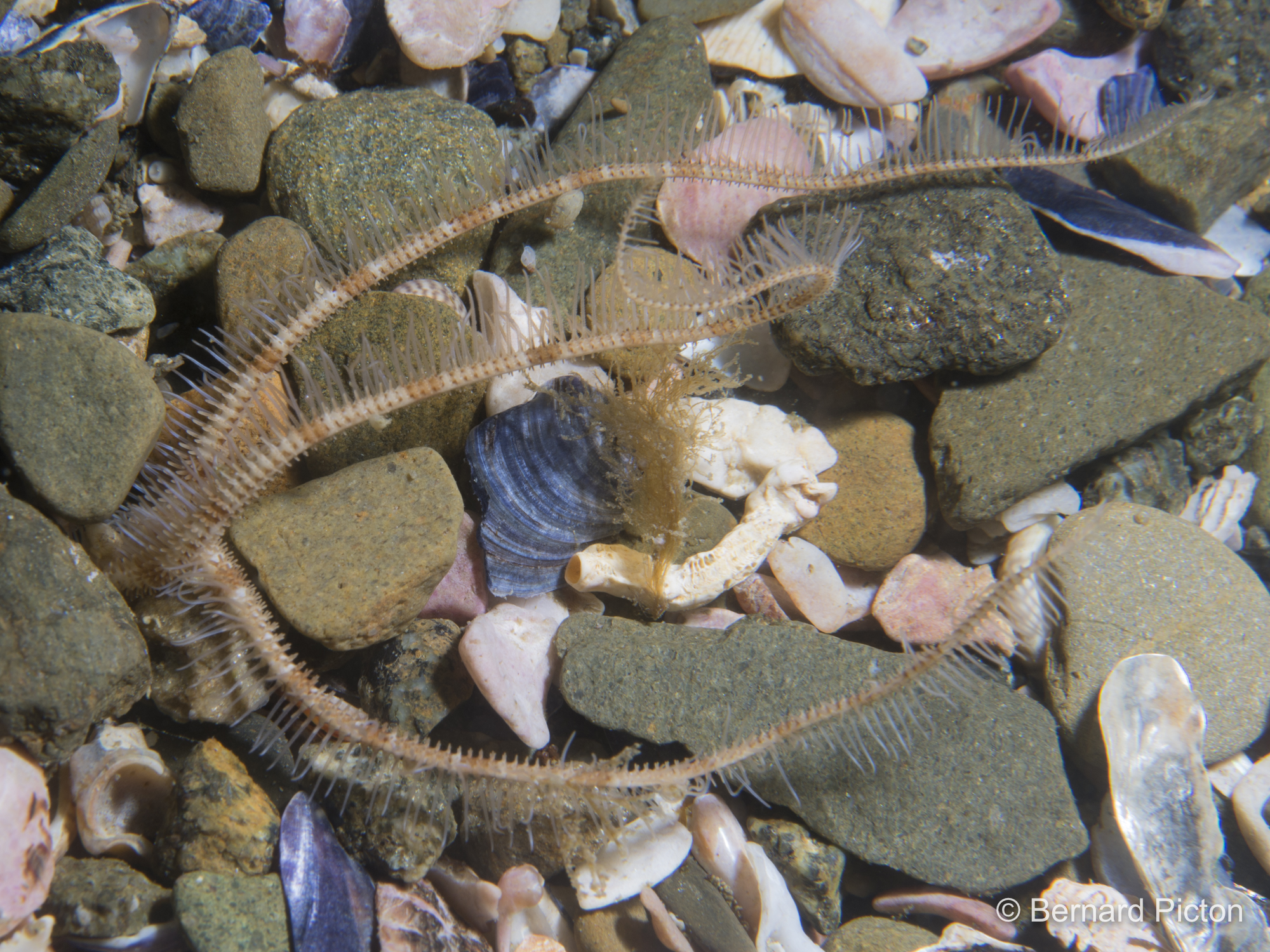
Ophiure de sable d'Europe (Ophiopsila annulosa)
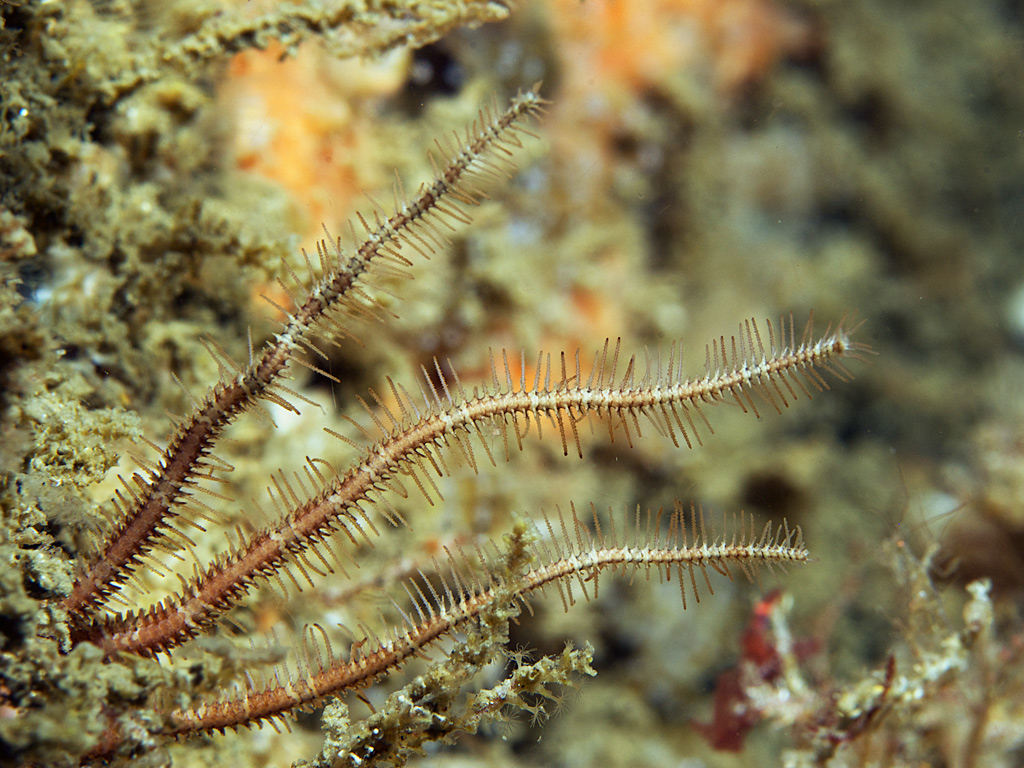
Ophiure araignée (Ophiopsila aranea)
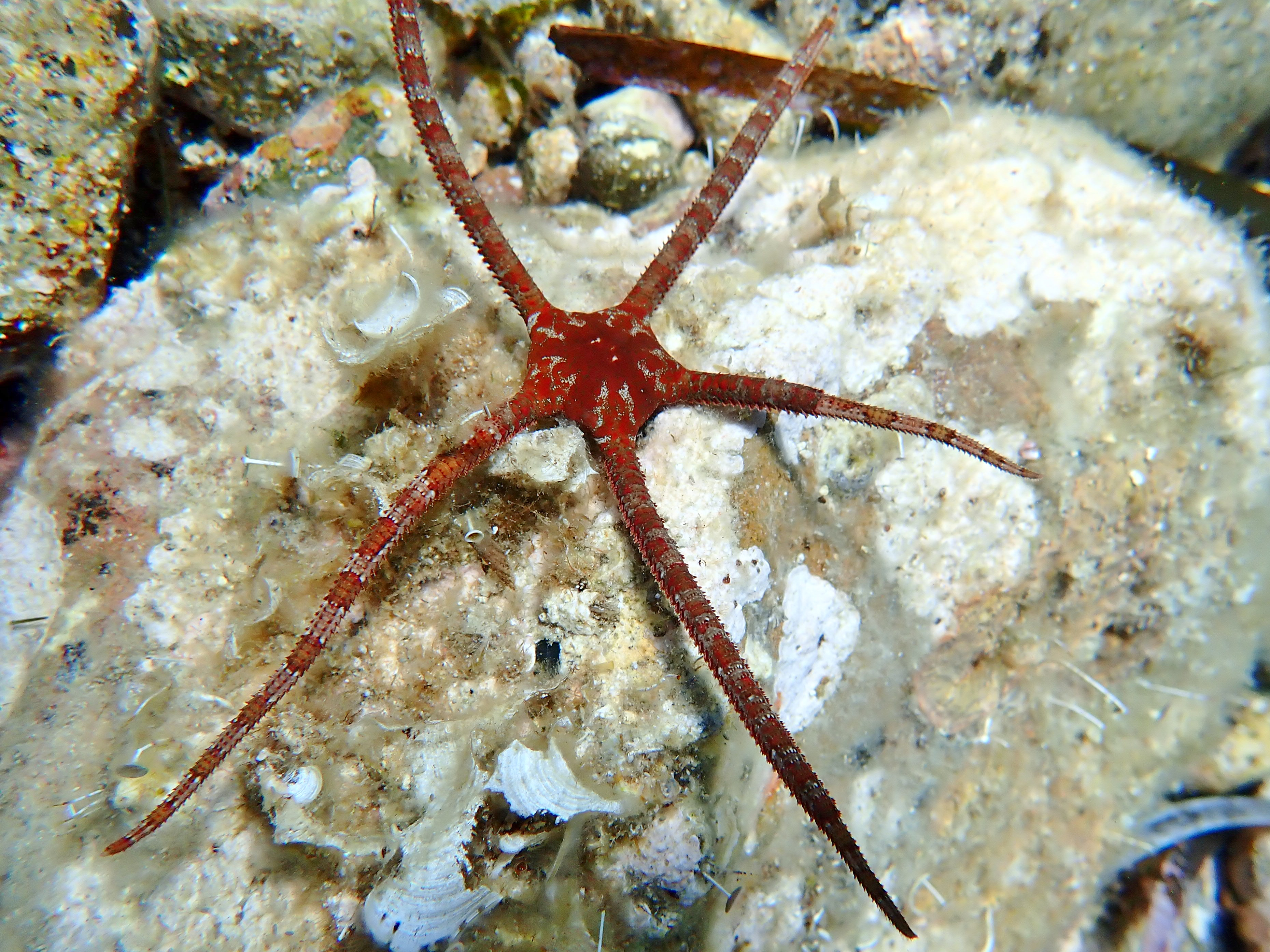
Ophiure lisse (Ophioderma longicaudum, Méditerranée occidentale)
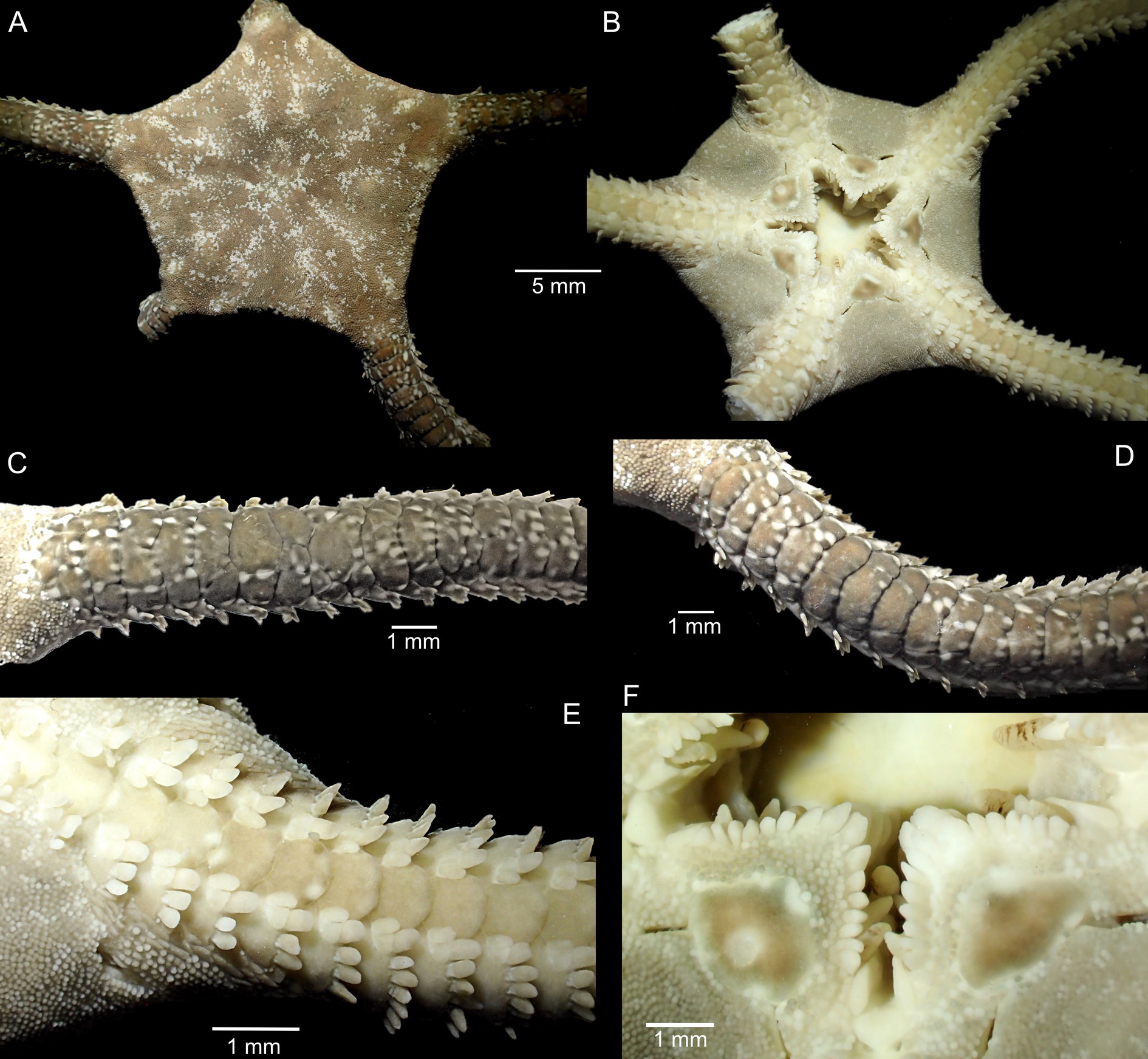
Ophioderma hybridum (Tunisie)
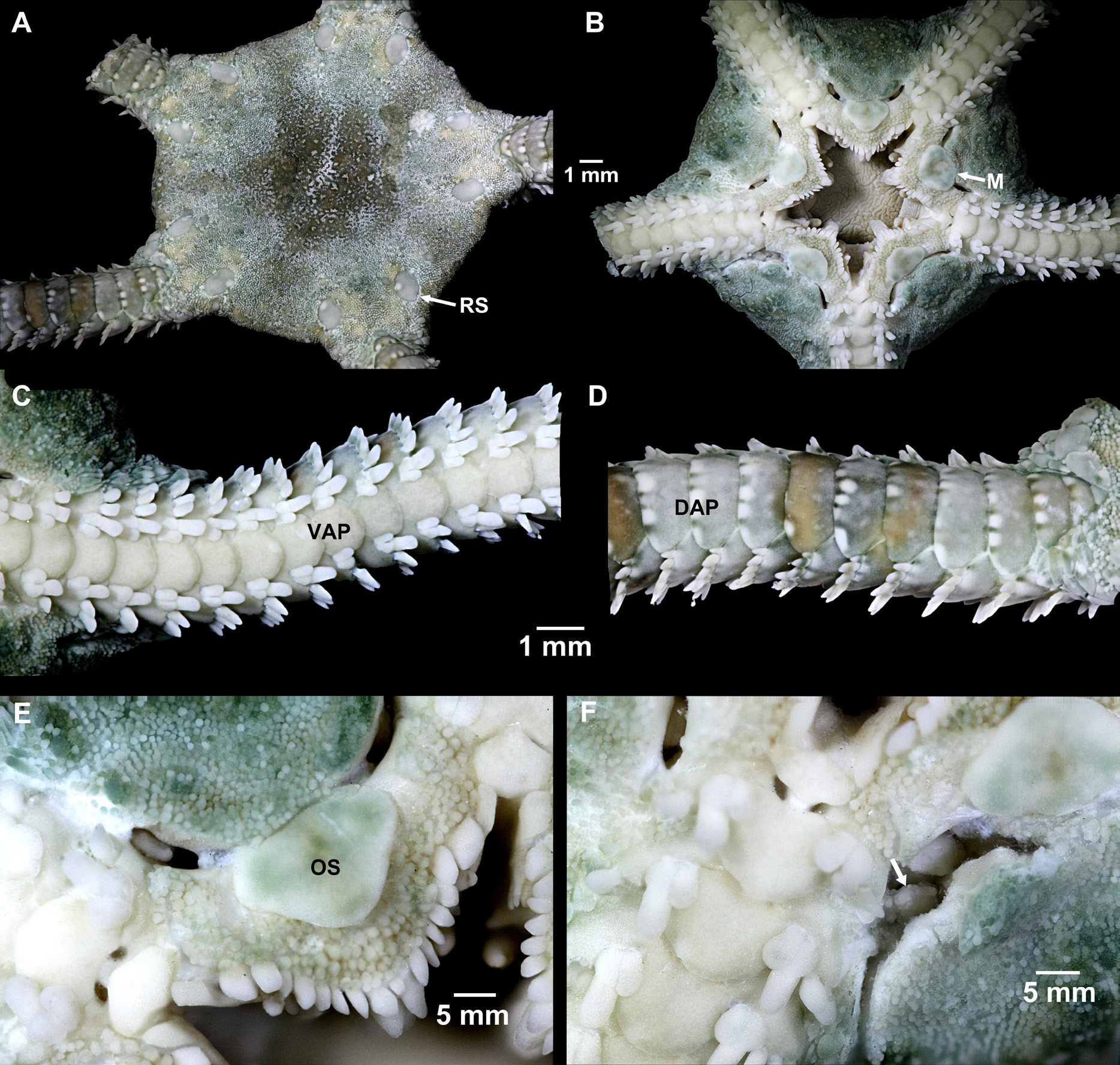
Ophioderma zibrowii (Méditerranée orientale)
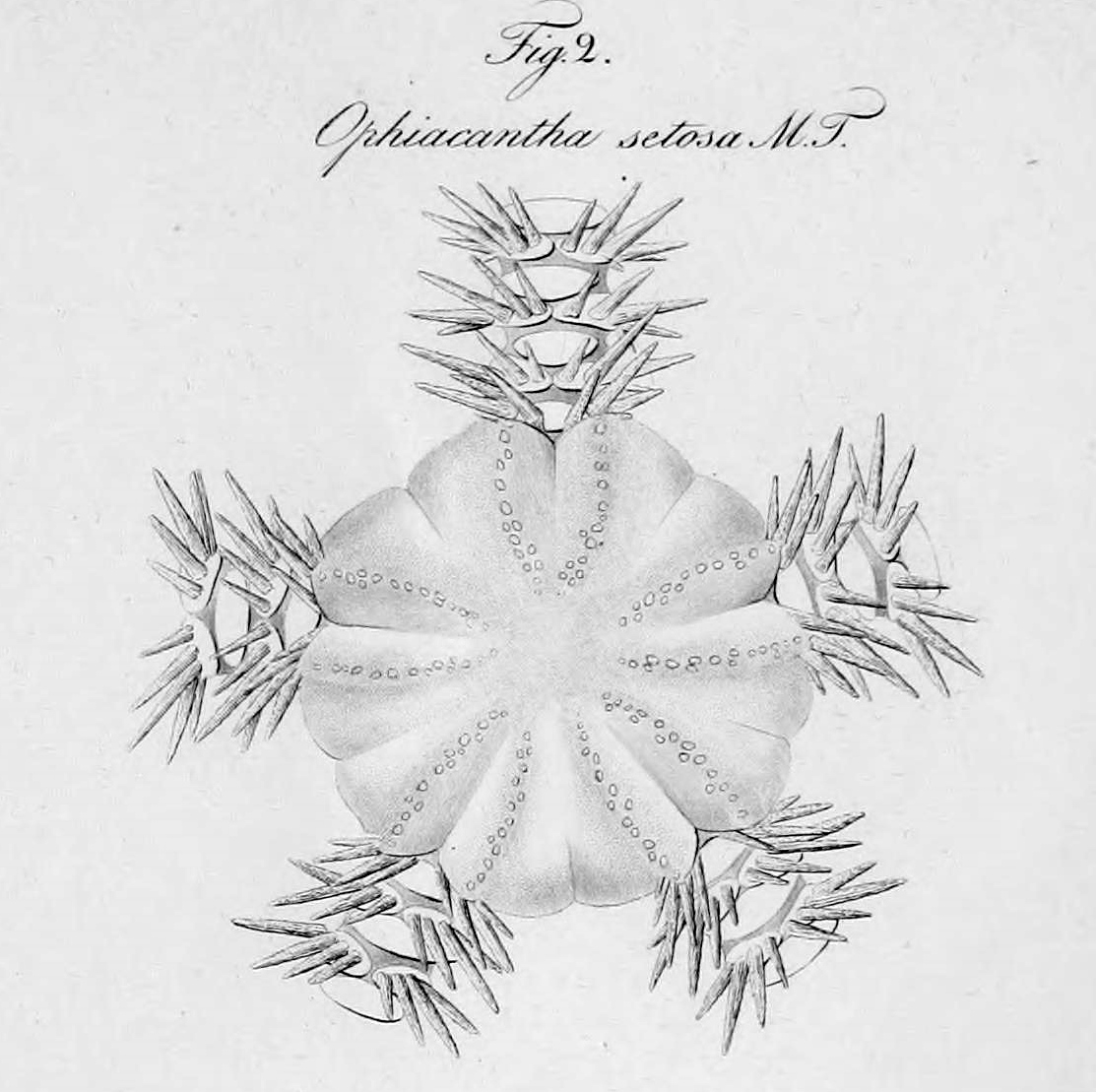
Dessin d'Ophiacantha setosa
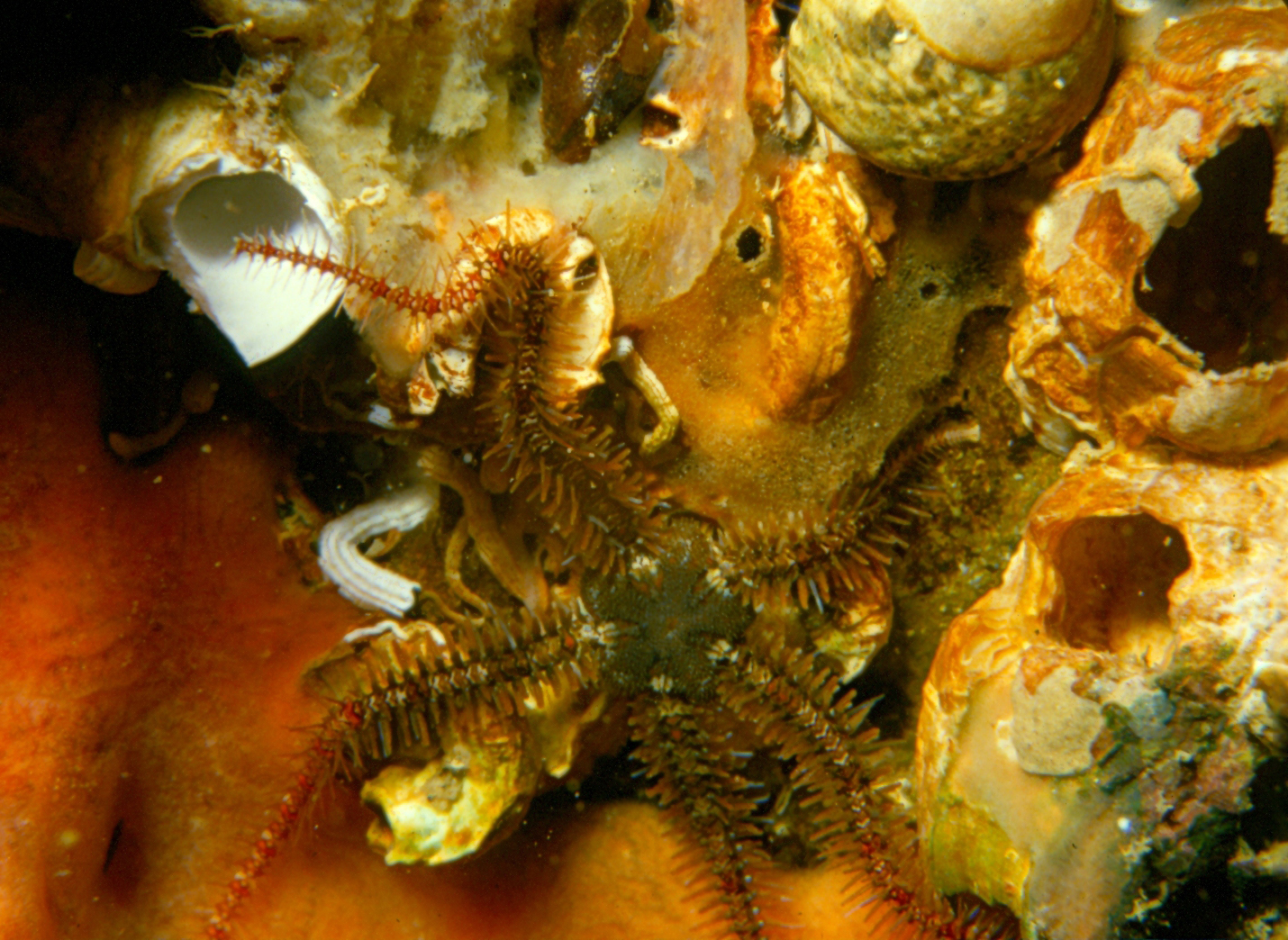
Ophiure fragile (Ophiothrix fragilis)
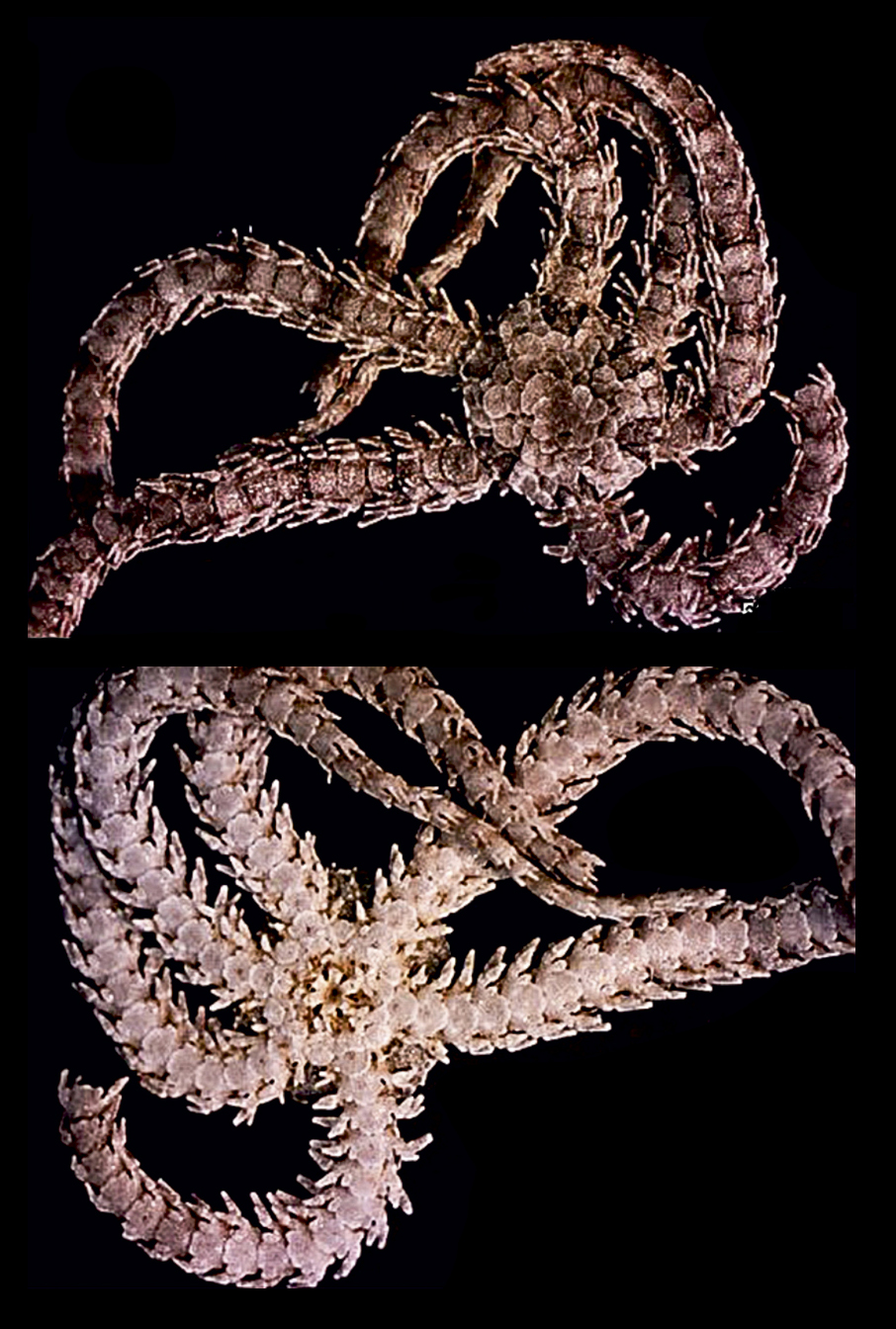
Ophiactis virens (rare)
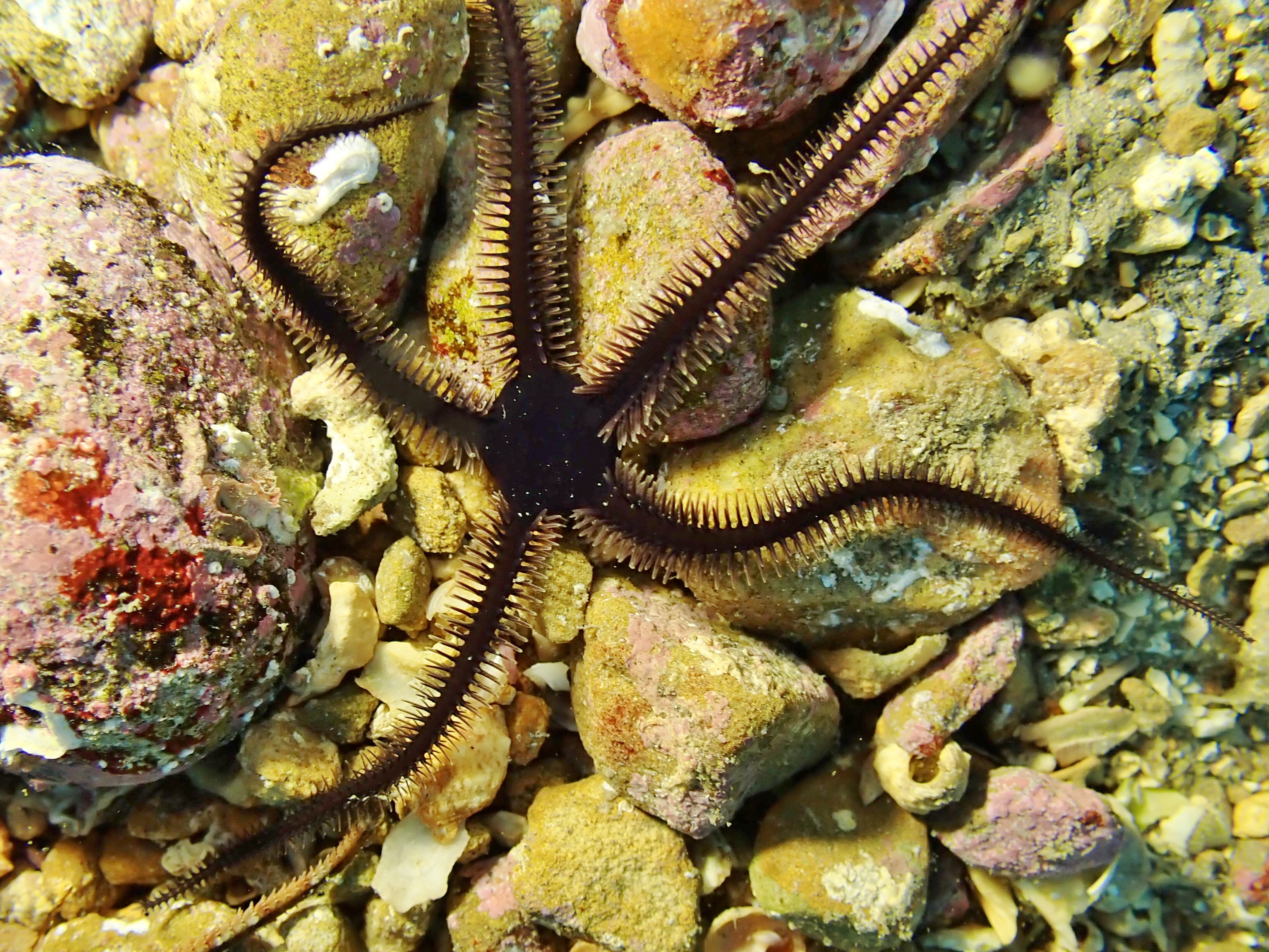
Ophiure noire (Ophiocomina nigra)
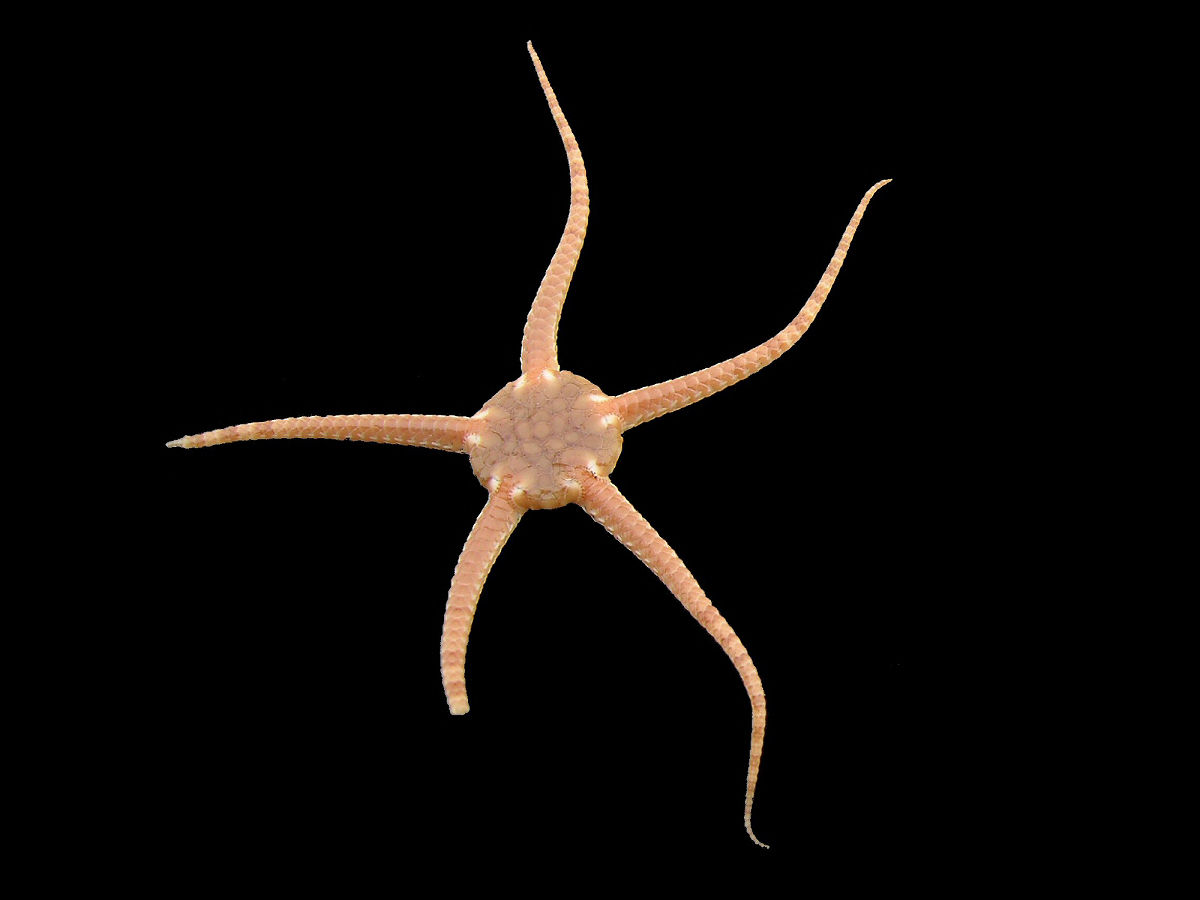
Ophiure blanche (Ophiura albida)
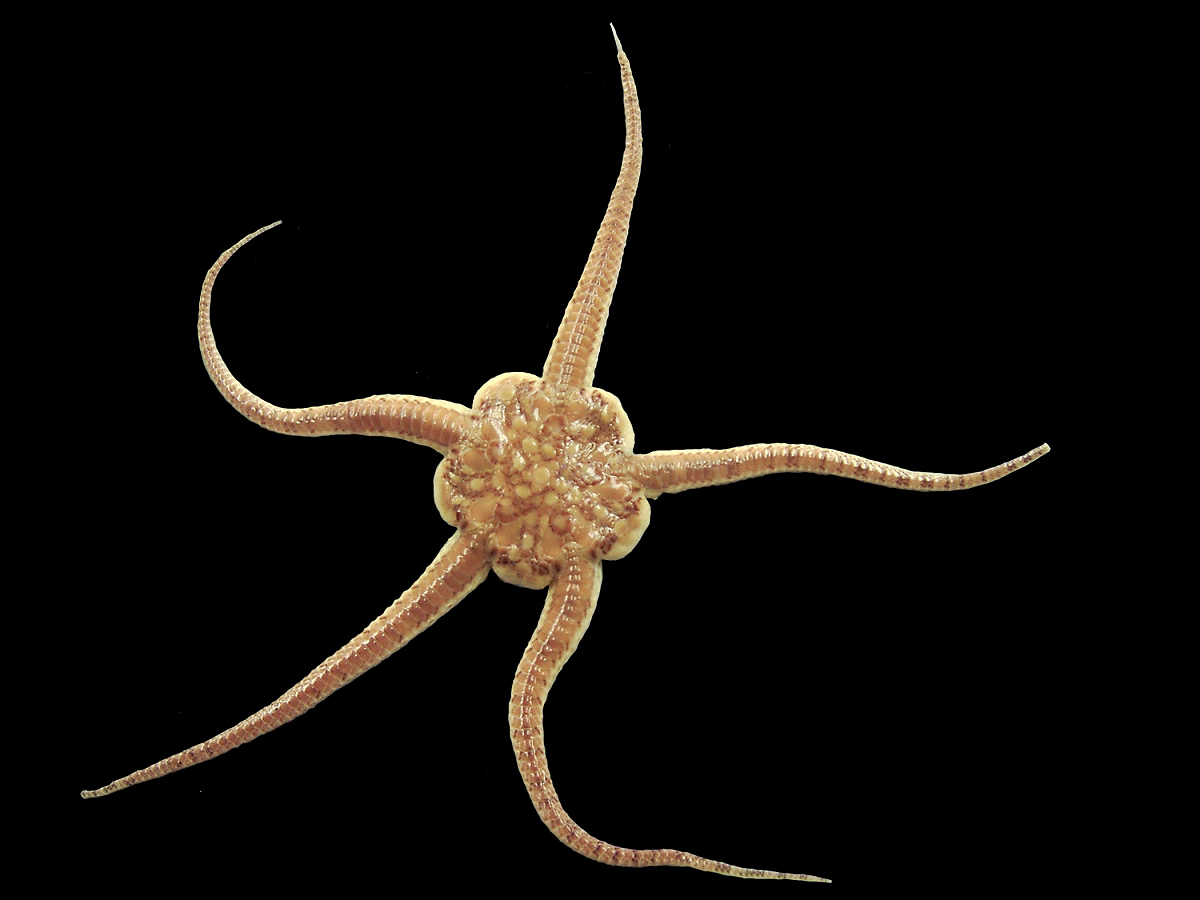
Ophiure commune (Ophiura ophiura)
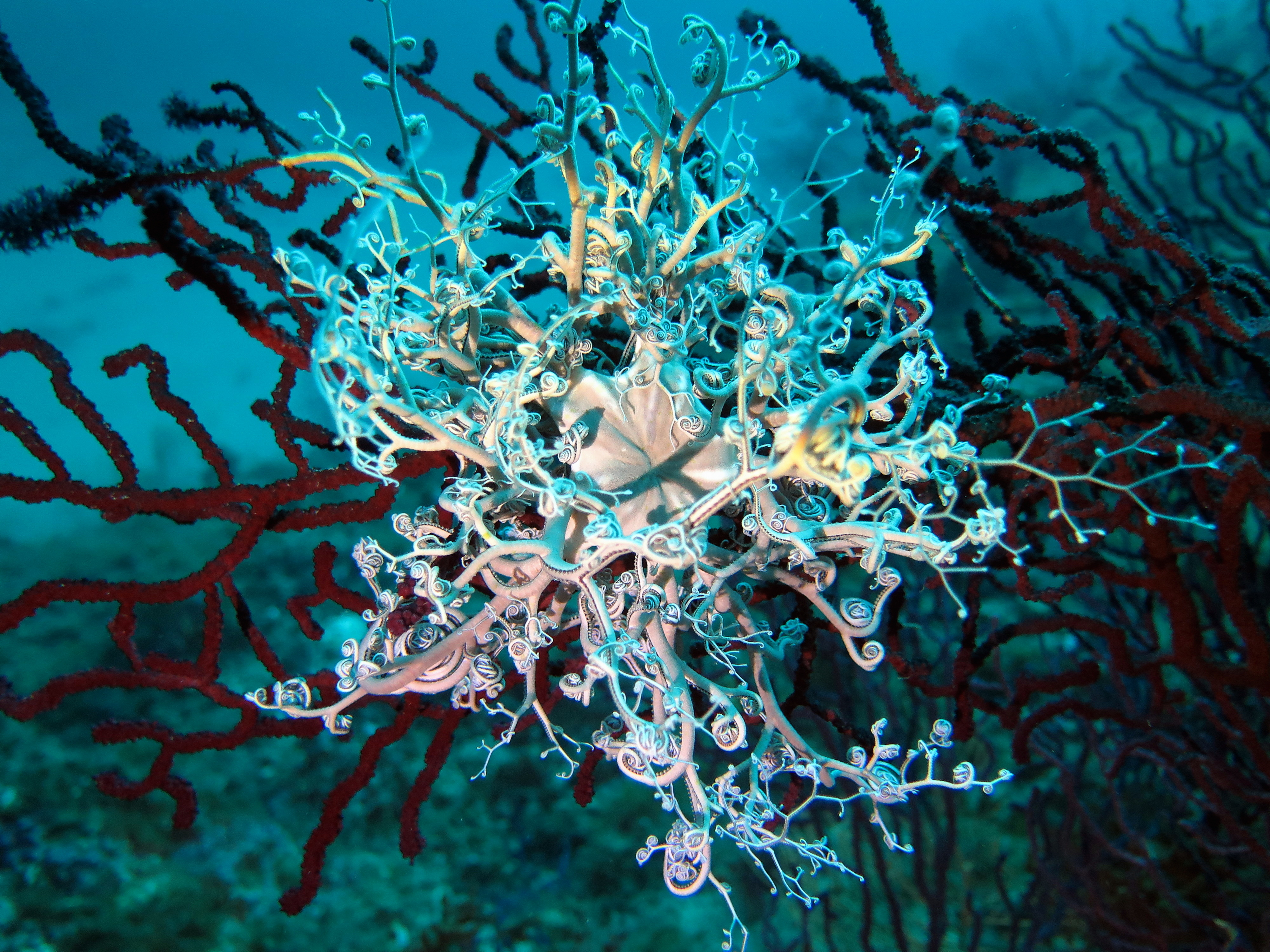
Ophiure gorgonocéphale (Astrospartus mediterraneus)

Non illustrées : Amphiura delamarei, Amphiura grandisquama (profonde), Amphiura mediterranea, Amphilepis norvegica, Ophiothrix quinquemaculata, Ophiomyxa pentagona, Ophiomyxa xispa (profonde), Ophiocten abyssicolum (profonde), Ophioconis forbesi, Ophiura grubei.

## Crinoïdes
Les crinoïdes forment le plus ancien groupe d'échinodermes actuels, répartis entre les « crinoïdes vrais », qui comme les espèces du Paléozoïque sont attachées par une tige, et les « comatules », qui peuvent se déplacer sur des cirrhes, et qui forment l'essentiel des espèces de la zone euphotique. Leur corps se compose d'un « calice » d'où rayonnent de nombreux bras pourvus de pinnules (qui leur donnent un aspect plumeux), elles-mêmes couvertes de podia collants destinés à attraper le plancton dont se nourrit l'animal. La plupart des espèces demeurent enroulées et dissimulées pendant la journée, et n'étendent leurs bras qu'à la nuit tombée.
Les crinoïdes ont besoin d'une eau pure et riche en plancton, et vivent principalement sur les falaises sous-marines où le courant est important ; ils demeurent relativement rares en Méditerranée.

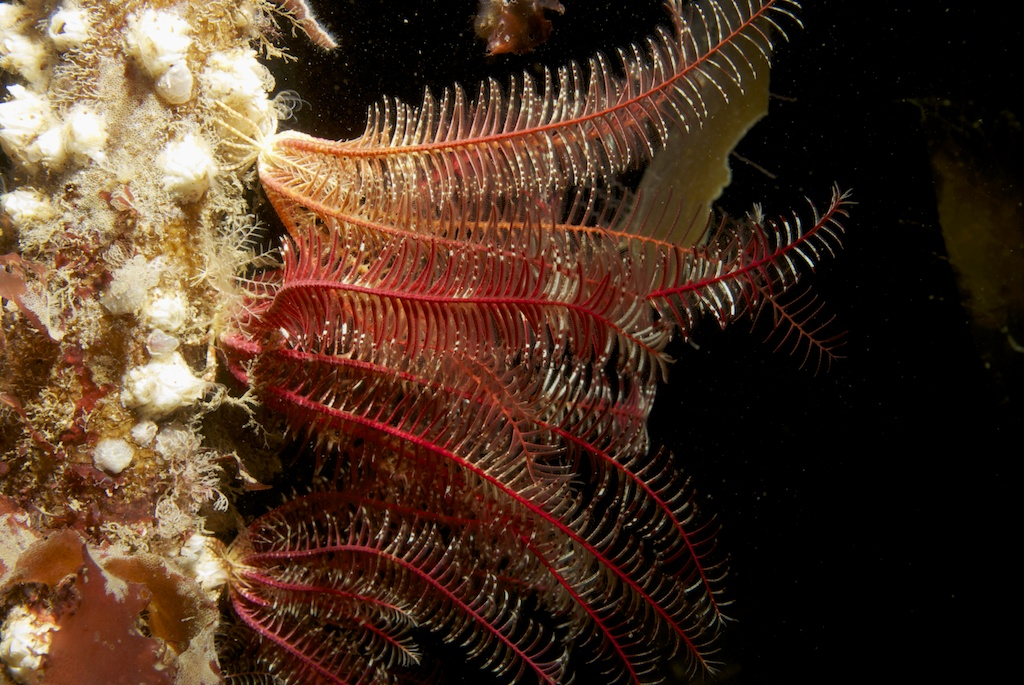
Comatule commune (Antedon bifida, seulement vers Gibraltar)
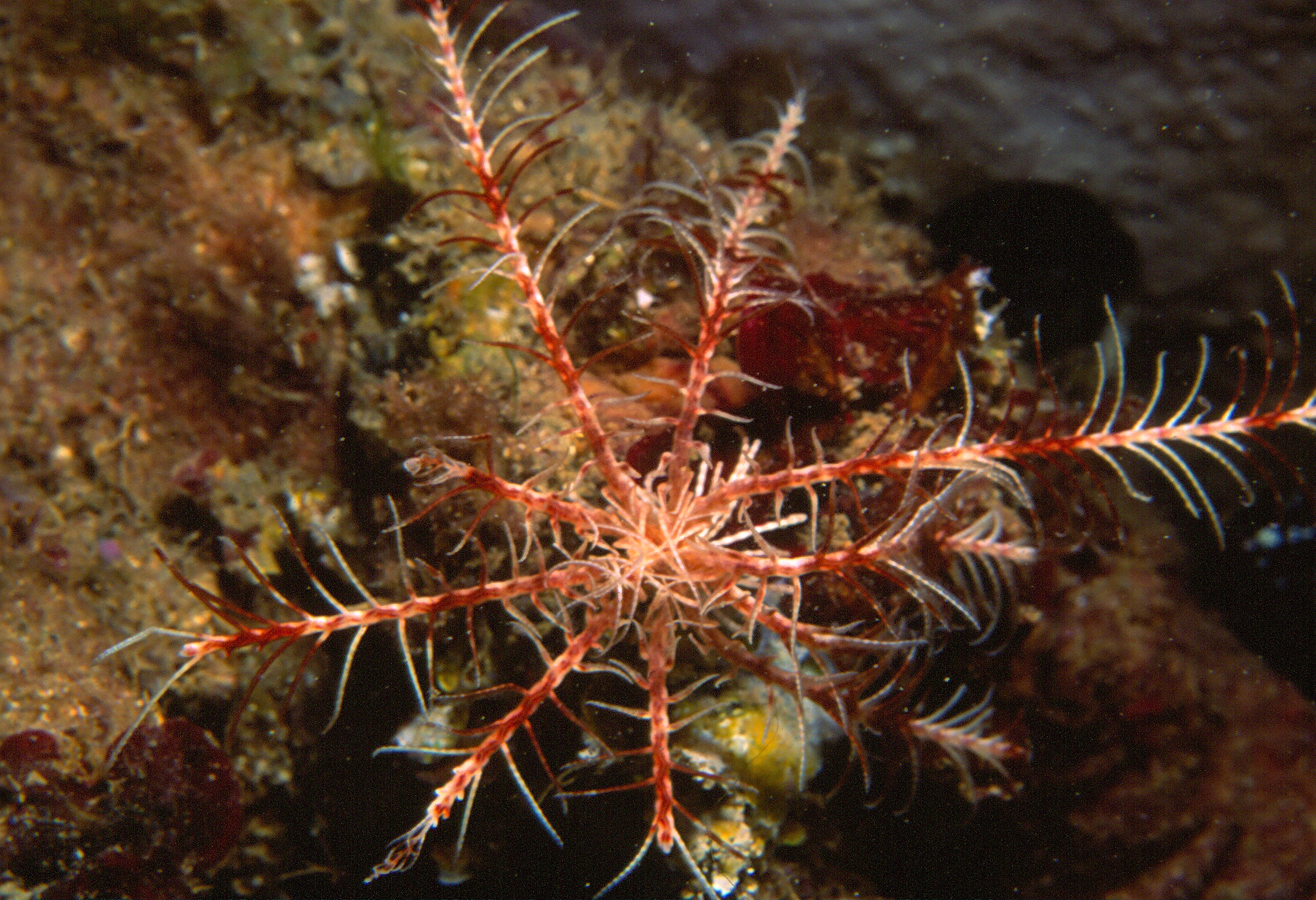
Comatule de Méditerranée (Antedon mediterranea)
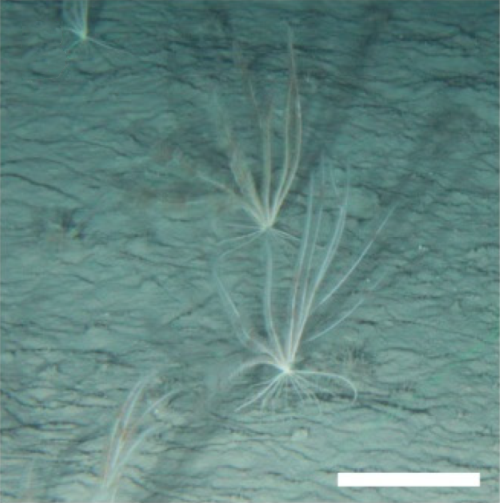
Comatule profonde de Méditerranée (Leptometra phalangium)

## Oursins

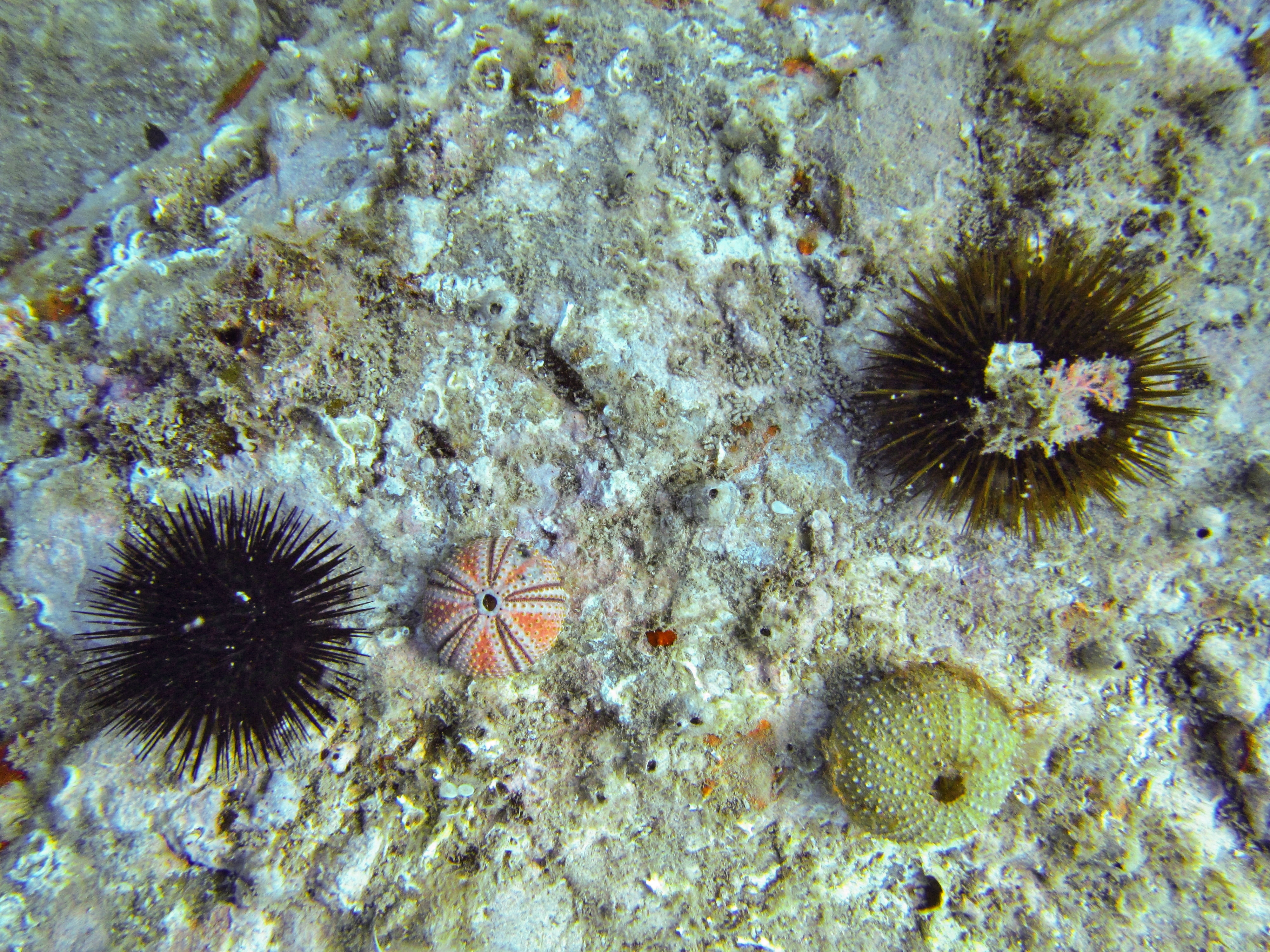
Oursins noir (gauche) et comestible (droite), et leurs tests respectifs.

Le corps des oursins est protégé par une coque calcaire (appelée « test »), recouverte de solides piquants (appelés « radioles »). Chez les oursins dits « réguliers » le test a la forme d’une sphère ou demi-sphère plus ou moins aplatie dorsalement et armée de piquants de taille variable selon des familles. Ceux-ci sont articulés à leur base et servent à la défense et en partie à la locomotion (assistés par de petits pieds à ventouse appelés « podia »). Au centre de la face orale se trouve une bouche dotée d’un appareil masticateur à cinq dents nommé « lanterne d'Aristote ». Il existe aussi des oursins « irréguliers » qui peuvent être oblongs ou plats, et chez lesquels l'anus et parfois la bouche ont migré vers un bord du test ; ce sont des oursins fouisseurs, que l'on trouve généralement enterrés dans le sable.
Les oursins bien dissimulés peuvent provoquer des piqûres douloureuses chez les baigneurs imprudents, mais aucune espèce méditerranéenne n'est venimeuse. 

Les oursins de faible profondeur sont pour la plupart des brouteurs d'algues : ainsi, leurs fluctuations de population (suppression de prédateurs, surpêche...) peuvent entraîner des modifications importantes de l'écosystème.
L'oursin le plus commun sur le littoral méditerranéen est l'oursin « violet » Paracentrotus lividus (la « châtaigne de mer », « oursin comestible » ou improprement « oursin femelle »). Cet oursin est comestible et consommé sur une grande partie du littoral ; ainsi, dans les zones où il est surexploité il est souvent supplanté par l'oursin noir Arbacia lixula, sans intérêt culinaire. Plus en profondeur, on trouve dans l'ordre Sphaerechinus granularis, Centrostephanus longispinus et Echinus melo. 
Il est à noter que certaines espèces de Mer Rouge comme Diadema setosum sont désormais observées dans le sud-est de la méditerranée orientale, les larves ayant passé le Canal de Suez par migration lessepsienne.

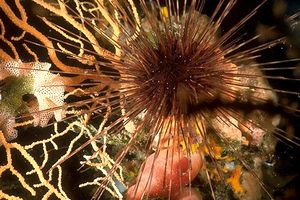
Oursin-diadème de Méditerranée (Centrostephanus longispinus).
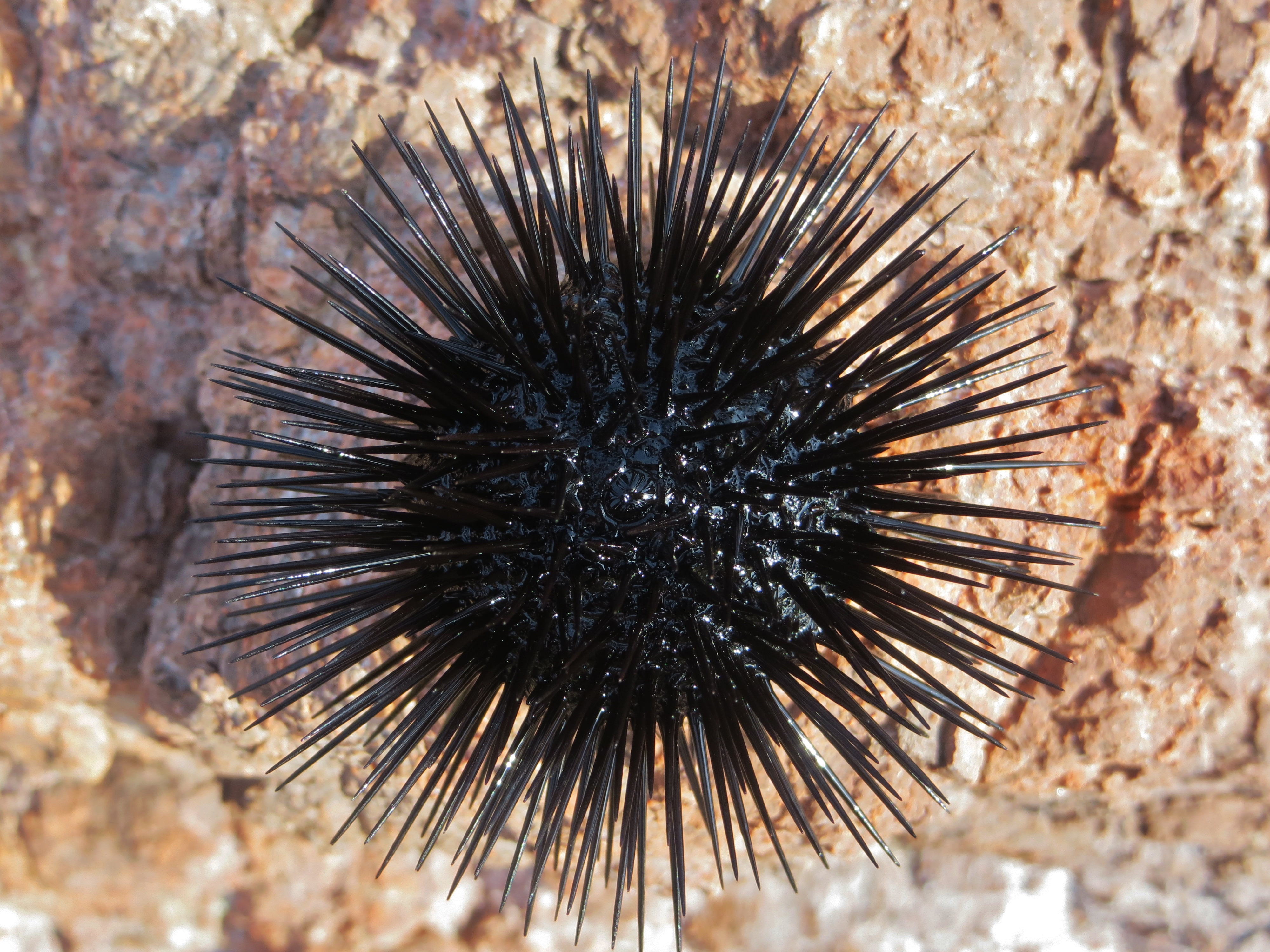
Oursin noir (Arbacia lixula)
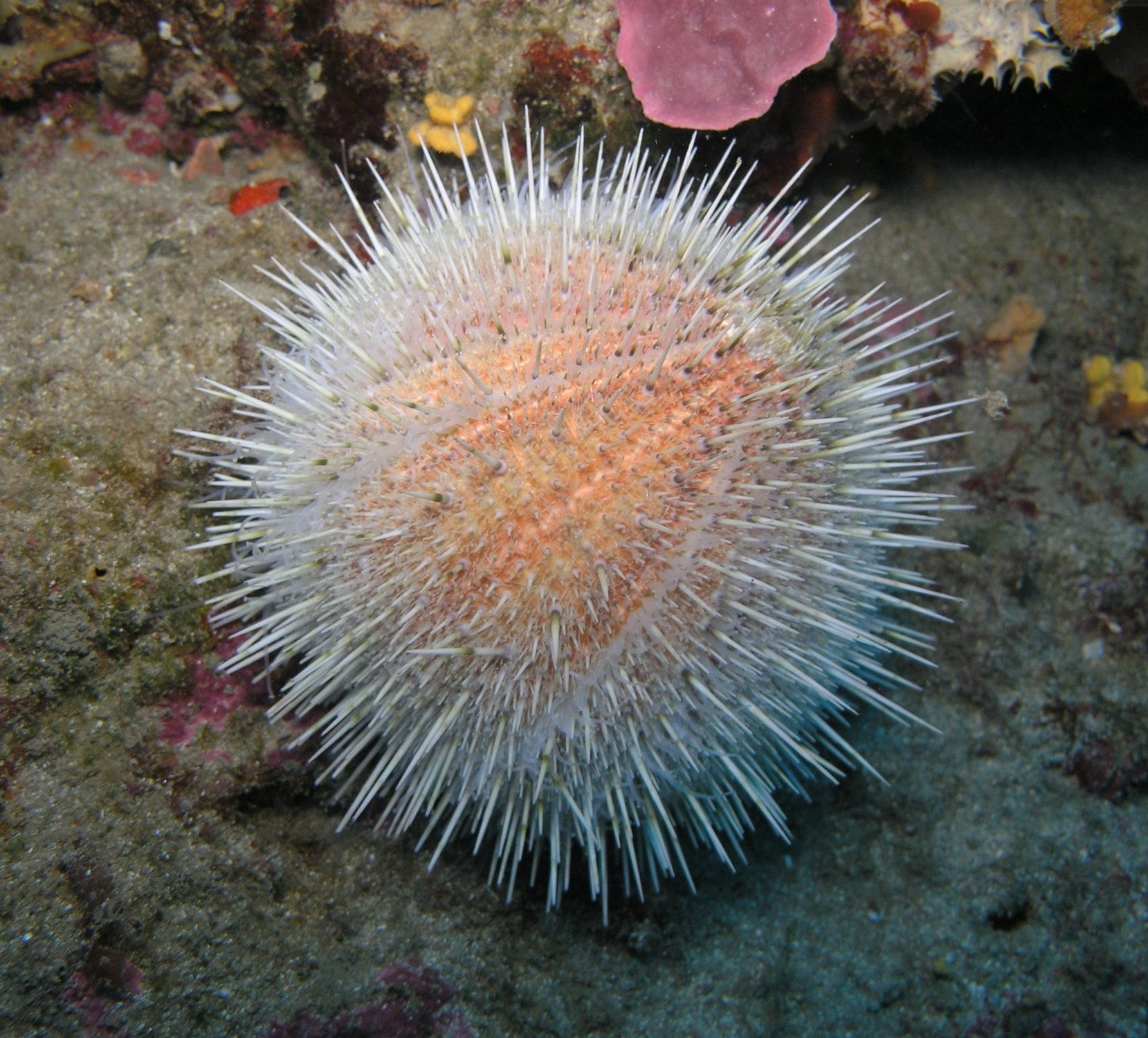
Oursin melon (Echinus melo)
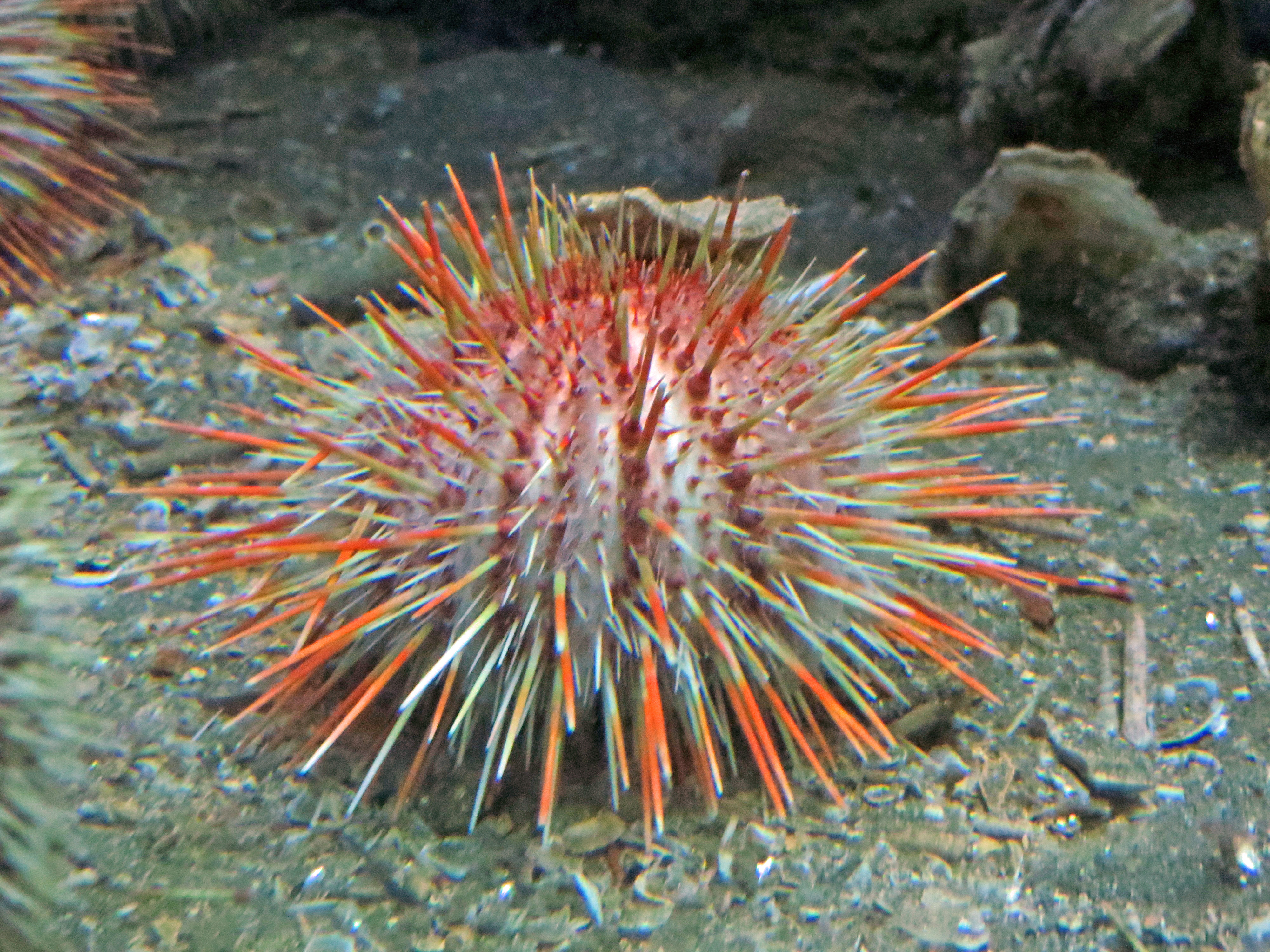
Oursin pointu (Gracilechinus acutus)
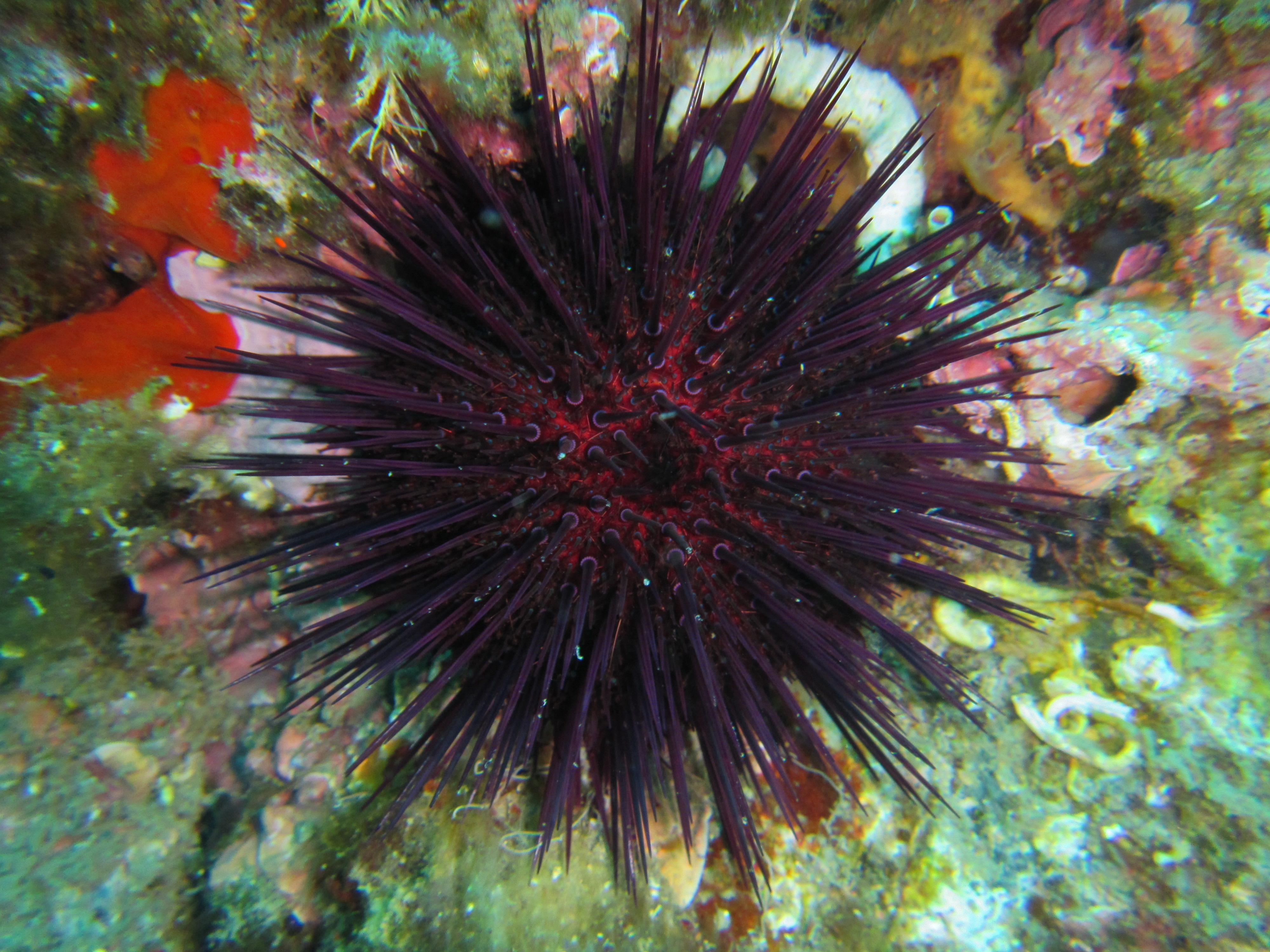
Oursin violet (Paracentrotus lividus)
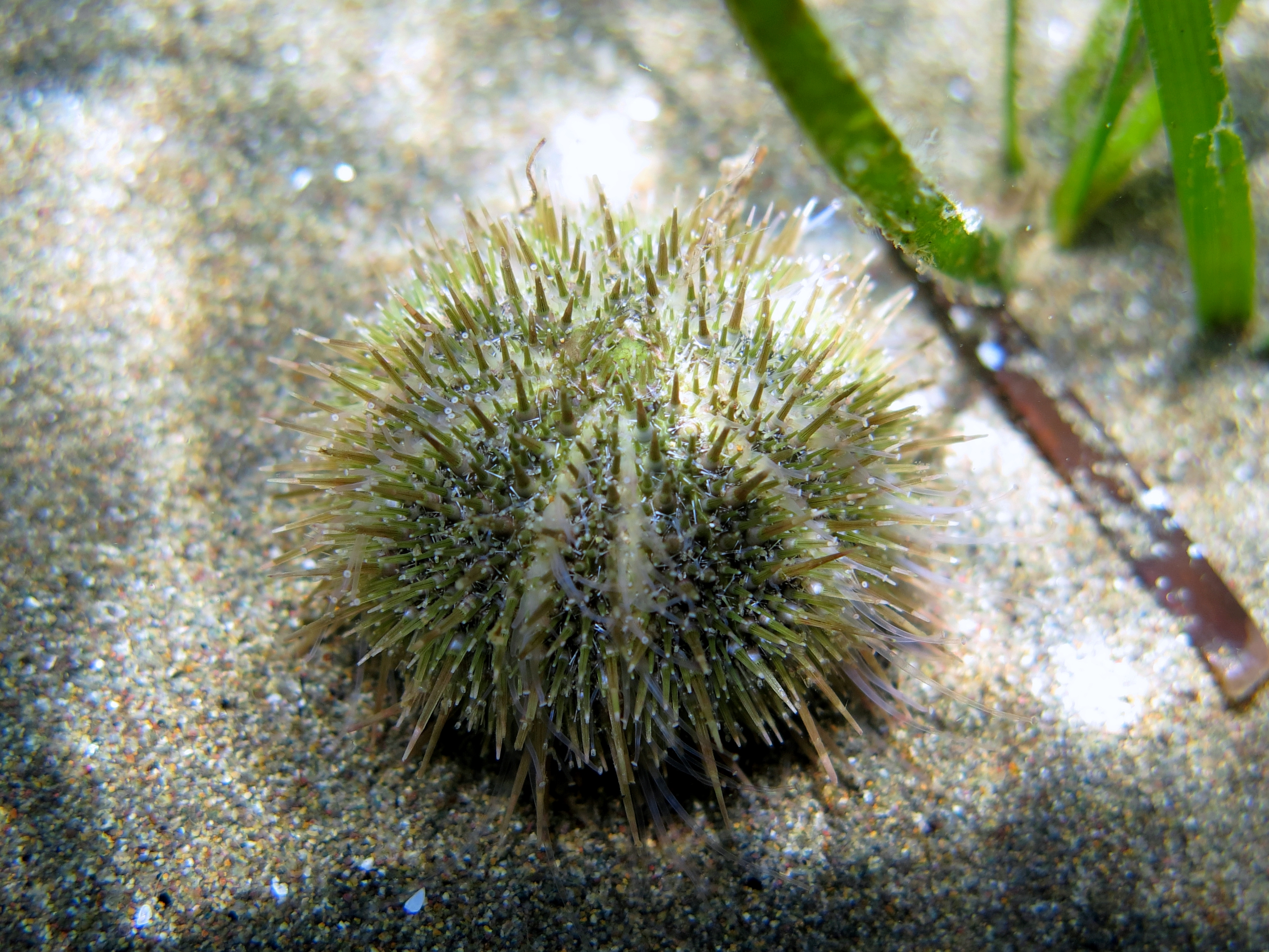
Oursin grimpeur (Psammechinus microtuberculatus)
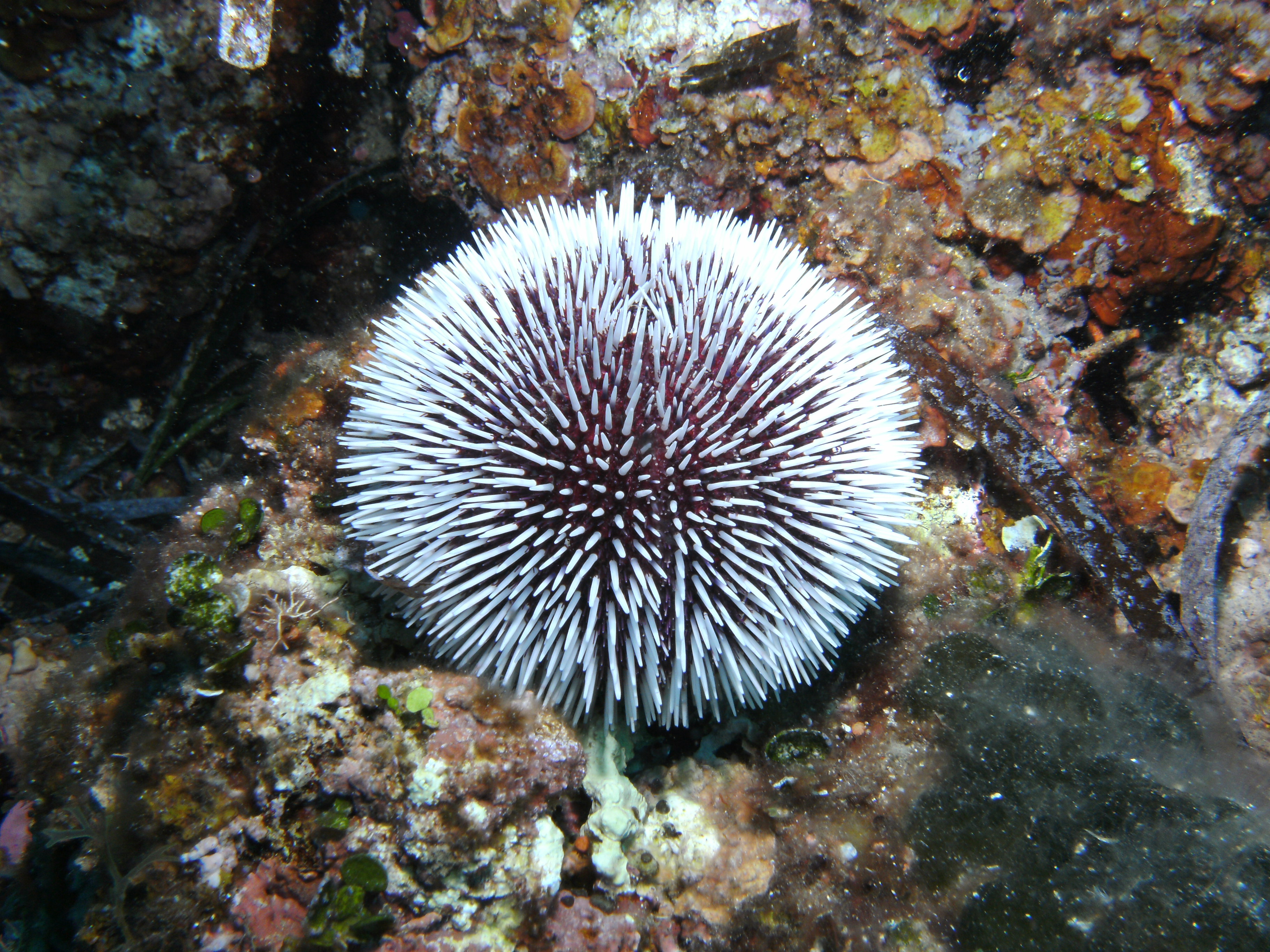
Oursin blanc (Sphaerechinus granularis)
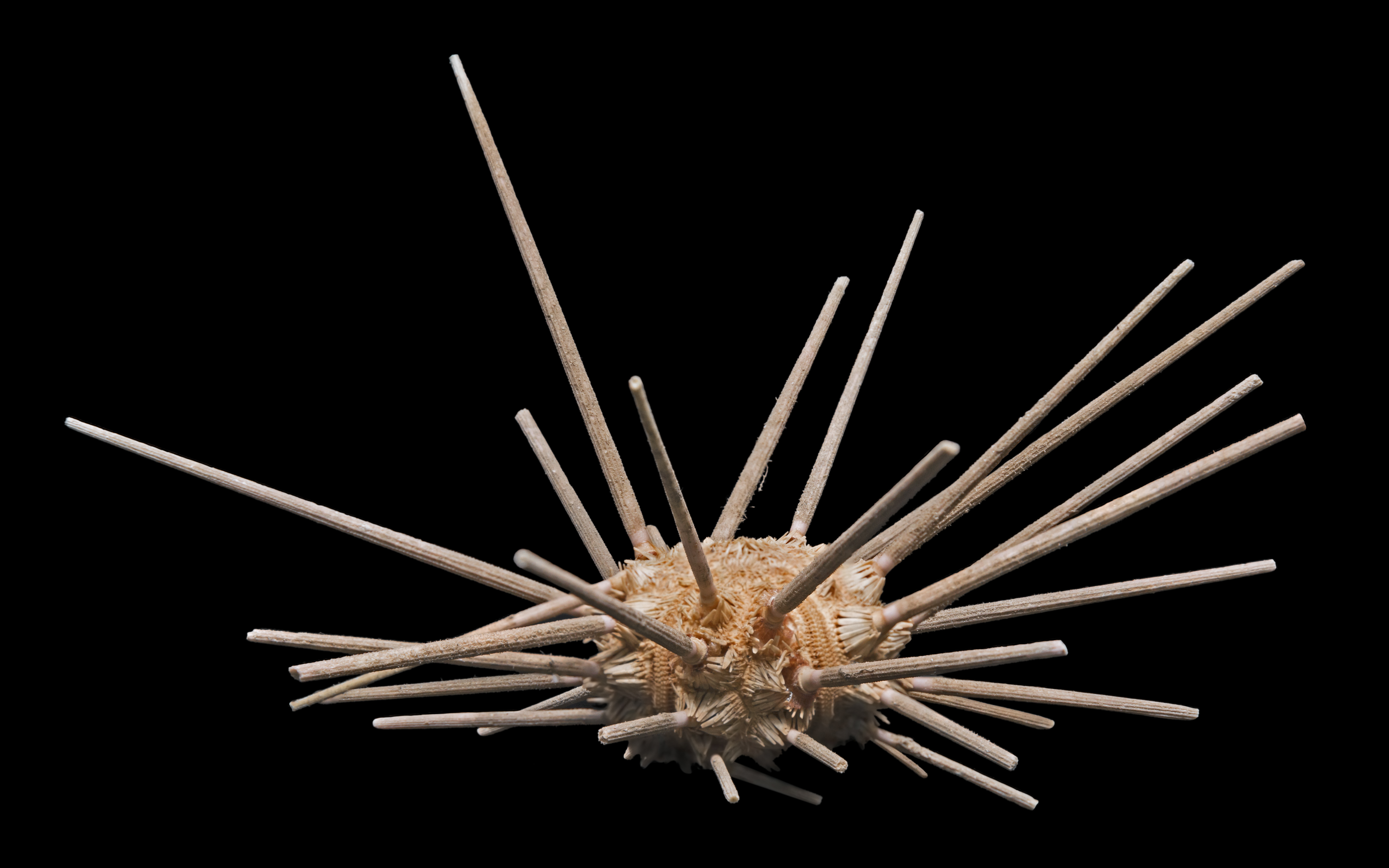
Oursin-lance (Cidaris cidaris)
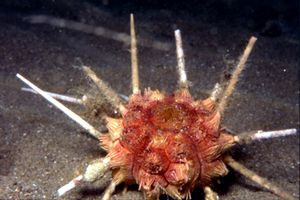
Oursin-lance rouge (Stylocidaris affinis)
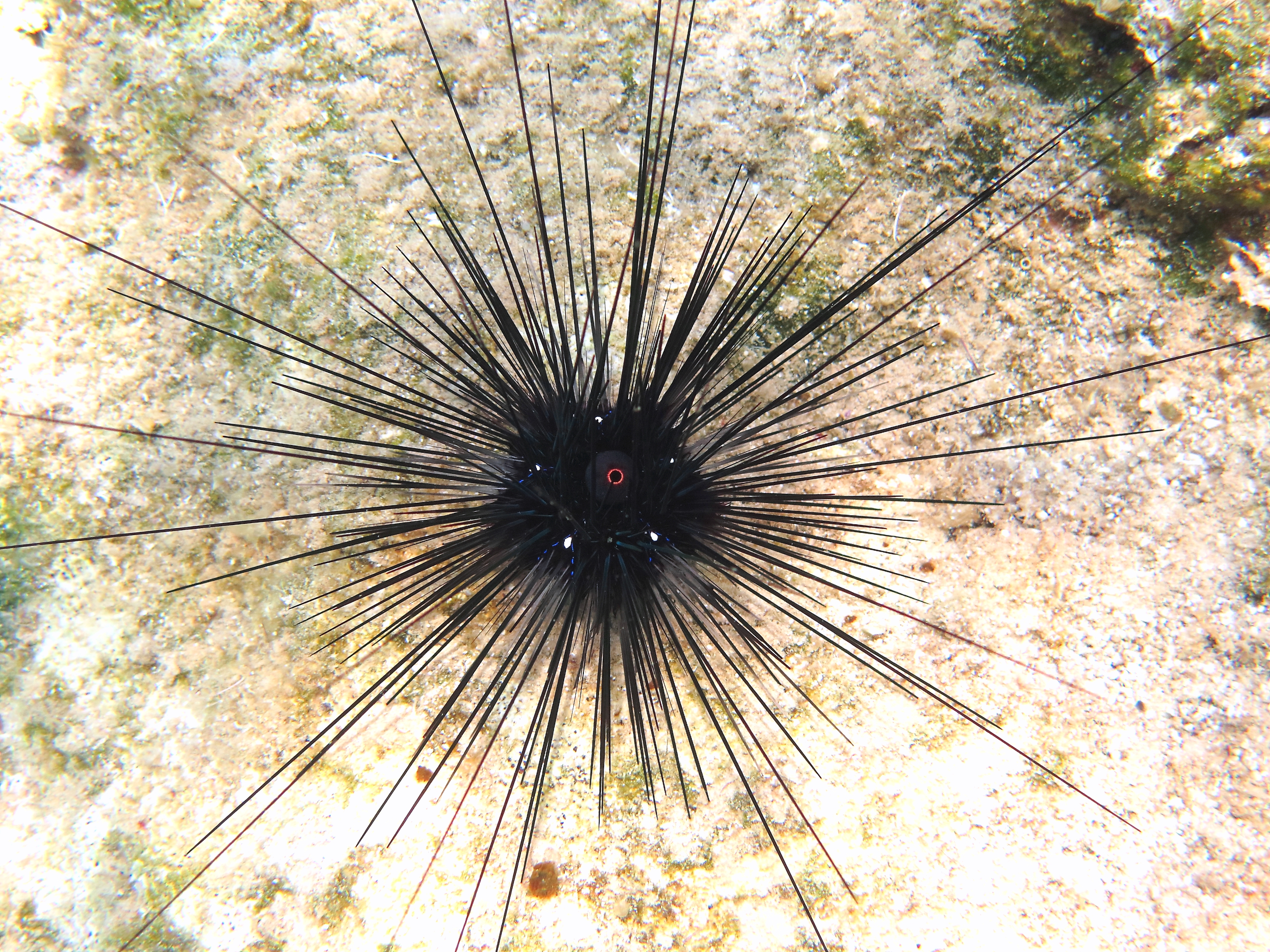
L'espèce tropicale Diadema setosum est invasive dans le bassin oriental.

Non illustrés : oursin maculé (Genocidaris maculata). 

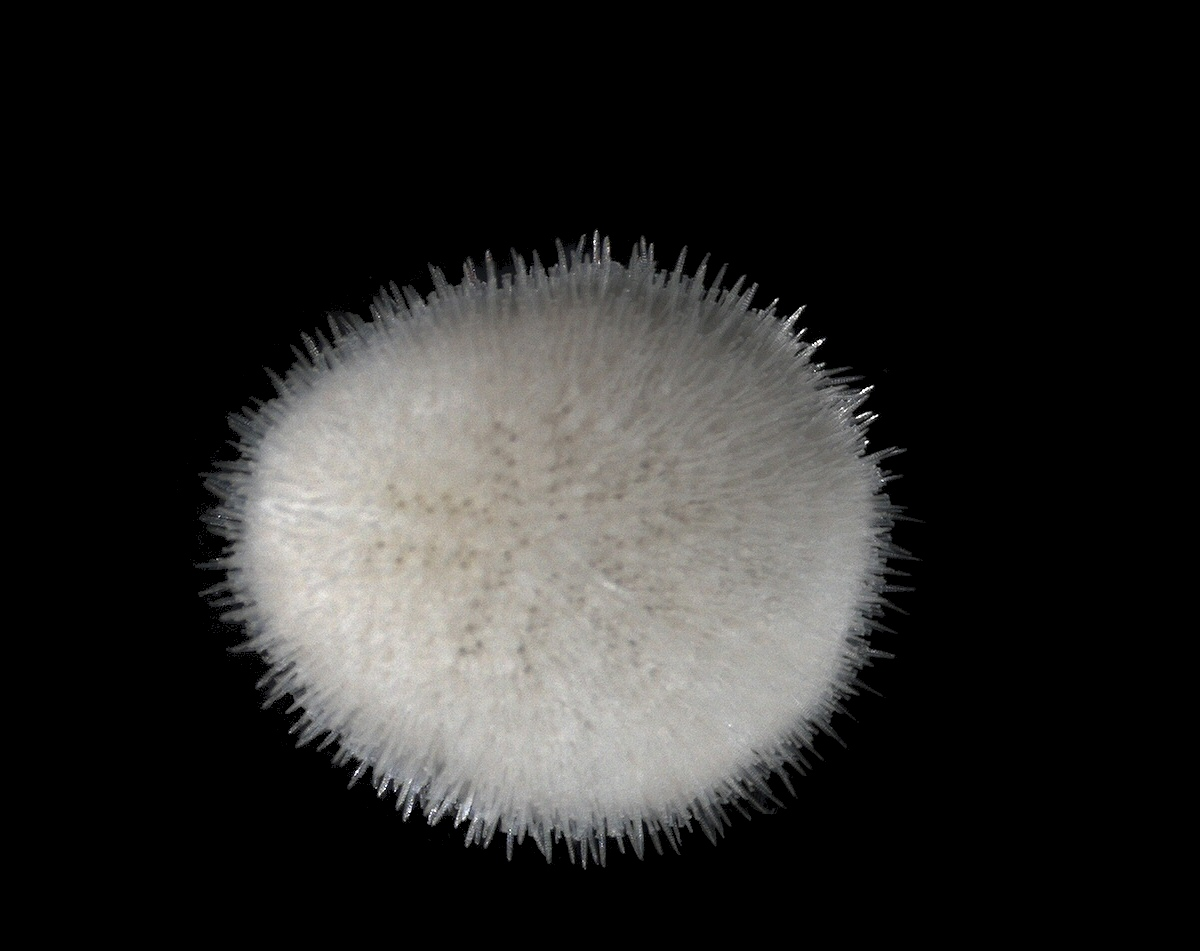
Fève de mer (Echinocyamus pusillus)
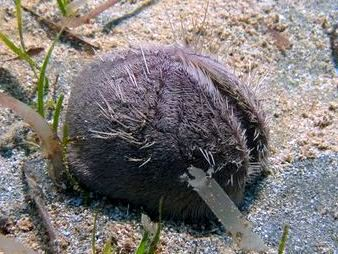
Spatangue pourpre (Spatangus purpureus)
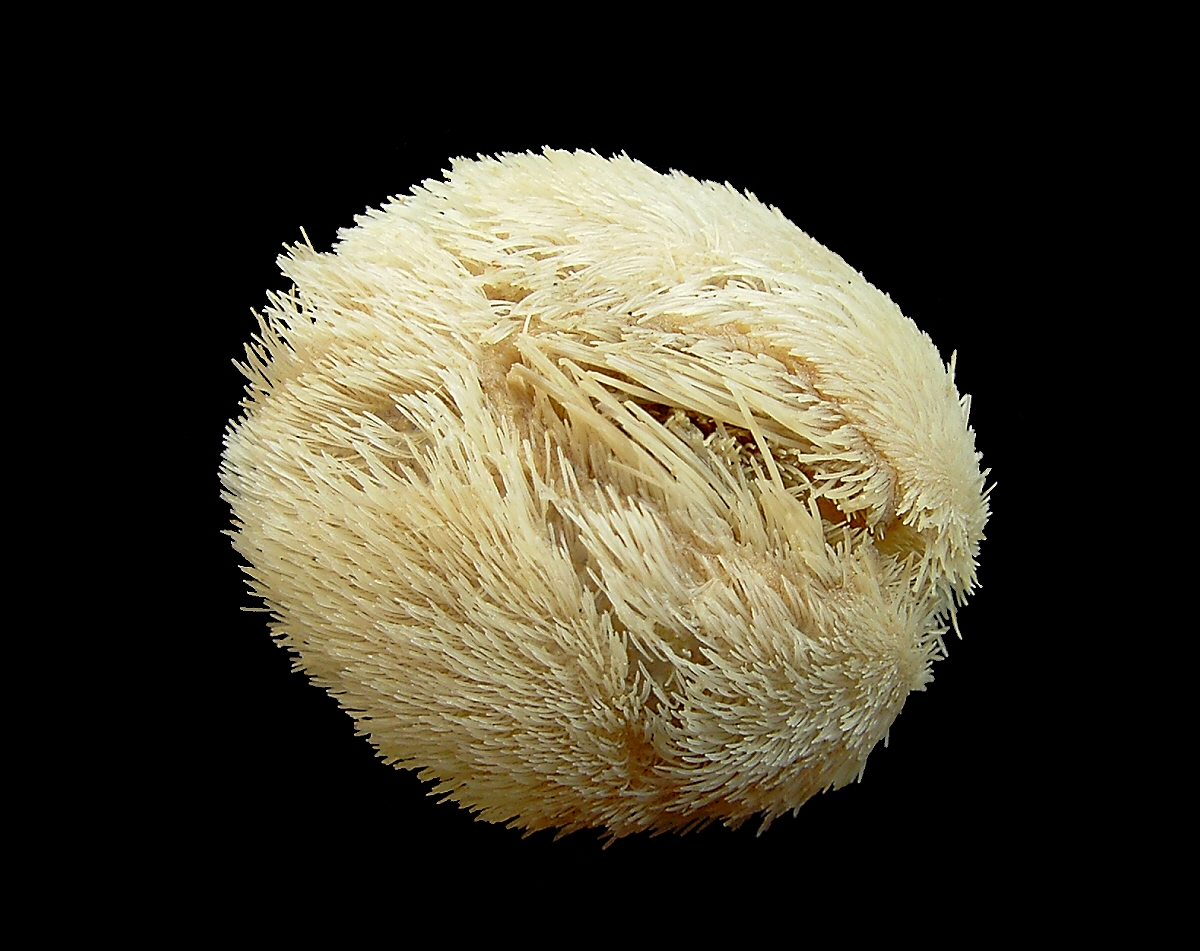
Oursin-cœur (Echinocardium cordatum)
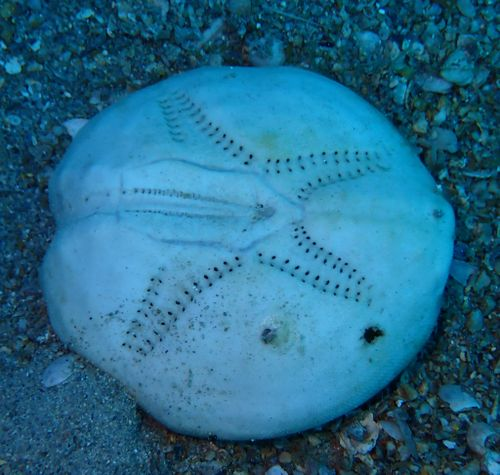
Oursin cœur de Fenaux (Echinocardium fenauxi)
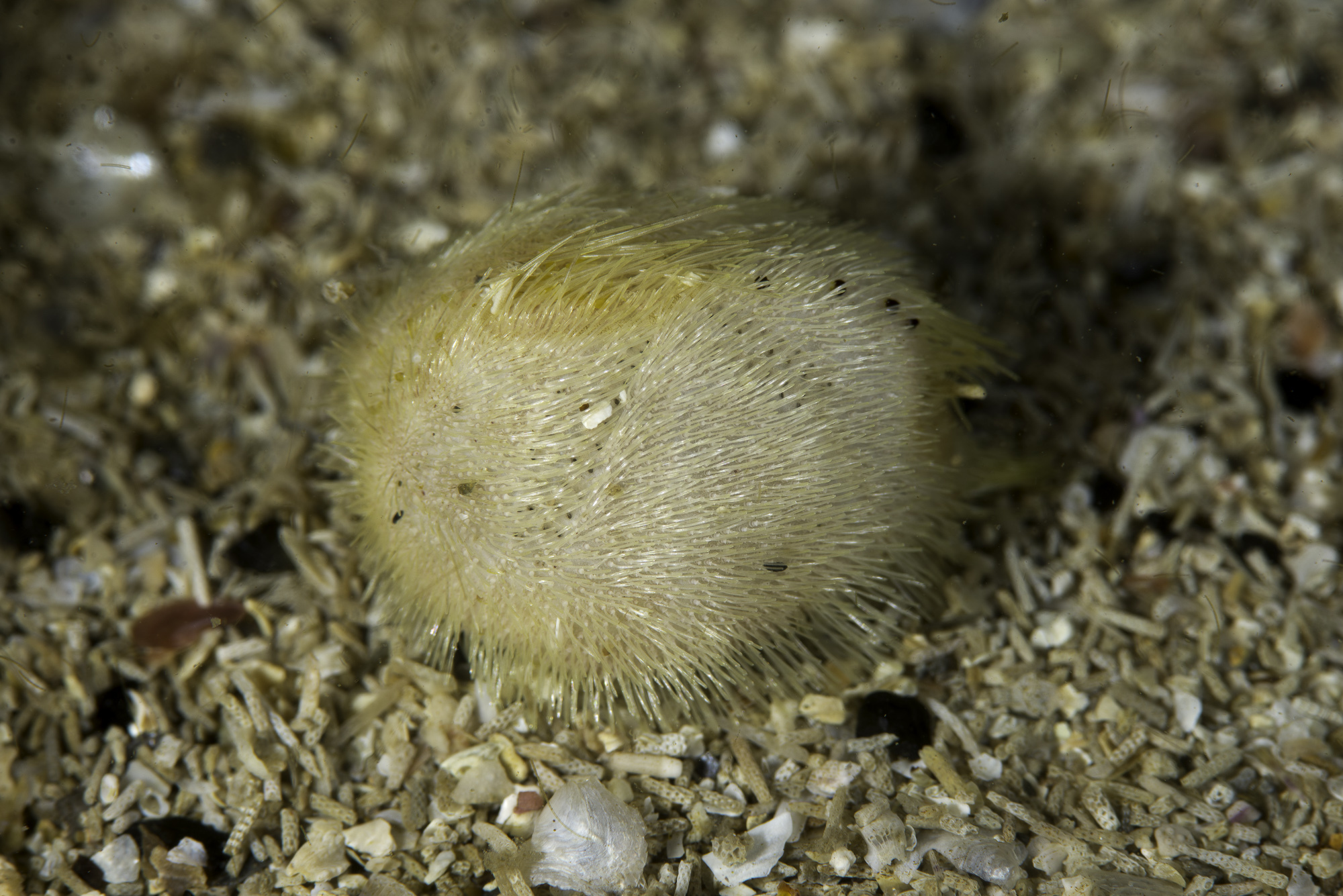
Echinocardium flavescens
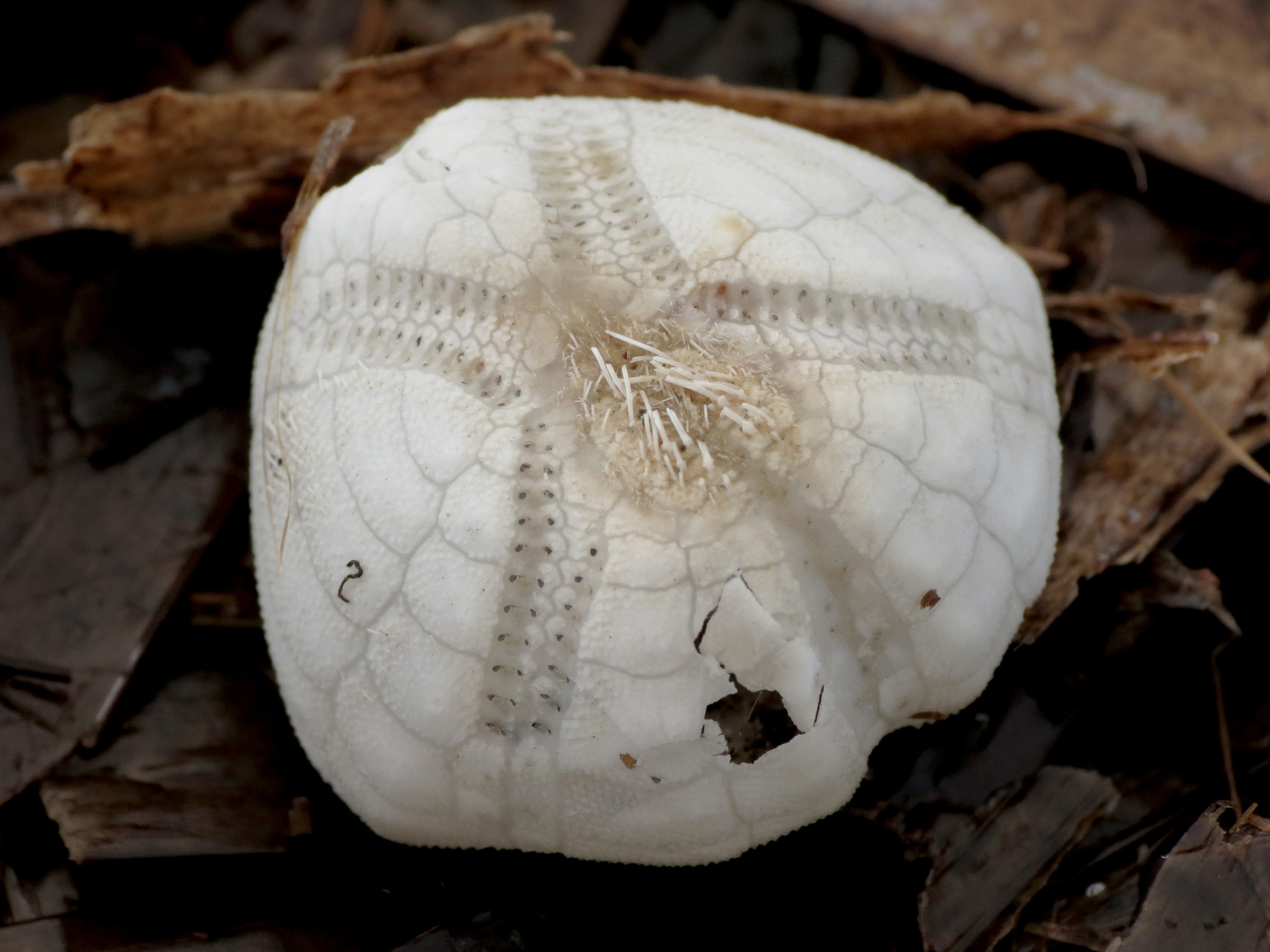
Petit oursin cœur de Méditerranée (Echinocardium mediterraneum)
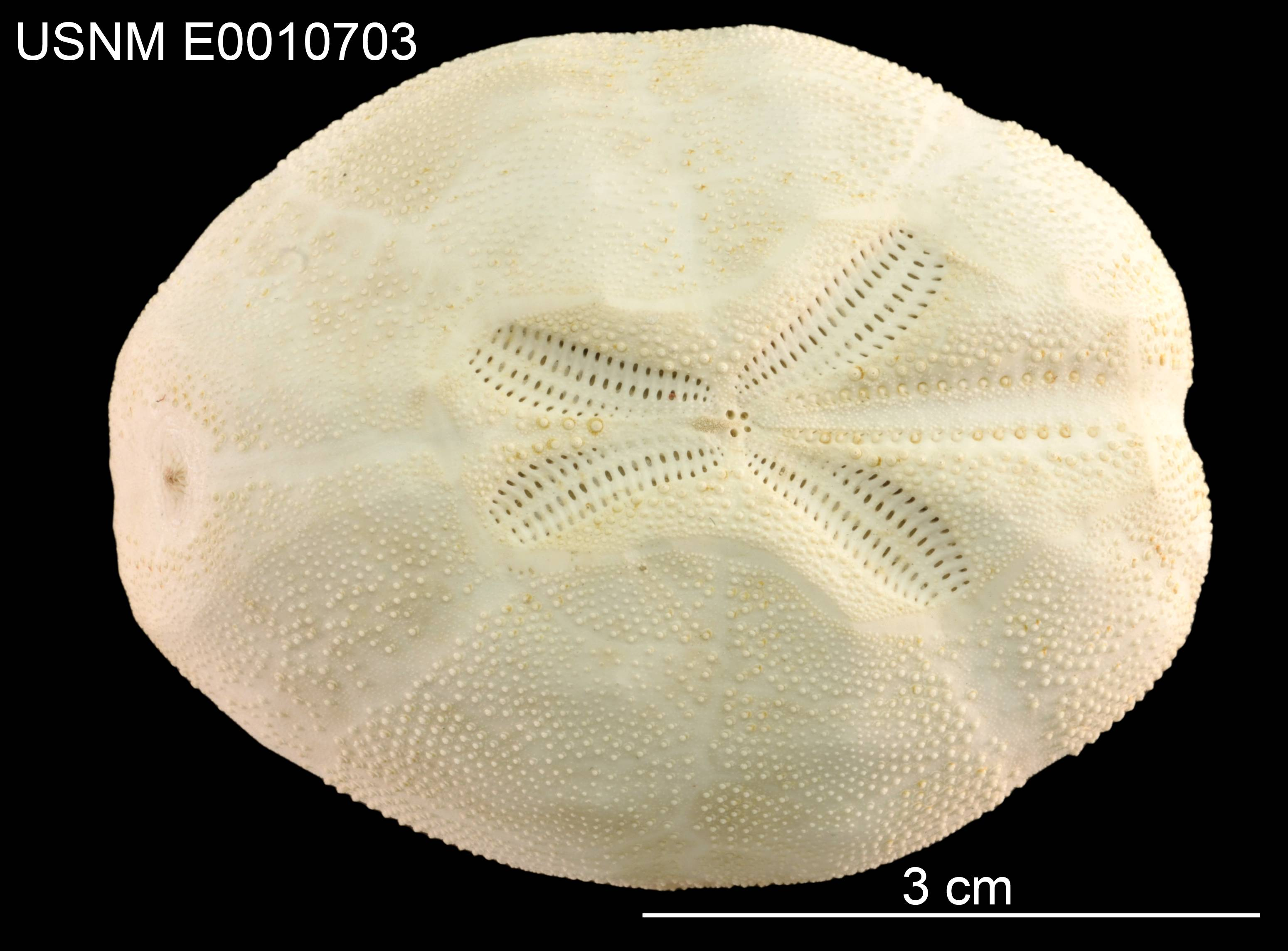
Brissopsis atlantica
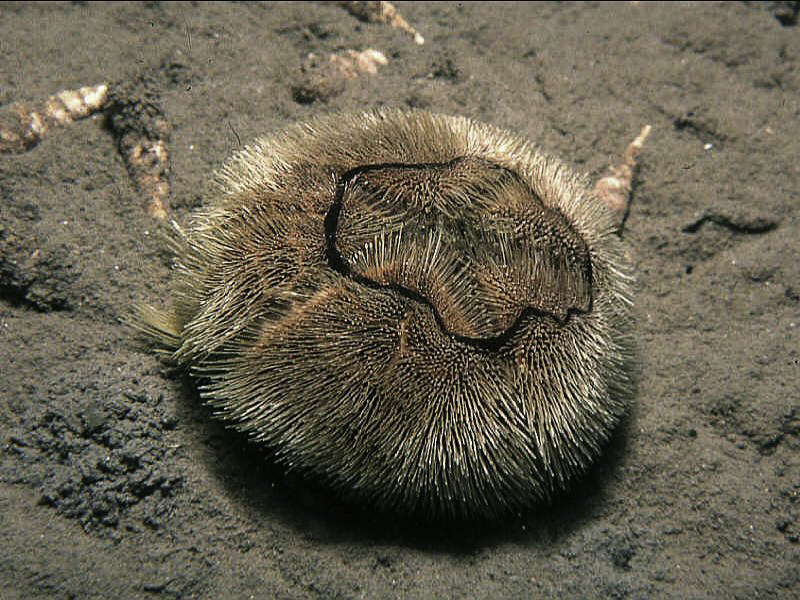
Oursin lyre (Brissopsis lyrifera)
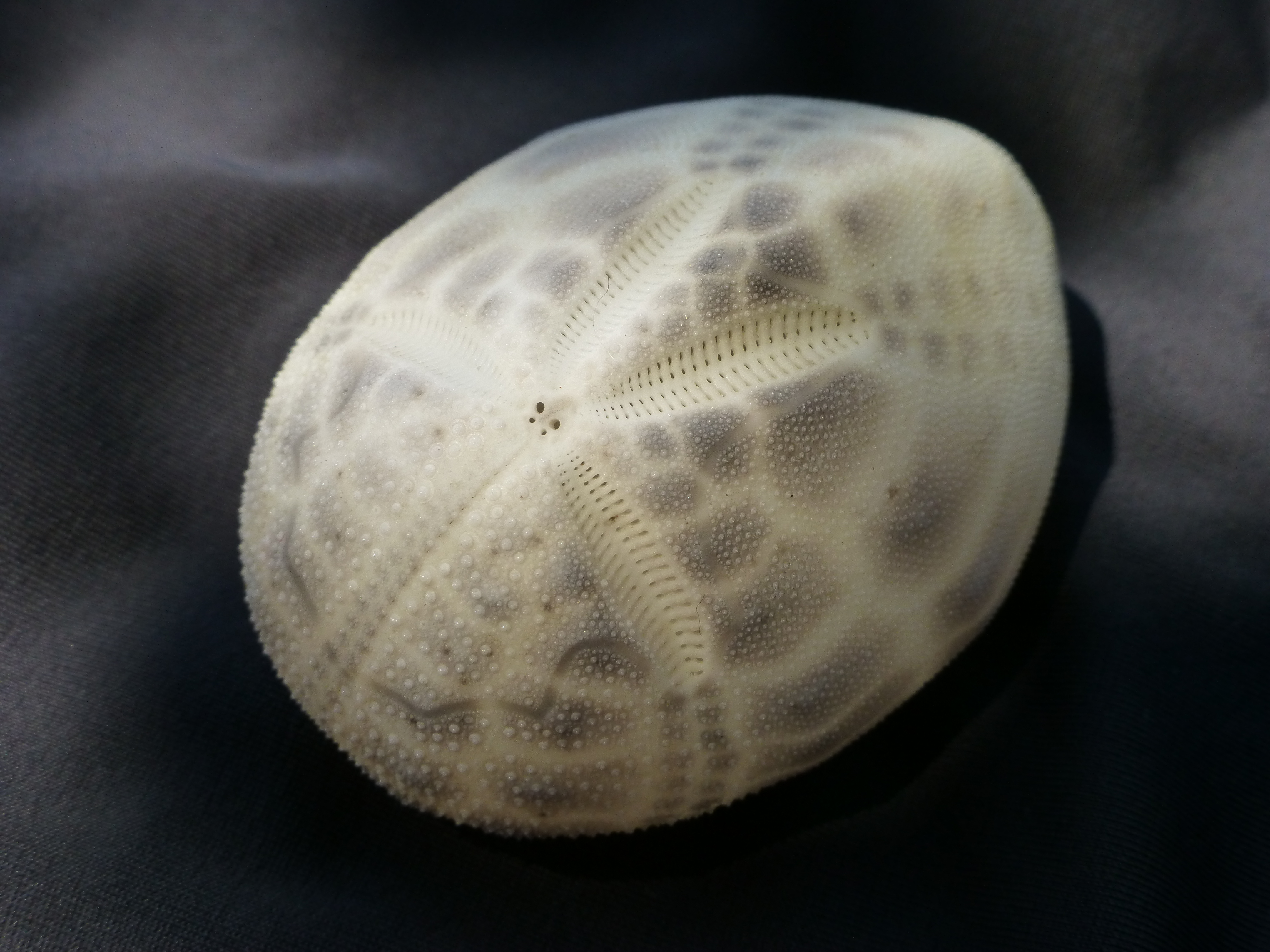
Test d'oursin de sable gris (Brissus unicolor)
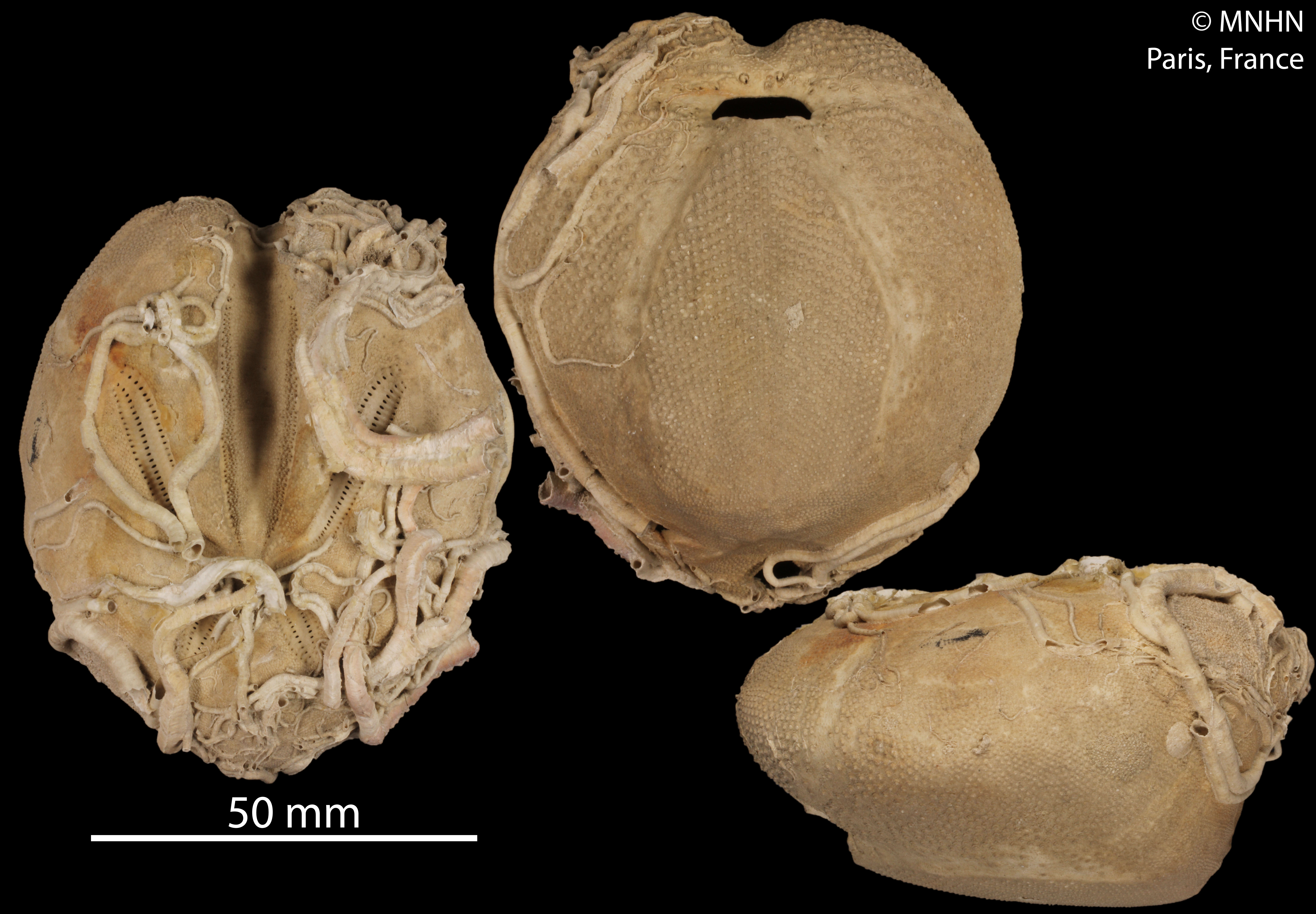
Ova canalifera

Non illustrés : Spatangue de Mortensen (Echinocardium mortenseni), Spatangue profonde de Méditerranée (Spatangus subinermis), Plagiobrissus de Costa (Plagiobrissus costae), Neolampas rostellata.

## Holothuries(«concombres de mer»)
La classe des Holothuroidea (du grec holothoúrion, donné par Aristote à un animal qui n’a pu être déterminé) regroupe des animaux marins au corps généralement cylindrique, plus ou moins mou selon les espèces, qui présentent une symétrie bilatérale apparente tout en conservant organiquement la symétrie pentaradiaire propre aux échinodermes. Autour de la bouche située en position antérieure, on observe une couronne de tentacules mobiles et rétractables chargés de prélever des particules de sédiment et de les porter à la bouche. En partie postérieure se trouve l’orifice cloacal servant à la respiration et à l’évacuation des déjections. C’est aussi par cet orifice que sortent, en situation de stress, de longs filaments blancs et collants appelés tubes de Cuvier chez les espèces qui en possèdent. Les holothuries se meuvent lentement sur les centaines de podias terminés par une ventouse qui couvrent leur trivium. Les holothuries sont les grands nettoyeurs de la mer. Ils se nourrissent principalement de la matière organique en décomposition présente dans le substrat, et permettent ainsi de limiter la prolifération des bactéries et de constituer un sédiment épuré et homogène. Certaines espèces sont cependant immobiles, et vivent attachées à un objet ou enterrées dans le sédiment d'où elles ne laissent dépasser que leurs longs tentacules ramifiés, dont elles se servent pour se nourrir de plancton : ce sont les Dendrochirotida, ou « lèche-doigts ».
Très consommés et braconnés en Asie, les concombres de mer sont peu exploités en France, mis à part l'« espardenya » (Parastichopus regalis), présente dans la cuisine catalane.

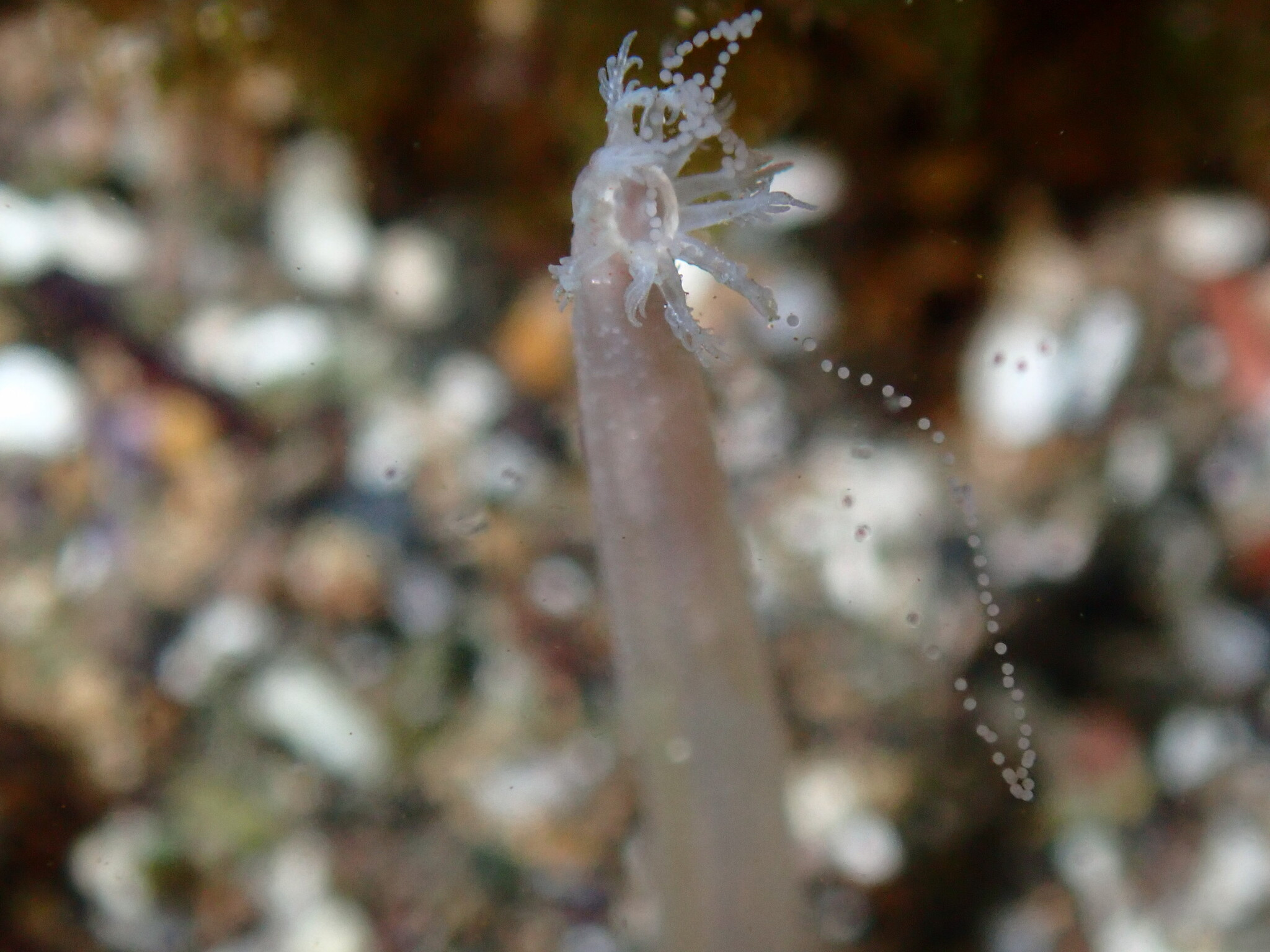
Leptosynapta inhaerens
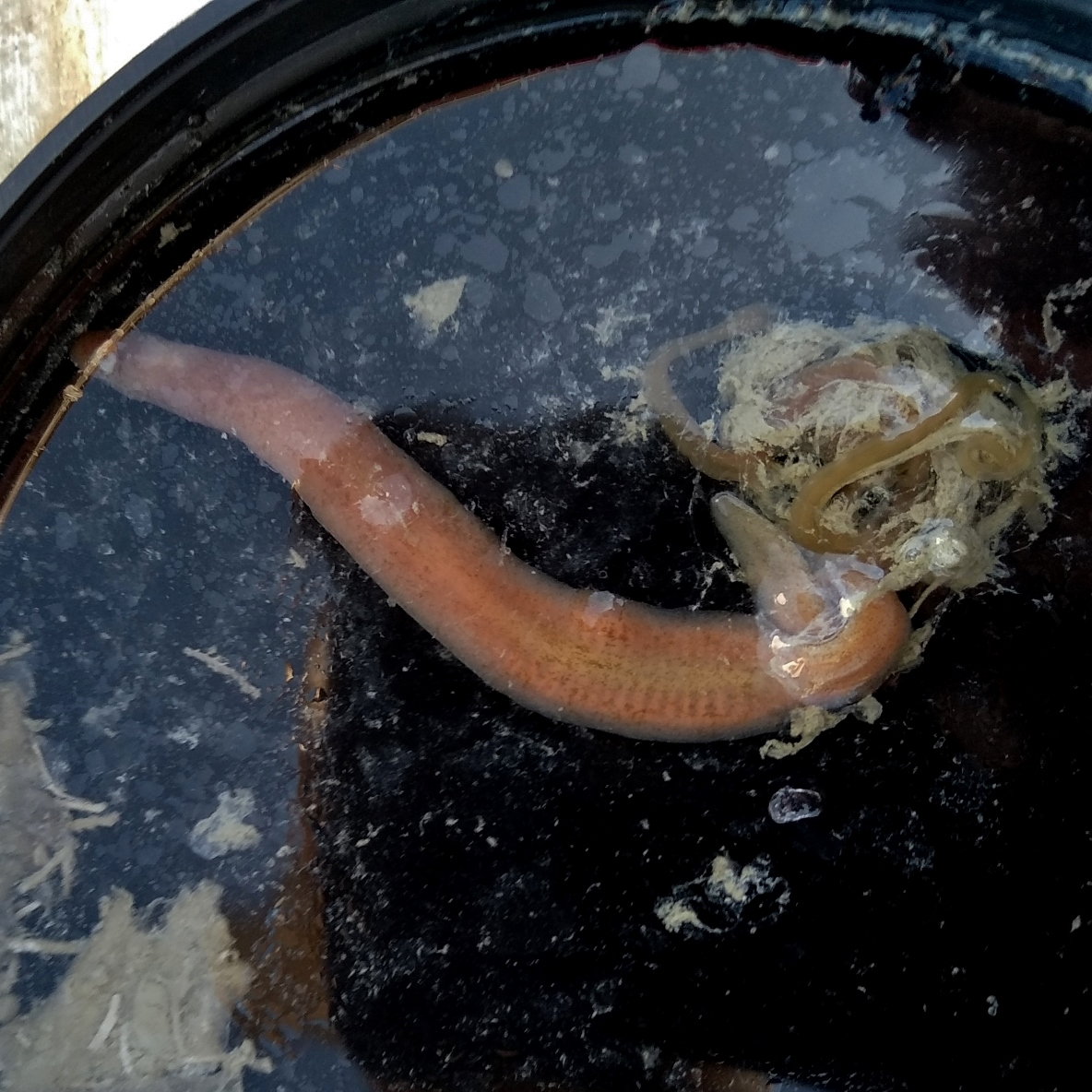
Oestergrenia digitata
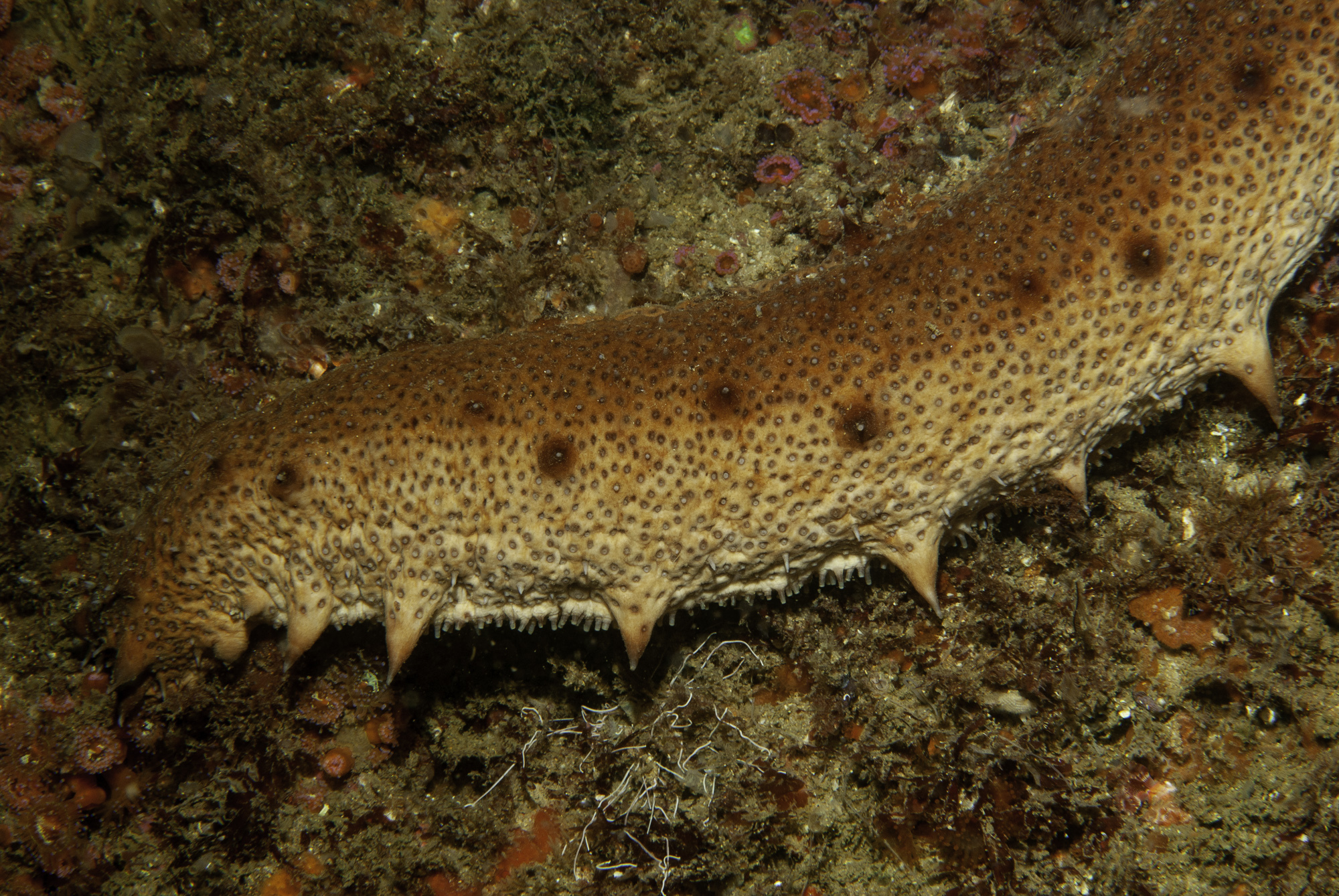
Holothuria arguinensis (rares incursions en mer d'Alboran)
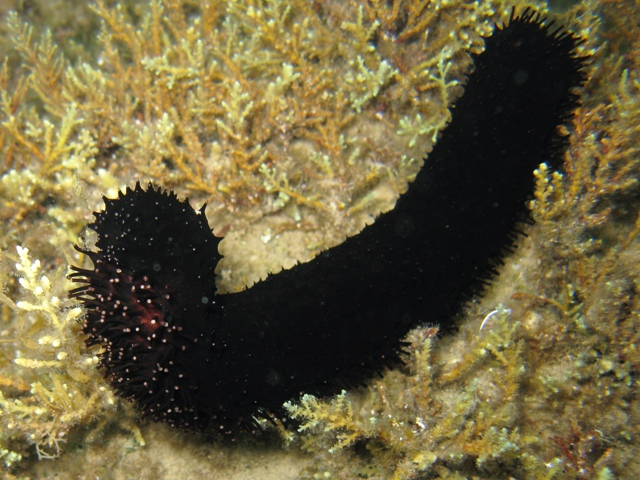
Holothurie noire (Holothuria forskali)
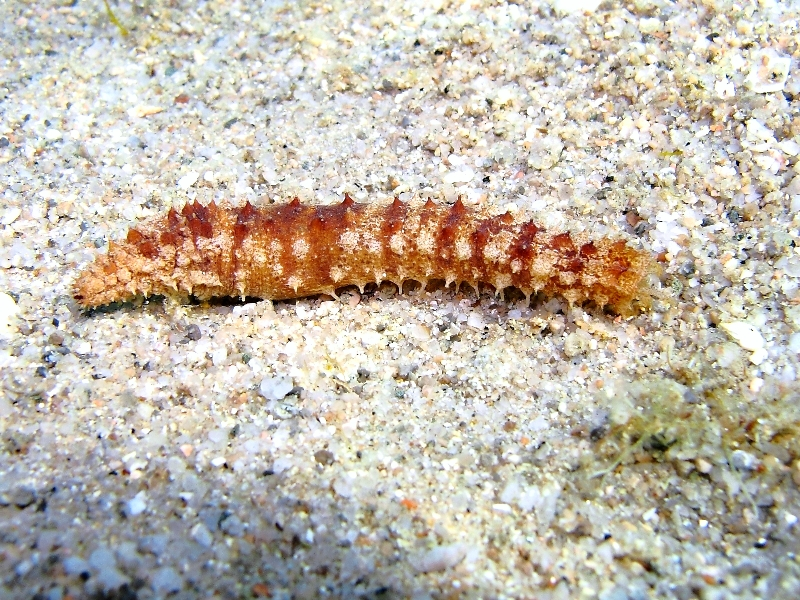
Holothurie impatiente (Holothuria impatiens)
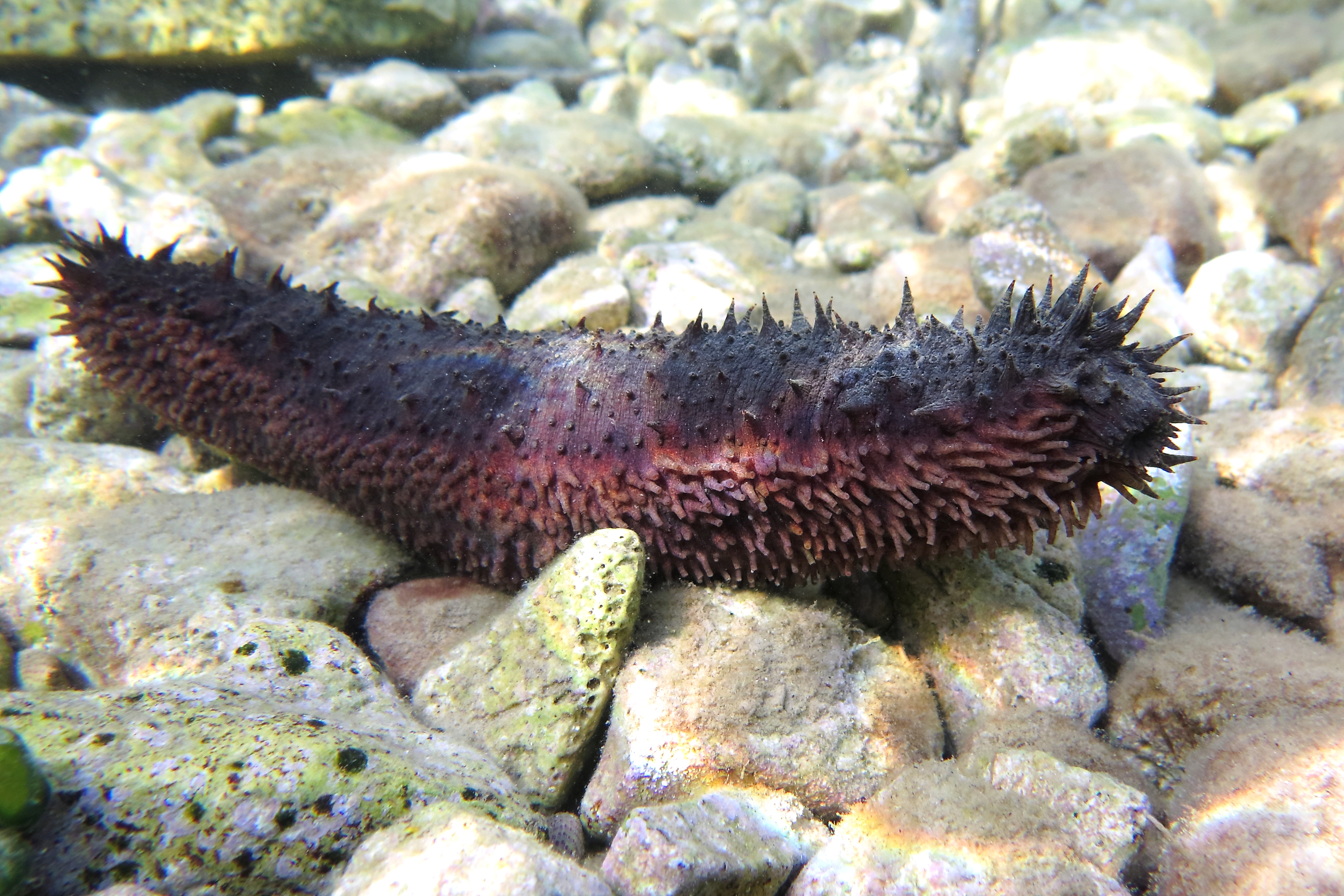
Holothuria mammata
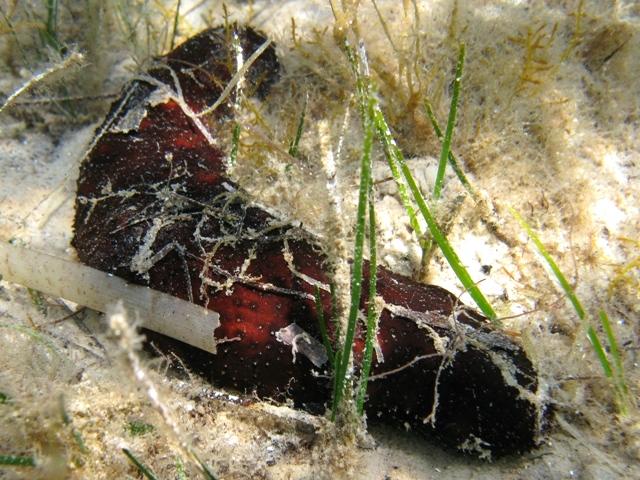
Holothurie ensablée (Holothuria poli)
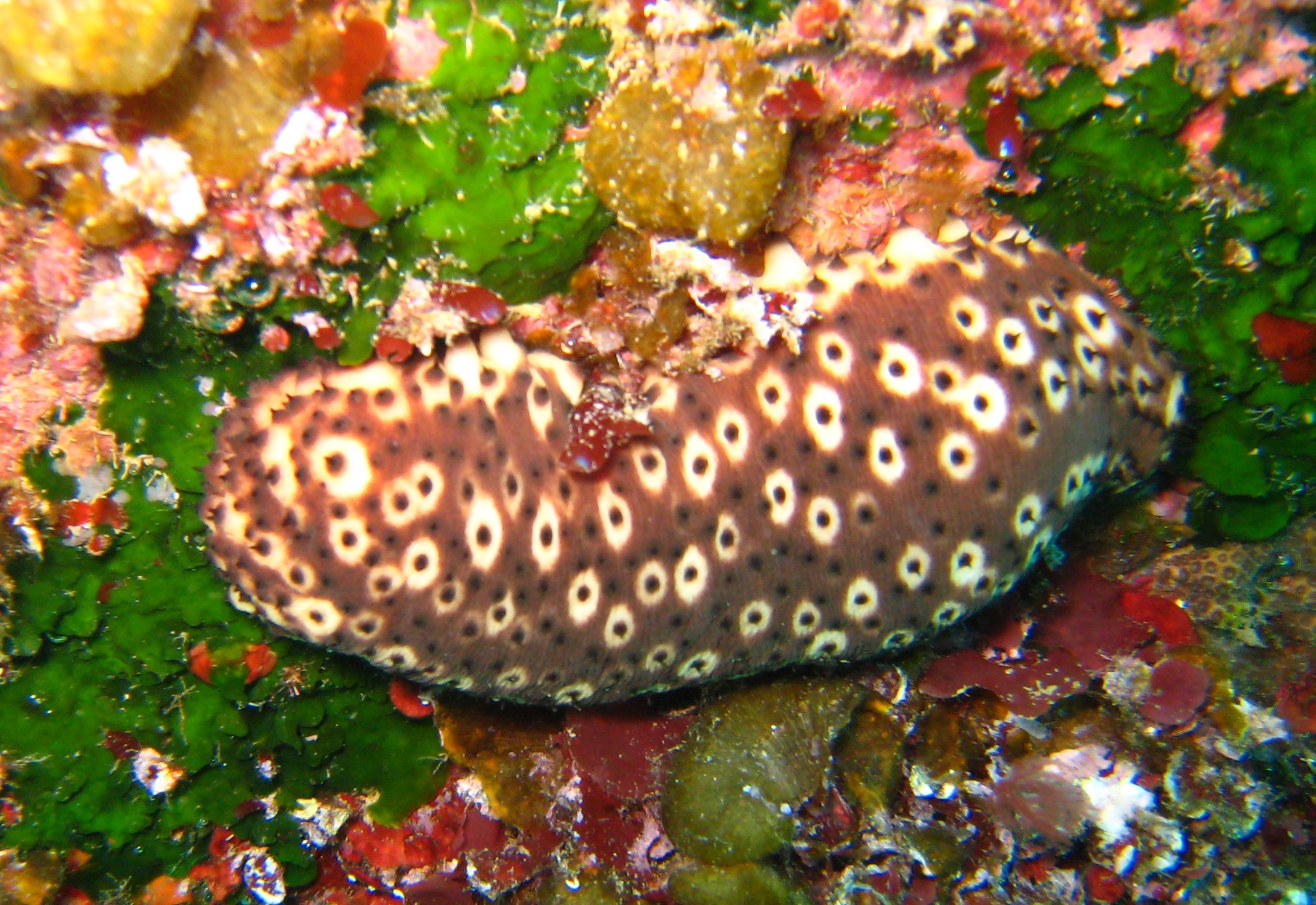
Concombre cracheur marron (Holothuria sanctori)
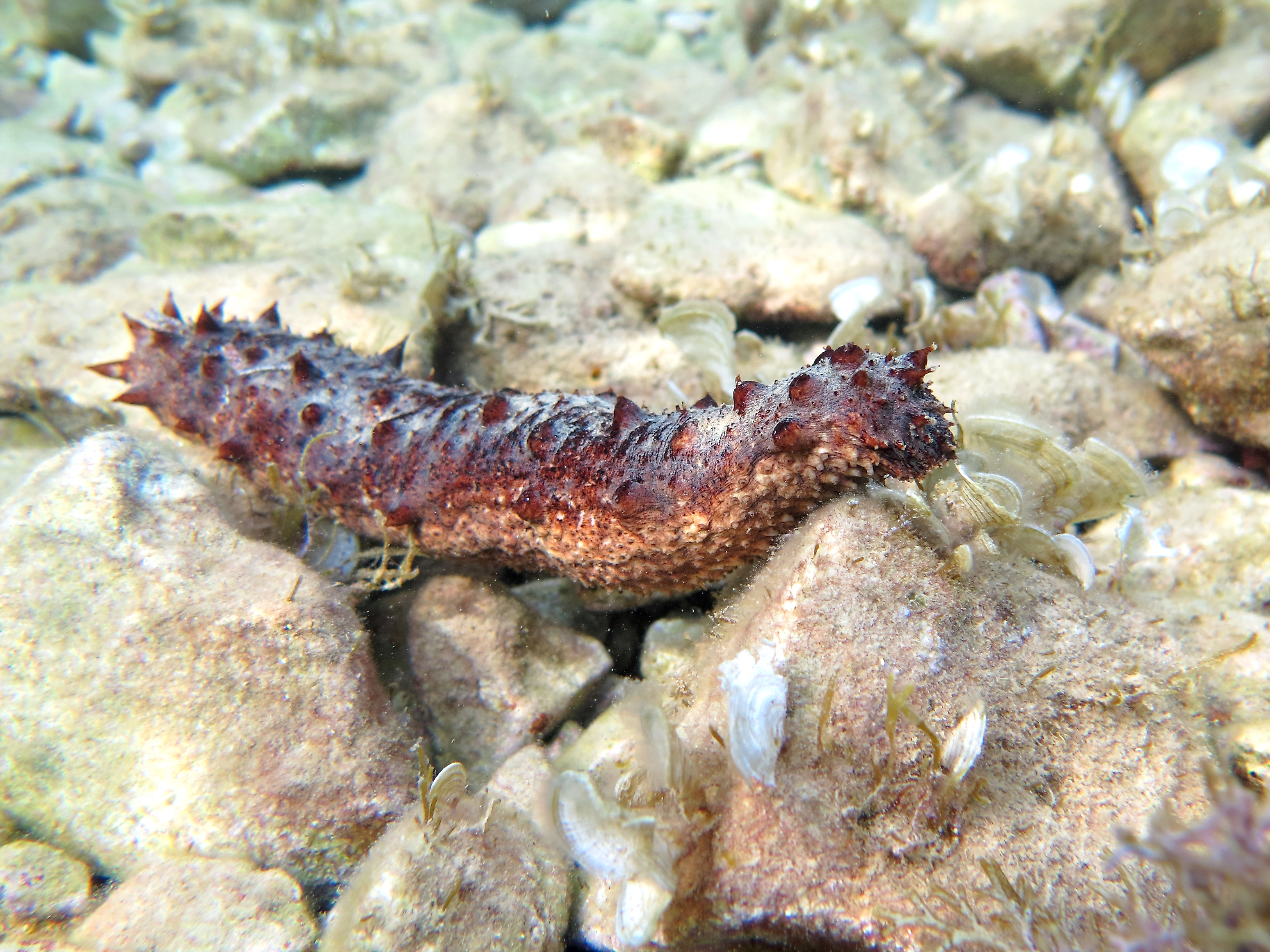
Holothurie tubuleuse (Holothuria tubulosa)
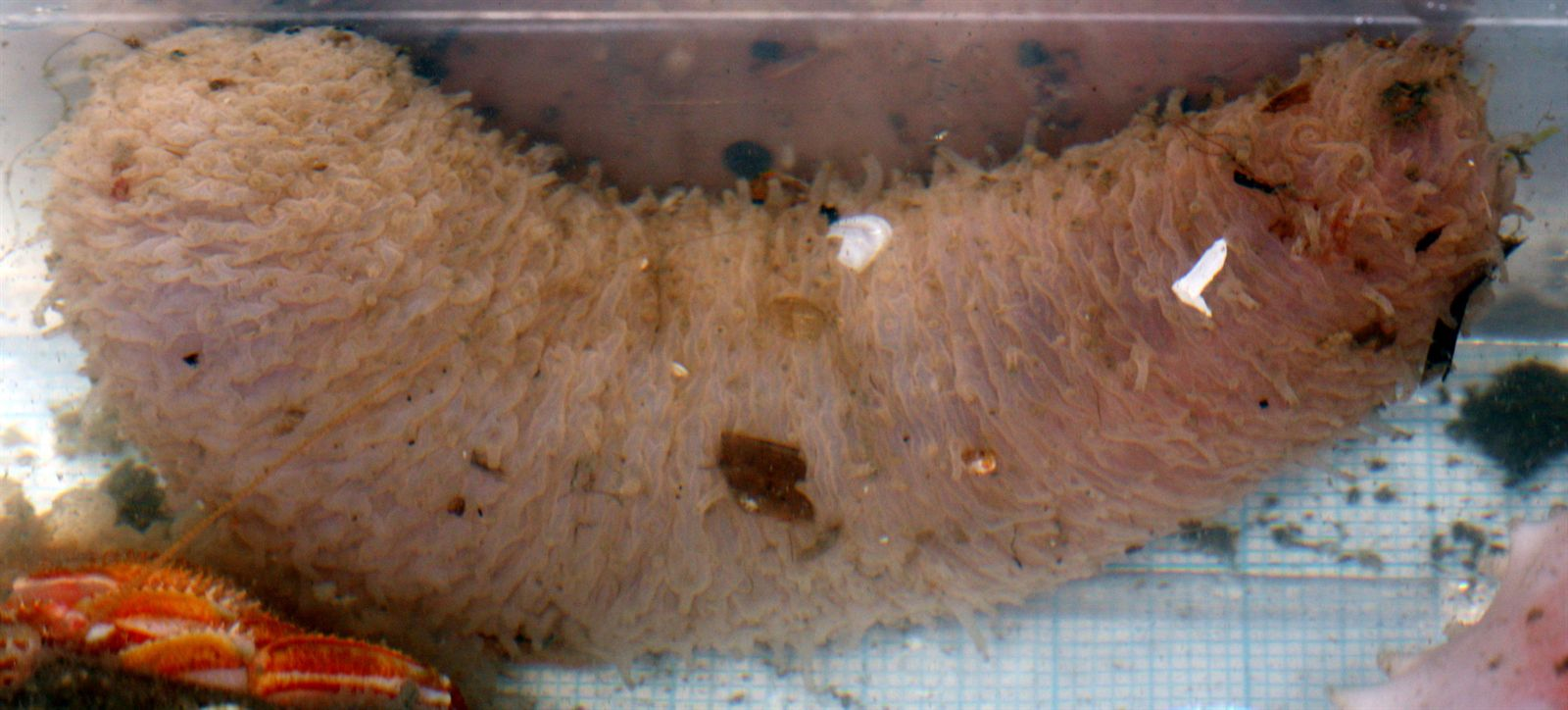
Mesothuria intestinalis (profonde)
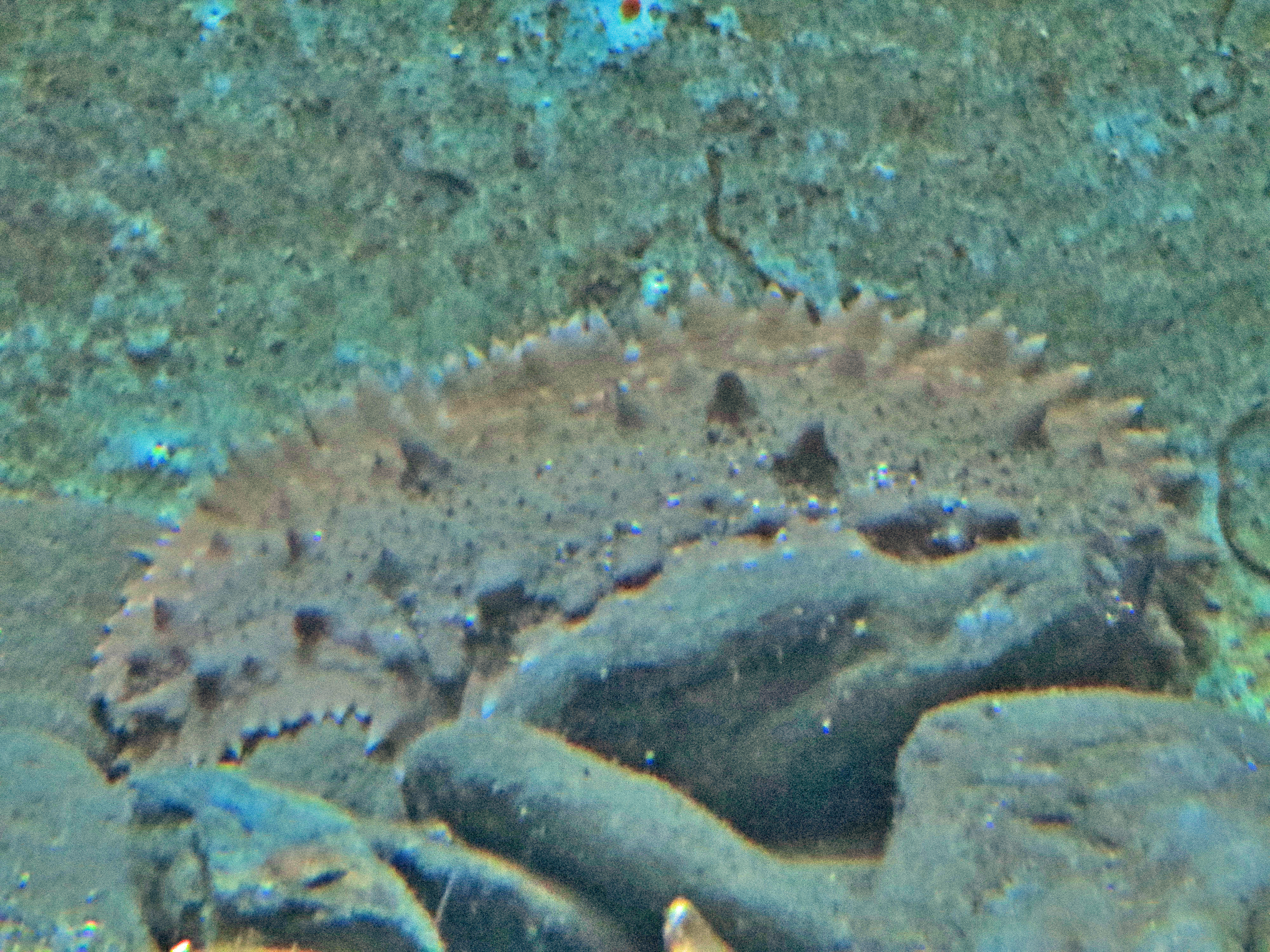
Espardenya (Parastichopus regalis)
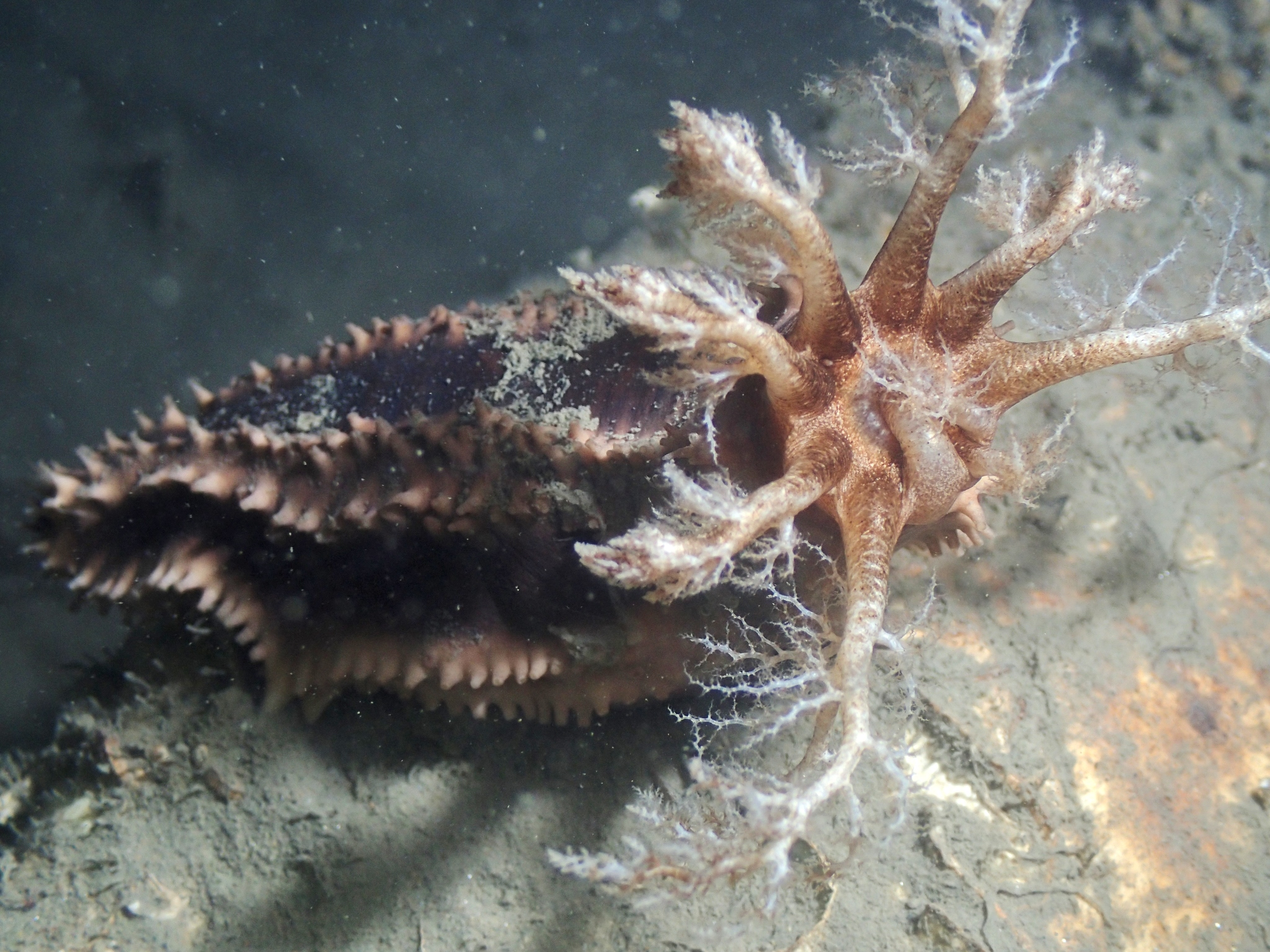
Lèche-doigts de Plancus (Ocnus planci)
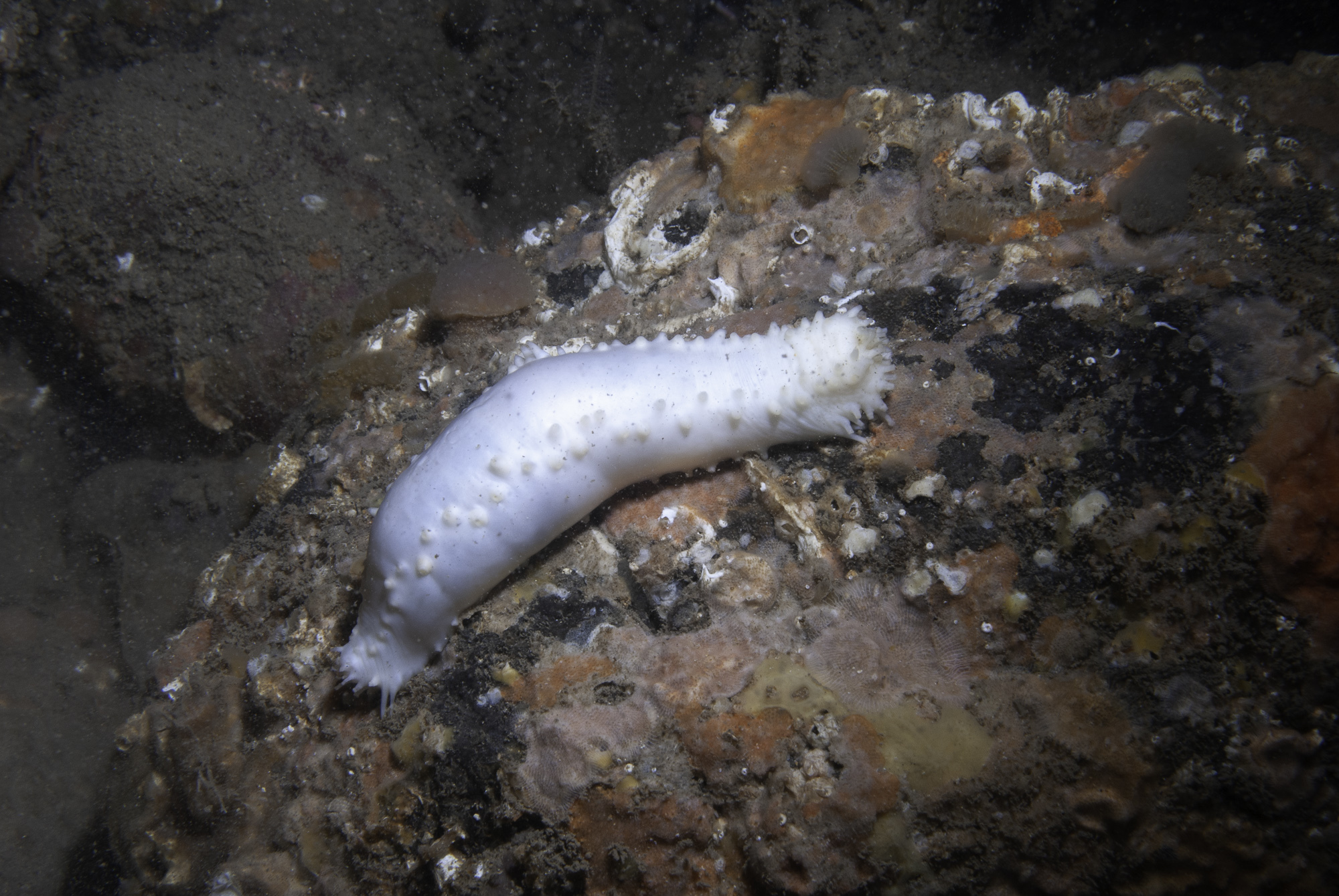
Grand lèche-doigts blanc (Pawsonia saxicola, surtout atlantique[15])
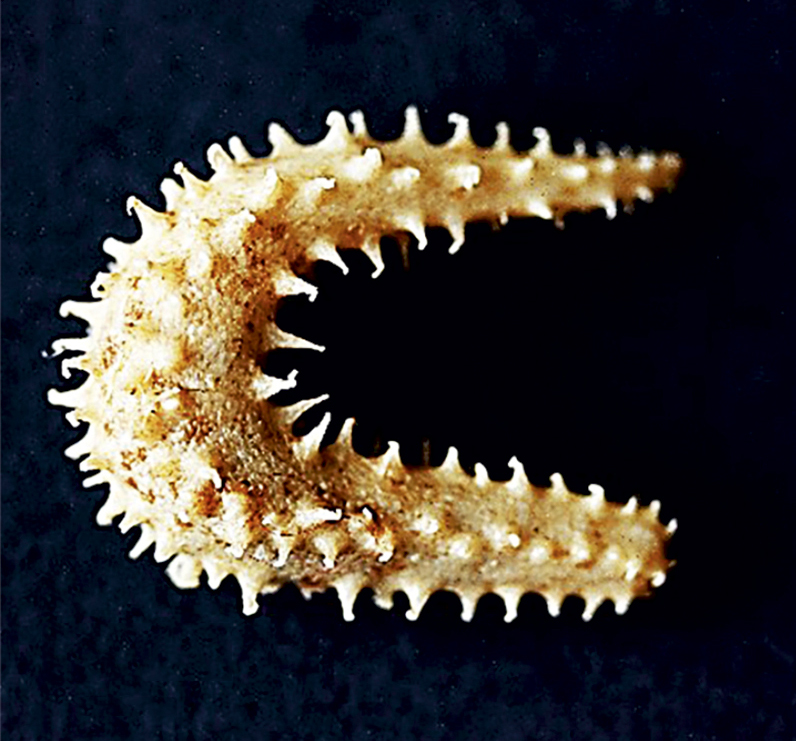
Paraleptopentacta tergestina
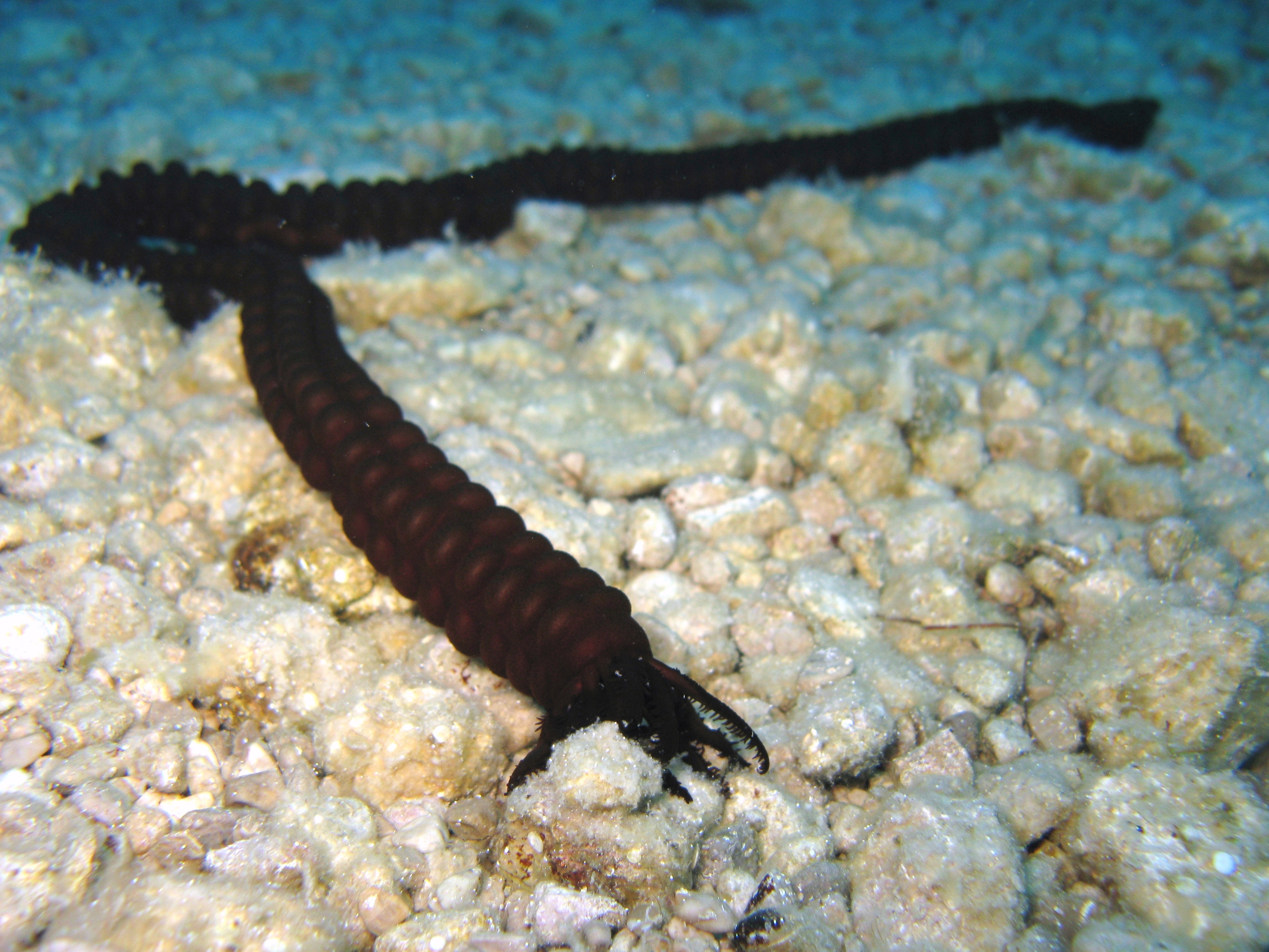
Synaptula reciprocans (invasive de Mer Rouge dans le bassin oriental[16])

Non illustrées, par familles : 
- Apodida, Chiridotidae : Taeniogyrus venustus
- Apodida, Synaptidae : Leptosynapta macrankyra, Leptosynapta minuta
- Dendrochirotida, Cucumariidae : Hemiocnus rubrobrunneus, Hemiocnus syracusanus, Neocucumis marionii, Ocnus brunneus, Ocnus petiti (profonde), Panningia hyndmani (profonde), Pseudocnus grubii, Pseudocnus koellikeri, Paraleptopentacta elongata, et trois espèces endémiques de Mer Noire : Paraleptopentacta djakonovi, Paraleptopentacta cucumis et Stereoderma kirchsbergii (signalée à Banyuls selon Koehler).
- Dendrochirotida, Phyllophoridae : Thyone cherbonnieri, Thyone fusus mediterranea, Thyone gadeana (profonde), Thyone inermis, Phyllophorus urna
- Dendrochirotida, Sclerodactylidae : Pseudothyone raphanus (rare et profonde), Pseudothyone sculponea (profonde)
- Holothuriida, Holothuriidae : Holothuria algeriensis, Holothuria helleri
- Molpadida, Molpadiidae : Molpadia musculus (profonde)

L'espèce Holothuria lentiginosa pourrait avoir été photographiée par un ROV à grande profondeur, mais sans confirmation matérielle pour l'instant. L'espèce Synapta hispida est considérée par Cherbonnier 1968 comme non-valide, et l'espèce Holothuria stellati est douteuse.
L'espèce asiatique Apostichopus japonicus semble avoir été introduite en Turquie, et parvenir à s'y reproduire.

## Sources

### Articles scientifiques
- Toma, M., Bavestrello, G., Enrichetti, F., Costa, A., Angiolillo, M., Cau, A., Andaloro, F., Canese, S., Greco, S., & Bo, M. (2024). Mesophotic and Bathyal Echinoderms of the Italian Seas. Diversity, 16(12), 753. https://doi.org/10.3390/d16120753
- (en) Margherita Toma et al., « Mesophotic and Bathyal Echinoderms of the Italian Seas », Diversity, vol. 16,‎ 2024 (DOI 10.3390/d16120753).
- Chammem H, Ben Souissi J, Pérez-Ruzafa A. Checklist with first records for the Echinoderms of northern Tunisia (central Mediterranean Sea) Scientia Marina, 2019; 83(3):277-88.
- Mecho A., Billett D.S.M., Ramírez-Llodra E., Aguzzi J., Tyler P.A., Company J.B. 2014, « First records, rediscovery and compilation of deep-sea echinoderms in the middle and lower continental slope of the Mediterranean Sea », Sci. Mar. 78(2): 281-302 (lire en ligne).
- (en) Christine M. Tanti et Patrick J. Schembri, « A synthesis of the echinoderm fauna of the Maltese islands », Journal of the Marine Biology Association of the UK, vol. 86,‎ 2006, p. 163-165 (lire en ligne).
- (en) Hans G. Hansson, « European Echinodermata Check-List : a draft for the European Register of Marine Species », Species 2000,‎ 1999 (lire en ligne).
- (en) Paola Rinelli, « A synthesis of the echinoderm faune of the Tyrrhenian sea », Rapp. Comm. int. Mer Médit., vol. 35,‎ 1998 (lire en ligne).
- (en) Maria Cattaneo, « Contribution à l'étude du plateau continental de la mer ligure et haute tyrrhénienne. II. Echinodermata (1) », Cahiers de Biologie Marine, vol. 22,‎ 1981, p. 11-24.
- Gustave Cherbonnier et Alain Guille, « Complément à la faune des échinodermes de la mer de Banyuls », Vie et Milieu,‎ 1967, p. 317-330 (lire en ligne).
- R. Koehler, Faune de France - 1 : Échinodermes, Paris, Librairie de la faculté des sciences, 1921, 216 p. (lire en ligne).
- (en) Enrico Tortonese, « Review of present status of knowledge of the Mediterranean Echinoderms », dans Echinoderms: Present and Past, CRC Press, 1880 (ISBN 9781003078913, lire en ligne).

### Ouvrages
- Guillaume Rondelet, De piscibus marinis, libri XVIII, in quibus veræ piscium effigies expressæ sunt, Lyon, Matthiam Bonhomme, 1554 lire en ligne.
- René Koehler, Faune de France : 1 : Échinodermes, Paris, Librairie de la Faculté des Sciences, 1969 (lire en ligne).
- (en) Enrico Tortonese, Review of present status of knowledge of the Mediterranean Echinoderms, CRC Press, 1980.
- Steven Weinberg, Découvrir la vie sous marine : Méditerranée, Challes-les-eaux, GAP, 2015, 2e éd., 528 p. (ISBN 978-2-7417-0533-8).

### Sites de référence en identification d'espèces marines
- « Données d'observations pour la reconnaissance et l'identification de la faune et de la flore subaquatiques », sur DORIS, site partenaire du MNHN géré par la CNEBS de la FFESSM.
- « Sous Les Mers », sur www.souslesmers.fr, administré par François Cornu.
- (en) « Marine Species Identification Portal », sur species-identification.org.

### Sites spécialisés sur la région
- « Echinodermes de Méditerranée », sur cotebleue.org.
- « Les échinodermes », sur Mare Nostrum.
- « Les échinodermes de Méditerranée », sur webplongee.com.

### Bases de données taxinomiques
- (en) « World Register of Marine Species », sur World Register of Marine Species.
- (en) « Système d'information taxonomique intégré », sur ITIS.
- (en) « Sea Life Base », sur Sealifebase.org.
- Gargominy, O., Tercerie, S., Régnier, C., Ramage, T., Dupont, P., Vandel, E., Daszkiewicz, P., Lévêque, A., Leblond, S., De Massary, J.-C., Dewynter, M., Horellou, A., Noël, P., Noblecourt, T., Comolet, J., Touroult, J., Barbut, J., Rome, Q., Bernard, J.-F., Bock, B., Malécot, V., Boullet, V., Robbert Gradstein, S., Lavocat Bernard, E., & Ah-Peng, C., « TAXREF v10.0, référentiel taxonomique pour la France », sur inpn.mnhn.fr, 2016.